# Самарканд
Самарка́нд (узб. Samarqand / Самарқанд) — третий по численности населения город Узбекистана, административный центр Самаркандской области.
Общая площадь территории города составляет 123,82 км². Численность населения, по состоянию на 1 января 2023 года, составляла 573,2 тыс.; в 2022 году планировалось расширение территории города (она должна была бы составить 284,15 км²) и увеличение его населения за счёт пригородных районов. В конце декабря 2022 года президент Узбекистана заявил, что как только население Самарканда приблизится к миллиону, город будет выделен из состава Самаркандской области и получит статус города республиканского подчинения, который ранее имела только столица Узбекистана Ташкент.
Город расположен на высоте около 720 метров над уровнем моря. Исторический центр — площадь и ансамбль Регистан.
В 2001 году город и его исторические архитектурные и археологические памятники были внесены в список Всемирного наследия ЮНЕСКО под названием «Самарканд — перекрёсток культур».
Самарканд — один из древнейших городов мира, основанный, по археологическим данным, в середине VIII века до н. э. (Древняя Мараканда). Более 2 тысячелетий город являлся ключевым пунктом на Великом шёлковом пути между Китаем и Европой, а также одним из главных центров науки средневекового Востока.
В XIV веке был столицей империи Тамерлана и династии Тимуридов. Подавляющее большинство архитектурных шедевров города было построено в эту эпоху, а также в эпоху узбекской династии Джанидов (Аштарханидов). Это был период наивысшего развития Самарканда.
В 1925—1930 годах Самарканд являлся столицей Узбекской ССР.

## Геральдика
Герб принят и утверждён 15 июля 1994 года в сессии Самаркандского городского Совета народных депутатов.

## Этимология
Согласно одной из версий происхождения названия города, слово «Самарканд» восходит к согдийскому Smʼrknδh и происходит от слов асмара́ («камень» или «скала») и канд («форт» или «город»).
Город в античной литературе известен также как Марака́нда (др.-греч. Μαράκανδα). По письменным источникам, «Самарканд» происходит от тюркского Семи́з кент, что означает «Богатое/тучное поселение» (семиз «богатый/тучный», кент «город»). Об этом сообщают средневековые китайские источники, называя Самарканд Си-ми-се-кан и объясняя, что это означает «тучный город».
Эту же версию поддерживал учёный-энциклопедист Абу Райхан Аль-Бируни. Армянский летописец XIII века Сумбат сообщал, что «Самарканд» означает «жирный город», или «тучный город».
Испанский посол ко двору Тамерлана Руй Гонсалес де Клавихо, известный описанием своего путешествия, писал о Самарканде, но утверждал, что настоящее его имя — Симескинт, что значит «богатое селение».

### Версии Абу Тахирходжи Самарканди
Известный самаркандский историк, краевед и учёный Абу Тахирходжа Самарканди, живший в XIX веке, в своей знаменитой книге «Сама́рия» на персидском языке, посвящённой Самарканду, приводит 5 версий происхождения и этимологии названия города.
1. Согласно первой версии, происхождения названия города Абу Тахирходжа Самарканди ссылается на некую историческую книгу «Бурхани́ кате́ъ», где сказано, что в древности на нынешней территории города поселился некий человек по имени Сама́р и создал поселение, куда начали переезжать люди с окрестностей. Впоследствии город назвали в его честь Самарке́нтом, а через большое количество времени название постепенно приобрело форму Самарка́нд (особенно после арабского завоевания Средней Азии). Этот вариант названия окончательно закрепился за городом[18].
2. Согласно второй версии происхождения названия города Абу Тахирходжа, Самарканди ссылается на некую историческую книгу «Масали́к-уль-Мамали́к», где сказано, что некий хан по имени Сама́р Баки́р «с краёв Ферганы и Кашгара» напал на город с помощью подкопа под внешними оборонительными стенами и таким образом захватил его, разрушив его стены. После этого город стал известен как Сама́р козди́ (слово козди́ — тюркское — и переводится как «подкоп/копать»), буквально название может переводиться как «Подкоп Сама́ра» или «Копал Самар».
3. Третья версия близка ко второй: Абу Тахирходжа Самарканди на этот раз ссылается на некую книгу «Тари́хи Табари́», где говорится, что некий хан по имени Самар со своим войском пришёл на нынешнюю территорию города и создал здесь поселение. В новое поселение переехало жить некое тюркское племя канд, и после арабского завоевания город получил название «Самарканд».
4. Четвёртая версия также близка ко второй и третьей: на этот раз Абу Тахирходжа Самарканди ссылается на книгу под названием «Хафт икли́м», где говорится, что один из маликов из Яман Туббаи по имени Самар разрушил стены города, и после прихода арабов город стали называть «Самарканд»[18].
5. Немного иначе выглядит последняя, пятая версия: на месте города существовал родник, который называли Сама́р; впоследствии вокруг этого родника поселились люди и возник город, который назвали «Самарканд», то есть «Город с родником»[18].

## История

### Древнейшая история
К позднему палеолиту относят фрагментарные черепа из Самаркандской стоянки. В культурных слоях Самаркандской стоянки обнаружены очажные пятна, вокруг которых шла основная жизнедеятельность людей эпохи позднего палеолита.
Самарканд — один из древнейших существующих городов мира, основанный в VIII веке до н. э.. Таким образом, он является ровесником Рима и Нанкина. Именно во время первых десятилетий существования Самарканда начали проводить первые Олимпийские игры в древней Греции. 
В эпоху первых столетий существования Самарканда в Средней Азии возникло древнее государство Согдиана, описанное в священной книге зороастризма — Авесте, как часть земель Аирьяшаяна, обиталища ранних индоиранцев, но вероятно это утверждение является более поздней вставкой.

В сочинениях римских и греческих историков впервые упоминается под именем Мараканда (греч. Μαρακάνδα), которое использовали Квинт Курций Руф, Арриан, Страбон и другие биографы Александра Македонского, который в 329 году до н. э. завоевал Самарканд, бывший к этому времени хорошо развитым и укреплённым городом.
Примечательным событием является битва у Политимета (река Зерафшан) около Самарканда. Тогда Спитамен впервые за 7-летнюю военную кампанию Александра Македонского смог разгромить войска его полководцев Менедема, Карана и Андромаха. Благодаря умелому руководству Спитамена и помощи кочевников восстание создало серьёзную угрозу для греков.
В IV—V веках Самарканд был под властью хионитов и кидаритов. В начале VI века был захвачен эфталитами и включён в их империю, куда входила и Бактрия.

### Эпоха раннего средневековья

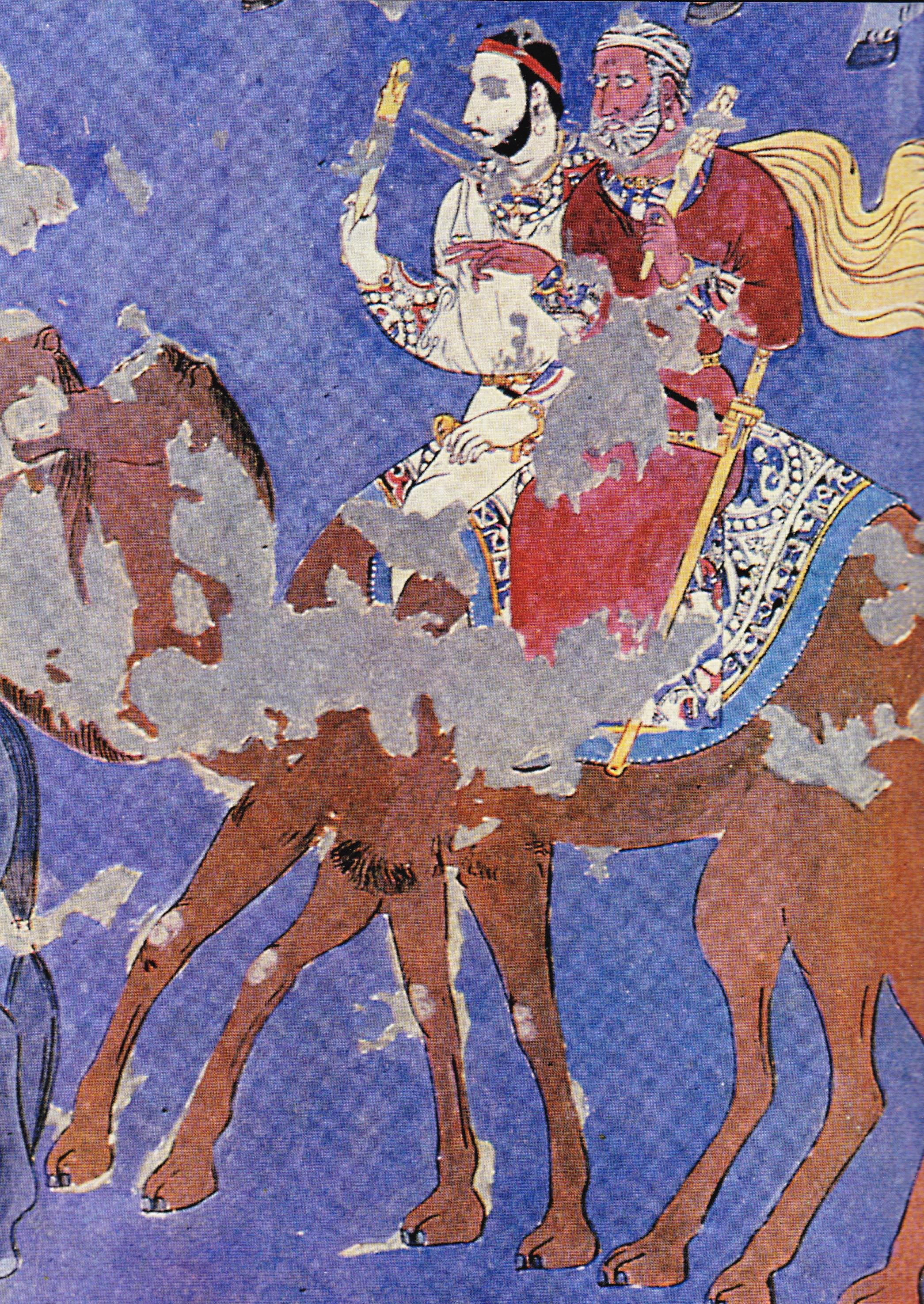
Послы в Самарканд в живописи Афрасиаба.

В 567—658 годах Самарканд, будучи центром Согдианы, находился в зависимости от Тюркского и Западно-тюркского каганатов.

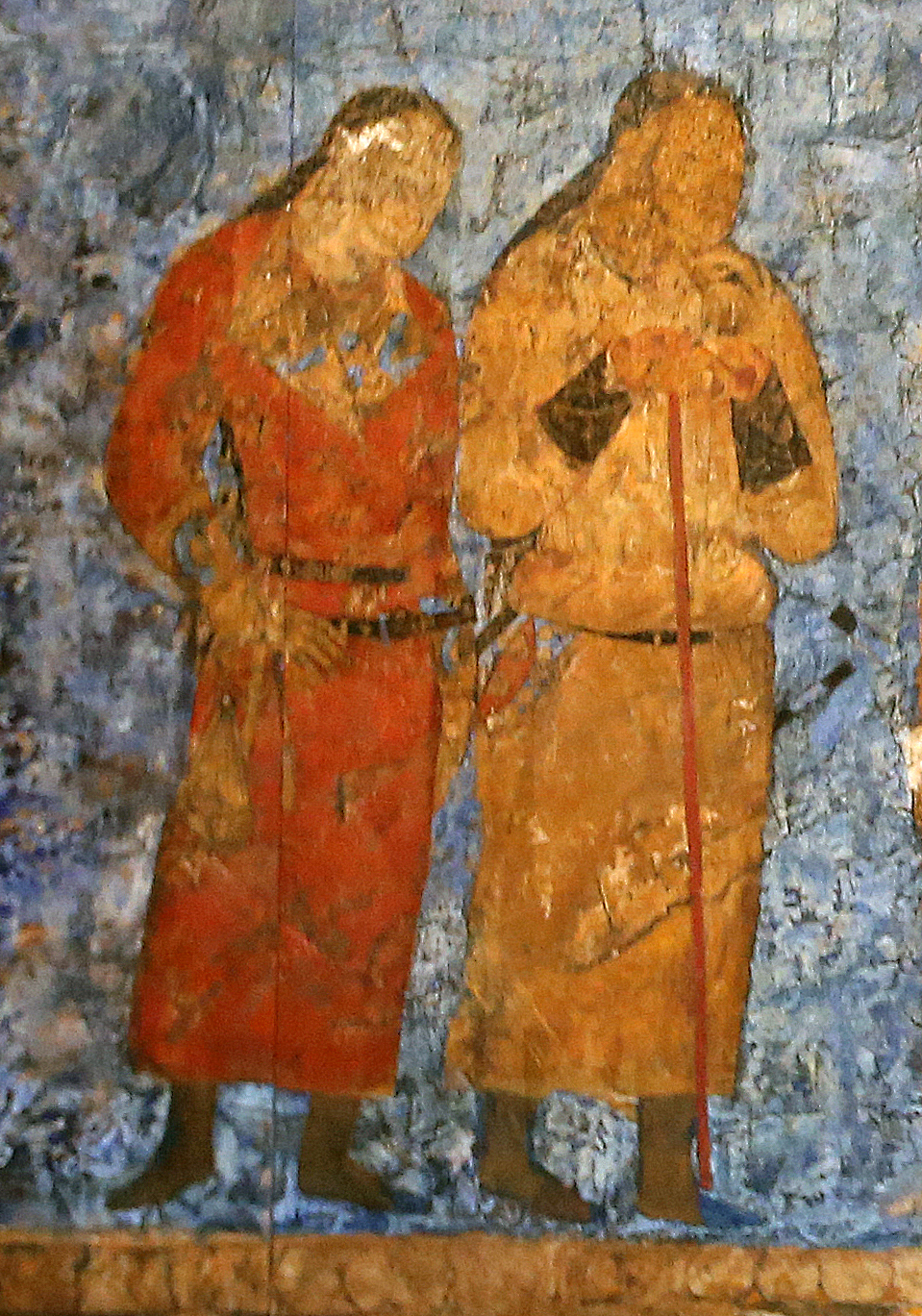
Тюркские чиновники в живописи Афрасиаба, Самарканд, 650 год

В период правителя Западного Тюркского каганата Тон-ябгу кагана (618—630) с правителем Самарканда были установлены родственные отношения — Тон-ябгу каган выдал за него свою дочь.
Важнейшим из согдийских было самаркандское владение, а в соседнем с Самаркандом Пенджикенте, в конце VII — начале VIII веков правил тюрок Чакин Чур Бильге.
По данным энциклопедиста XII века Наджм ад дина Абу Хафса ан-Насафи, ихшид Согда Гурек имел тюркские корни. Часть тюрок Самарканда придерживалась этнических религиозных представлений, что видно по тюркскому захоронению с конём на территории города Самарканда.
В конце VI — середине VII веков в Согде повсеместно распространяются тюркские кафтаны, что заметно в живописи Афрасиаба. В этот период усилилось слияние тюрков и согдийцев.
Согласно брачному договору от 27 апреля 711 года, фиксировался брак между тюрком Ут-тегином и согдианкой Дугдгончей.
Самая многочисленная группа фигур на западной стене афрасиабской живописи VII века представляет собой изображение тюрок.
Тесные тюрко-согдийские связи способствовали заимствованиям из тюркского языка в согдийский и наоборот. В согдийских текстах мугских документов встречаются заимствования из тюркского языка: yttuku — «посылать», «посольство»; bediz — «резьба, орнамент» и другое.

### Арабское нашествие
В 712 году Самарканд был захвачен арабскими завоевателями во главе с Кутейбой ибн Муслимом. В конце того же года в Согде появились тюркские отряды Бильге кагана и Кюль тегина, пытавшиеся оказать помощь самаркандцам в борьбе против арабов.
В конце 740-х годов в Арабском халифате возникает движение недовольных властью Омеядов, которых возглавил полководец Абу Муслим, ставший после победы восстания наместником Хорасана и Мавераннахра (750—755). Он выбрал своей резиденцией Самарканд. С его именем связано строительство многокилометровой оборонительной стены вокруг города и дворца.
В 776—783 годах Самарканд был в центре восстания Муканны. В 806—810 годах в городе произошло восстание Рафи ибн Лейса, в подавлении которого участвовали Саманиды, за что халиф пожаловал им власть в Мавераннахре.

### Эпоха Мусульманского ренессанса

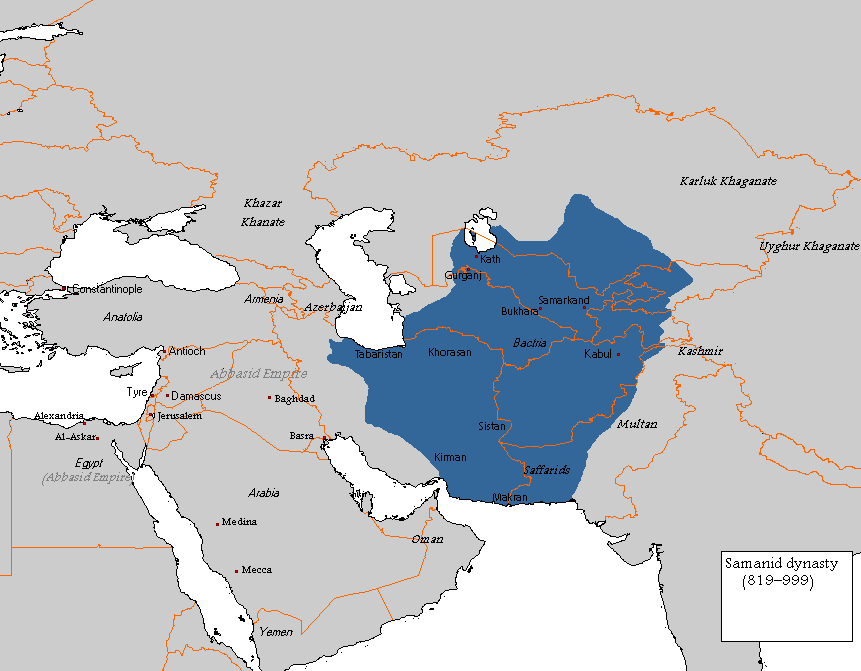
Территория Государства Саманидов.

В 875 году образовалось Государство Саманидов, которым правила персоязычная династия Саманидов. Саманидское государство было вассалом Арабского халифата.
Сразу после его образования столицей был выбран Самарканд, который являлся ею вплоть до 892 года. За это время в Самарканде правили Нух ибн Асад, Ахмад ибн Асад и Наср ибн Асад (брат Исмаила Самани), правившего в Бухаре.
В 892 году столицей огромного государства, которое занимало Мавераннахр и Большой Хорасан, стала Бухара, но Самарканд всё равно оставался одним из главных городов этого государства, наряду с Мешхедом, Гератом, Балхом, Гурганджем, Мервом, Нахшабом, Нишапуром, Шахрисабзом и Шашем.
В X веке среди крупных саманидских сановников, владельцев уделов, в основном были представлены лица тюркского происхождения. Саманидским тюркским полководцем, наместником в Самарканде с 976 по 999 годы был Бегтузун.
Географ Ибн Хаукаль даёт следующую характеристику самаркандцам: «Жители города считаются красивыми и отличаются чрезмерностью в щедрости, затратах и заботах о себе, в чём они превосходят большинство городов Хорасана, так что и это истощило их средства. Самарканд — средоточие утончённых людей Мавераннахра…».
Ибн Хаукаль приводит названия ворот Самарканда, которых было 4: Китайские (восточные), Наубехарские (западные), Бухарские (северные) и Большие (южные). Он также упоминает внешние ворота города: Гадавад, Исбаск, Сухашин, Варсанин, Фенек, Кухек, Ривдад и Фаррухшид, Афшины.
Во время правления династии Саманидов развивалась наука и культура, Мавераннахр стал одним из центров персидской культуры и ислама.
Саманиды всячески способствовали развитию науки, персидской поэзии, архитектуры и распространяли свою культуру в соседние регионы, устанавливая контакты в том числе с государствами Европы.
В настоящее время в Самарканде ни одного из зданий, построенных в период Саманидов, не сохранилось из-за монгольского нашествия.
Появлялись знаменитые в своё время исламские богословы (например Абу Назр Самарканди, Абу аль-Лейс Самарканди и Абу Бакр Самарканди). Именно во время господства Саманидов жил и творил известный персидский поэт Фирдоуси.
В Самарканде в период Саманидов проводили разные периоды своей жизни такие персидские поэты, как Рудаки, Шахид Балхи, Абу Шакур Балхи.
Также по некоторым данным (место рождения оспаривается Тусом и Балхом) в ту эпоху в Самарканде родился другой персидский поэт — Дакики. В Самарканде побывал такой известный философ и учёный, как Аль-Фараби.
| - Золотые дирхамы эпохи Саманидов. - Золотые дирхамы эпохи Саманидов. - Серебряные дирхамы эпохи Саманидов. |

### Эпоха Караханидов

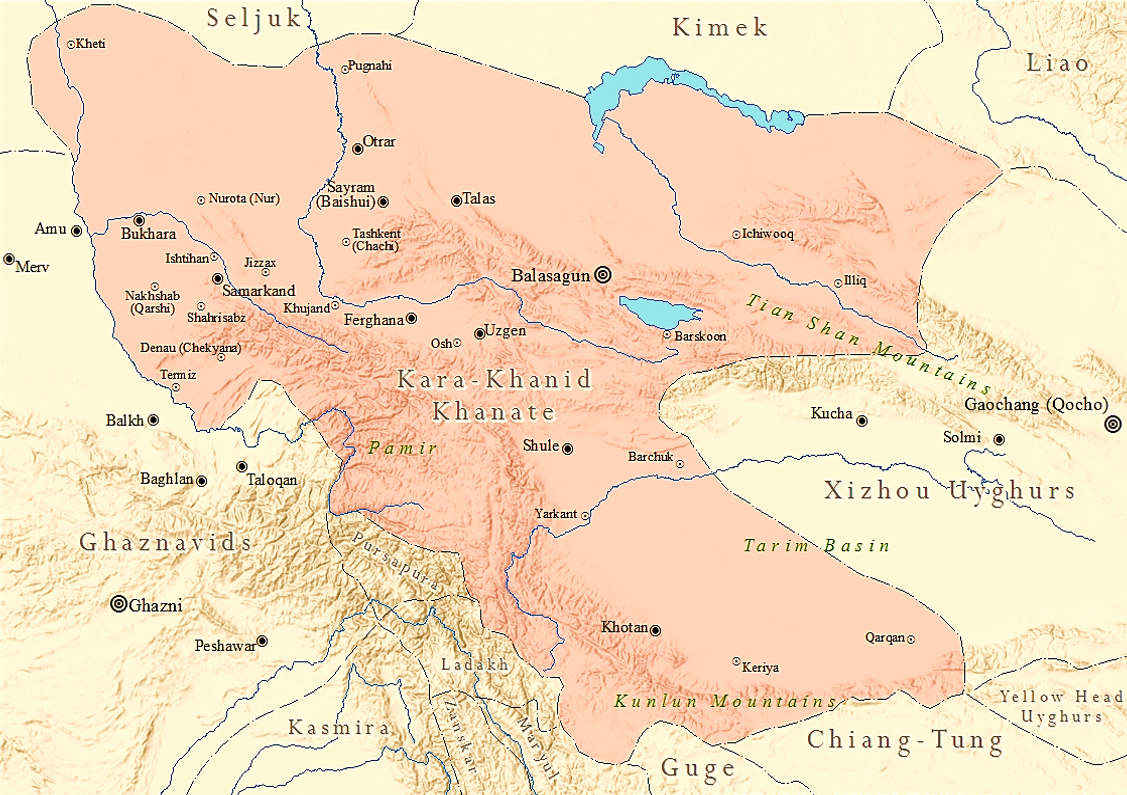
Карта Караханидского государства в границах 1006 года

После падения государства Саманидов в конце 900-х годов ему на смену пришло Государство Караханидов, где правила тюркская династия Караханидов.

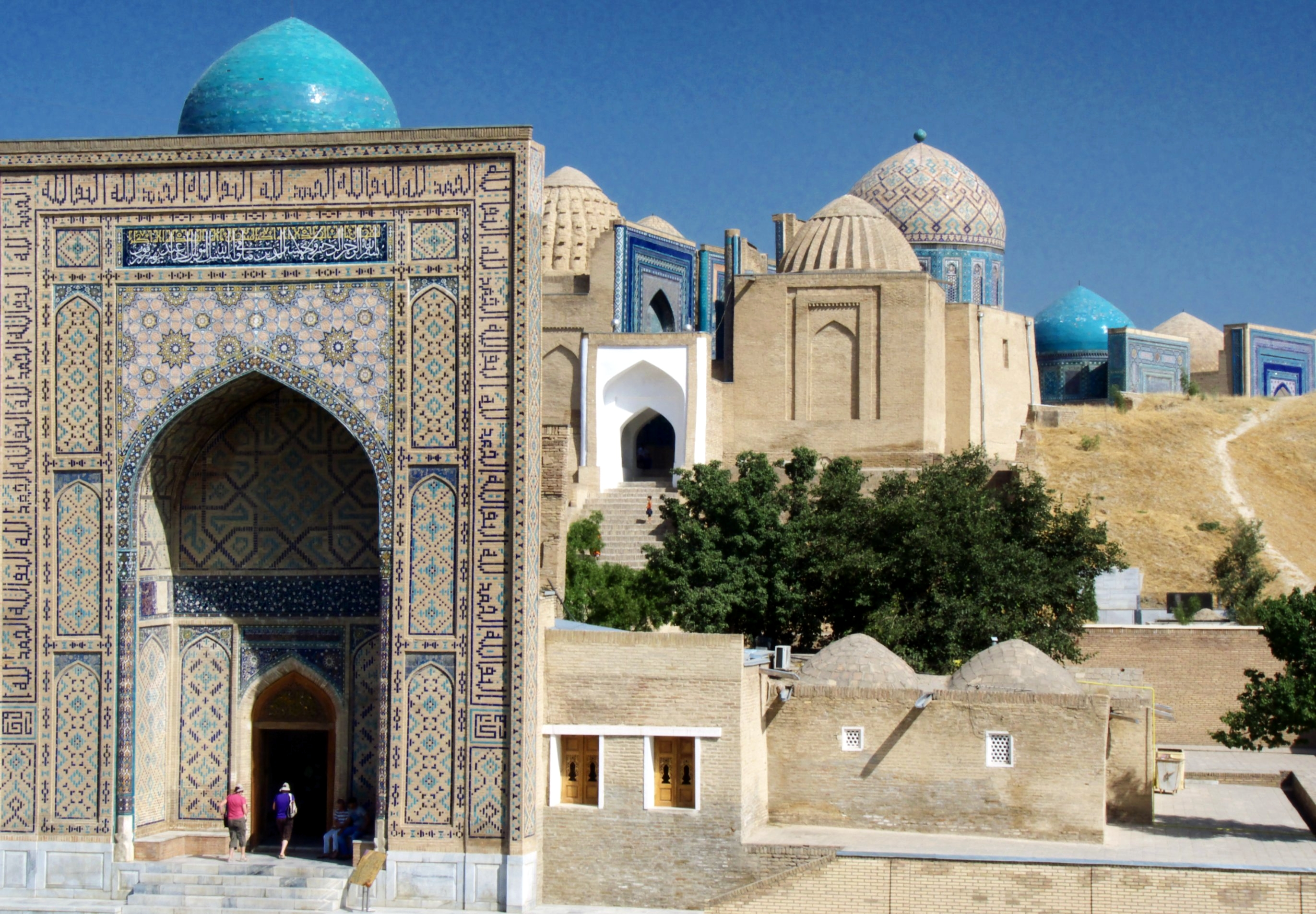
Культово-мемориальный комплекс Шах-и Зинда, основанный при Караханидах, Самарканд

Караханиды гораздо больше, чем другие династии тюркского происхождения, имели в надписях на монетах тюркские титулы.
После того, как государство Караханидов раскололось на 2 части, Самарканд вошёл в Западно-Караханидский каганат и в 1040—1212 годах являлся его столицей.
Основателем Западного Караханидского каганата был Ибрахим Тамгач-хан (1040—1068). Он впервые на государственные средства возвёл медресе в Самарканде и поддерживал развитие культуры в регионе. При нём, в Самарканде были учреждены общественный госпиталь (бемористан) и медресе, где велось обучение и по медицине. При госпитале была амбулатория (нимак бемористан), где получали медицинскую помощь больные, не нуждавщиеся в стационарном лечении. Врачебное дело в больнице Самарканда было на довольно высоком уровне.
Ибрагим Буритакин избрал столицей Самарканд. Как свидетельствуют источники, период его правления характеризуется подъёмом в экономической и культурной жизни страны.
Ибрагим тамгач-хан беспощадно боролся с коррупцией и преступностью в государстве. Он установил строгий контроль за ценами на продукты на рынках страны. Его политику продолжал его сын Шамс аль-Мульк (1068—1080). Преемником Шамс аль мулька был Хызр-хан (1080—1087).
Караханиды построили в Самарканде и Бухаре ряд грандиозных архитектурных сооружений. Но в отличие от Бухары, где до наших дней сохранились постройки времён Караханидов (например, минарет Калян), в Самарканде остался только минарет в комплексе Шахи-Зинда (остальные разрушил Чингис-хан).

#### Дворец Ибрагим Хусейна караханида в Самарканде

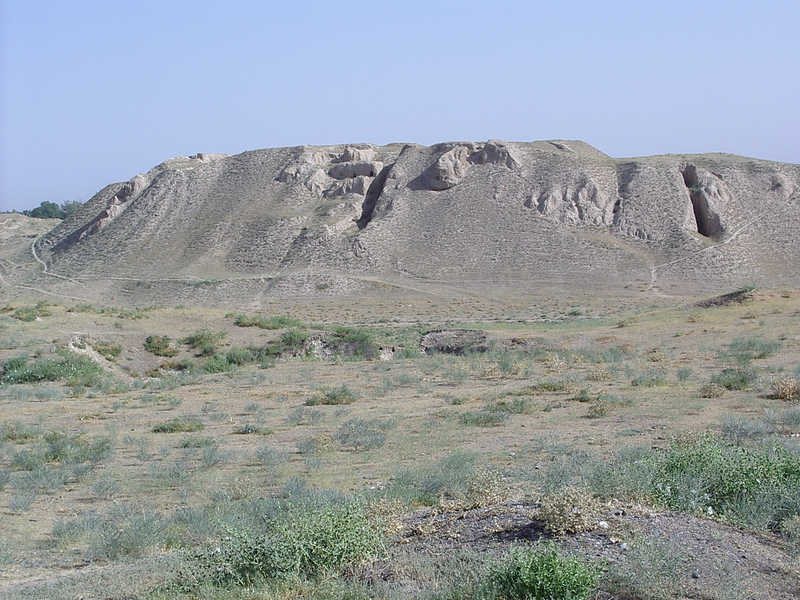
Руины резиденции тюркской династии Караханидов, XI — начало XIII в., городище Афрасиаб, Самарканд

Наиболее известной постройкой Караханидов в Самарканде являлось медресе 1040 года Ибрагим ибн Наср Табгач-хана, а также большой дворец Ибрахима Хусейна (1178—1202), который согласно историческим данным был полностью украшен живописью.

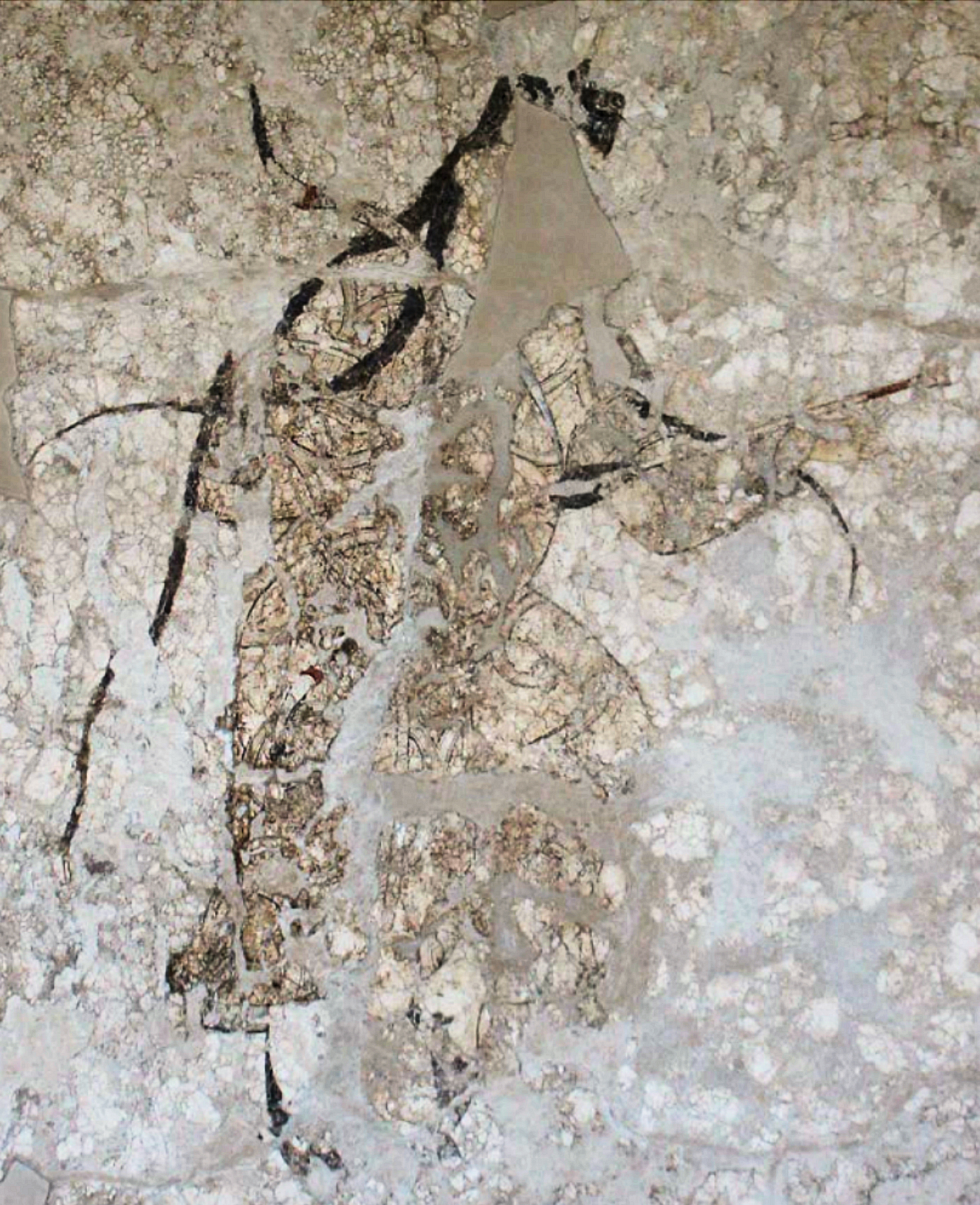
Караханидский тюркский лучник, городище Афрасиаб, 1200 год

Одним из государственных языков Западно-Караханидского каганата являлся персидский язык. В эпоху правления Караханидов в Самарканд ко двору караханида Шамс аль-Мулька из Нишапура был приглашён Омар Хайям. Наряду с медресе Балха и Бухары, Омар Хайям обучался также в одном из медресе Самарканда. В Самарканде он написал главный труд по алгебре.

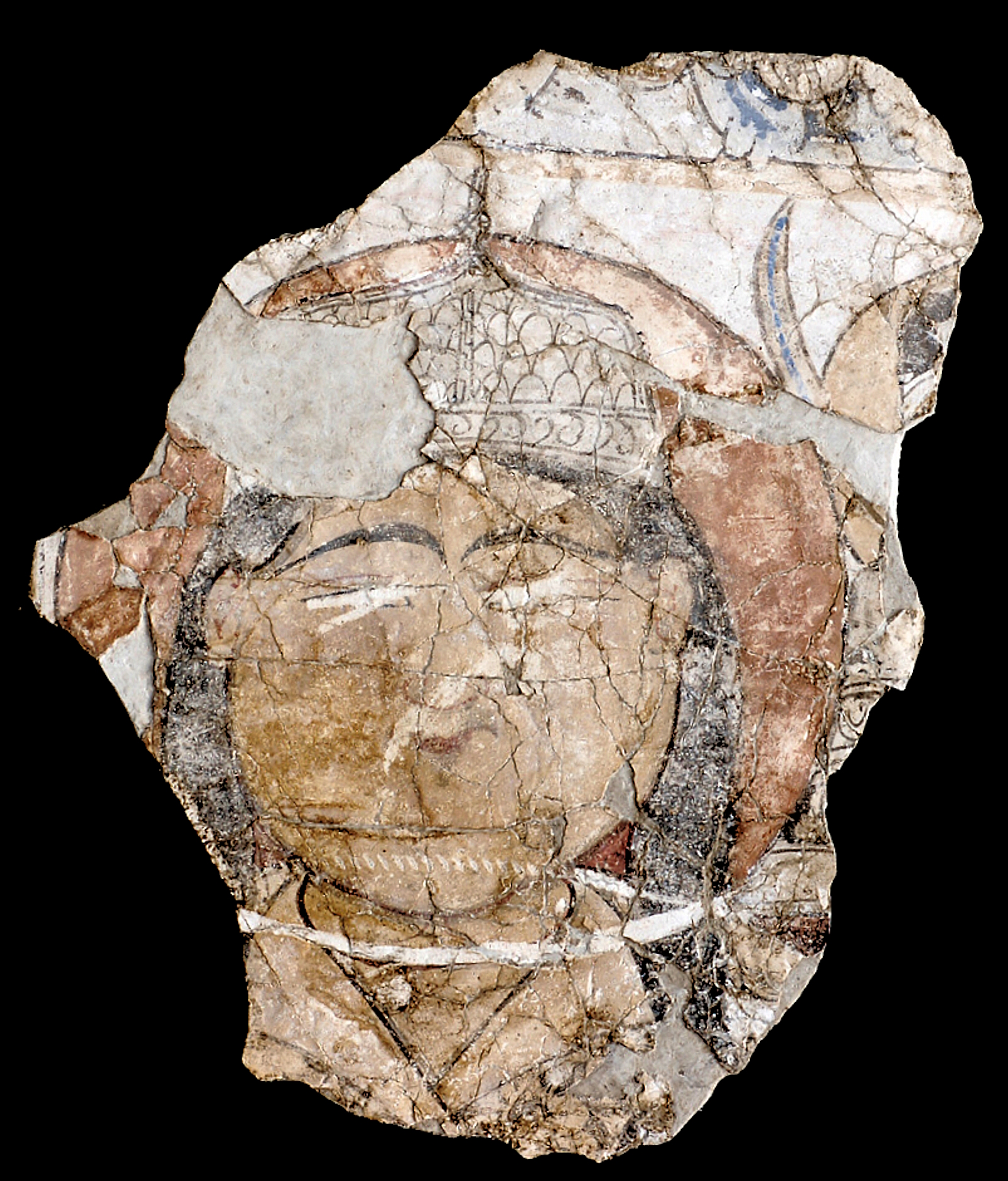
Предполагаемое изображение караханидского правителя Усмана из дворцовой живописи Караханидов в Самарканде, около 1200 г. н. э.

В эпоху Караханидов в Самарканде жил выдающийся среднеазиатский мыслитель, учёный философ, теолог-богослов, исламский законовед-фиких Бурхануддин аль-Маргинани (1123—1197).
При дворе караханидов в Самарканде сложился научный и литературный центр Мавераннахра. Одним из знаменитых учёных был историк Маджид ад-дин ас-Сурхакати, который в Самарканде написал «Историю Туркестана», в которой излагалась история династии Караханидов.
Наиболее ярким памятником эпохи Караханидов в Самарканде был дворец Ибрахим ибн Хусейна (1178—1202), который был построен в цитадели в XII веке. При раскопках были обнаружены фрагменты монументальной живописи. На восточной стене был изображён тюркский воин, одетый в жёлтый кафтан и держащий лук. Здесь же были изображены лошади, охотничьи собаки, птицы и периподобные женщины. Дворец был разрушен во время восстания Караханидов против власти хорезмшаха Мухаммеда.

### Самарканд в составе государства Хорезмшахов

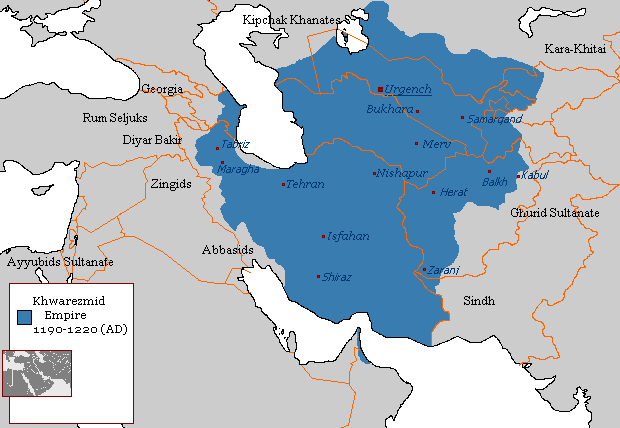
Территория Государства Хорезмшахов.

После окончательного падения Караханидского государства (Западно-Караханидского и Восточно-Караханидского каганатов) Самарканд вошёл в состав Хорезма, который в научной среде более известен как Государство Хорезмшахов.
С момента возникновения этого государства в 1097 году и до 1220 года столицей являлся Гургандж. Впоследствии это государство расширилось на юг и восток и занимало весь Мавераннахр, Хорасан и всю оставшуюся часть нынешнего Ирана.
В 1212 году шах Хорезма Алауддин Мухаммед II подавил восстание караханида Усмана ибн Ибрагима в Самарканде и окончательно установил свою власть.
В 1221 году Государство Хорезм было сокрушено в результате масштабного нашествия монголов во главе с Чингисханом.
В эпоху существования Государства Хорезмшахов Самарканд продолжал оставаться одним из важнейших городов государства и мусульманского мира того времени.
В городе был сооружён ряд зданий.

### Монгольское нашествие во главе с Чингисханом

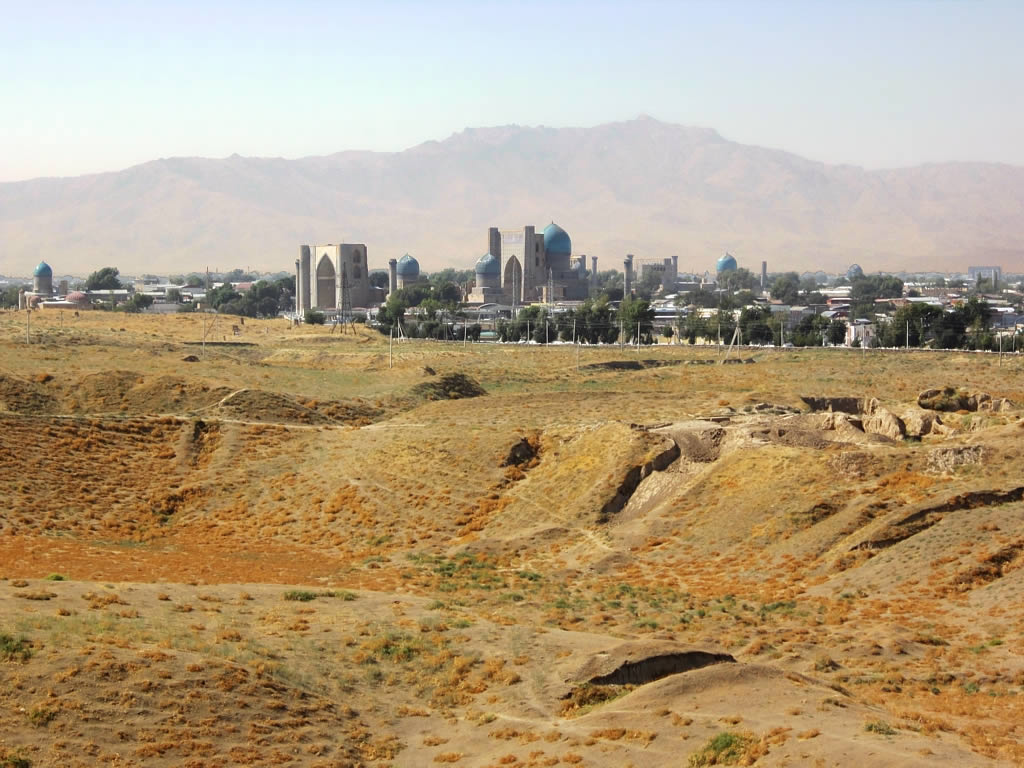
Руины Афрасиаба — древнего Самарканда, разрушенного Чингисханом.

В последние годы существования Государства Хорезмшахов набирало обороты масштабное монгольское нашествие на запад.
Сразу к западу от тогда ещё небольшой Монгольской империи находилась Средняя Азия, и одной из первых мишеней монголов во главе с Чингисханом стало именно Государство Хорезмшахов.
Уже в 1220 году монгольские захватчики во главе с Чингисханом напали на Самарканд. Осада города продолжалась три дня. 

Как писал историк Ибн аль-Асир: 
«На 4-й день они объявили в городе, чтобы всё население вышло к ним, а если кто замедлит с этим, его убьют. К ним вышли все мужчины, женщины и дети, и они сделали с ними то же, что и с жителями Бухары — учинили грабежи, убийства, угон в неволю и всяческие бесчинства. Войдя в город, они разграбили его и сожгли соборную мечеть. Они насиловали девушек и подвергали людей всяческим пыткам, требуя деньги. Тех, кто не годился для угона в неволю, они убивали».
Самарканд был полностью разорён. По сведениям китайского даосского монаха Чань Чунь, до нашествия монголов в Самарканде проживало 100 тысяч семейств (около 400 тысяч человек), а после массовых убийств и резни осталось лишь одна четвёртая часть прежнего населения. Именно во время нашествия монголов были разрушены почти все постройки и архитектурные шедевры, построенные в эпоху Саманидов, Караханидов и Хорезмшахов кроме комплекса Шахи Зинда.
К 1223 году Монгольская империя занимала всю восточную часть Государства Хорезмшахов. В 1365 году в Самарканде вспыхнуло сербедарское восстание под предводительством Маулана-задэ, Абу Бекр Келеви и Хурдак Бухари.

### Эпоха Тимура

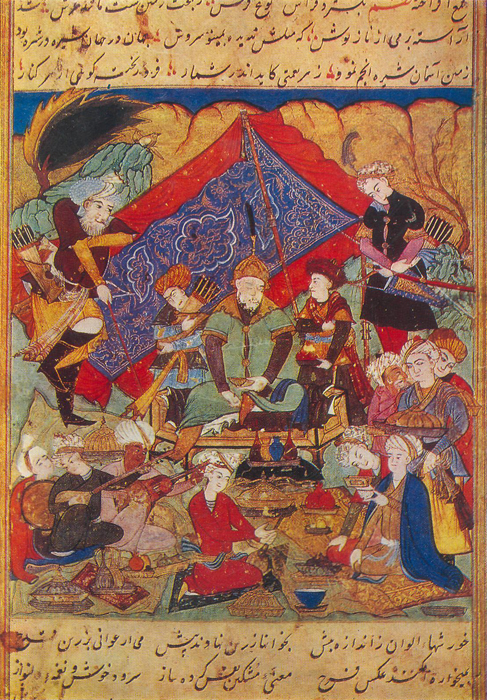
Тимур на пиру в Самарканде.

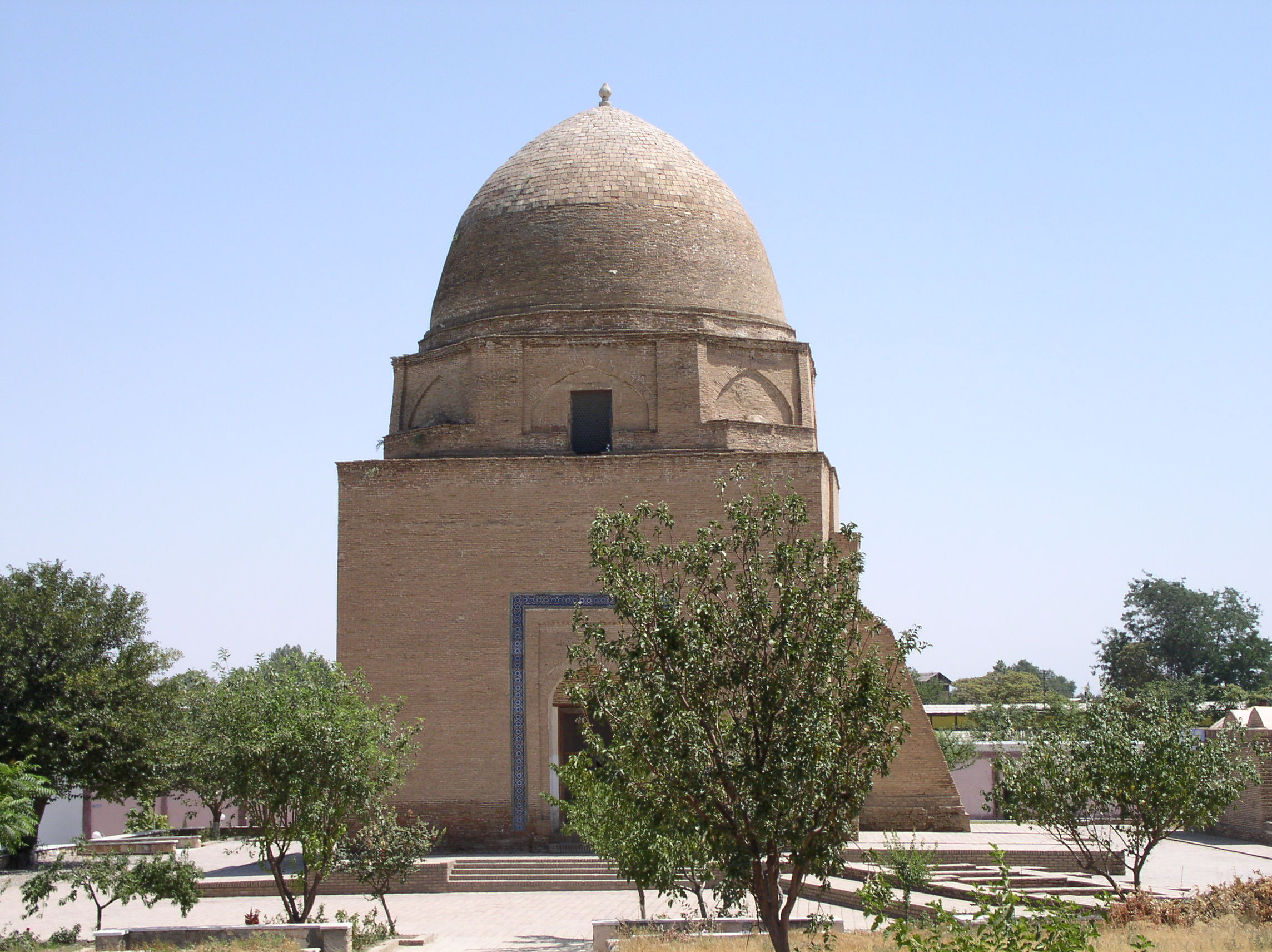
Мавзолей Рухабад в Самарканде.

Во времена правления Тимура (Тамерлана) и Тимуридов (1370—1499) Самарканд являлся столицей его империи.
Подавляющее большинство существующих ныне архитектурных шедевров города было построено в эту эпоху. Это был период наивысшего развития Самарканда.
Тимур ревностно заботился о процветании своей столицы, которую хотел видеть столицей мира. Ремесло и торговля развивались во многом за счёт насильно пригнанных мастеров из завоёванных стран.
В городе возводились величественные дворцы, мечети, мусульманские школы — медресе, усыпальницы.
Здания Самарканда строились как монументы, прославляющие государство и его создателя, отсюда огромные масштабы и роскошь убранства.
Чтобы подчеркнуть величие столицы, Тимур дал окрестным селениям названия крупнейших городов Востока: Багдад, Шираз, Дамаск, Миср. Он стремился собрать видных поэтов, музыкантов, учёных из разных стран.
В 1371 году Тимур начал восстановление разрушенной крепости Самарканда, оборонительных стен Шахристана с 6-ю воротами (Шейхзаде, Аханин, Феруза, Сузангаран, Каризгах и Чорсу). В арке были построены 2 4-этажных здания: Куксарай (в нём расположились государственная казна, мастерские и тюрьма) и Бустон-сарай (в котором расположилась резиденция эмира).
Тимур сделал Самарканд одним из центров торговли в Центральной Азии. Как пишет путешественник Клавихо: «В Самарканде ежегодно продаются товары, привезённые из Китая, Индии, Татарстана (Дашт-и кипчака) и других мест, а также из самого богатого царства Самарканда.
Так как в городе не было специальных рядов, где бы удобно было торговать, Тимурбек приказал проложить через город улицу, по обеим сторонам которой были бы лавки и палатки для продажи товаров».
Тимур очень большое внимание уделял развитию исламской культуры и благоустройству священных для мусульманина мест.
В мавзолеях Шахи-Зинда он устроил гробницы над могилами своих родственников. По указанию одной из жён, которую звали Туман ака, там были возведены мечеть, обитель дервишей, усыпальница и Чартаг.
Были построены Рухабад (усыпальница Бурханеддина Согарджи), Кутби чахардахум (гробница Шейх ходжа Нуриддина Басира) и Гур-Эмир (фамильная усыпальница рода тимуридов). Также в Самарканде он возвёл много бань, мечетей, медресе, обителей дервишей, караван-сараев.

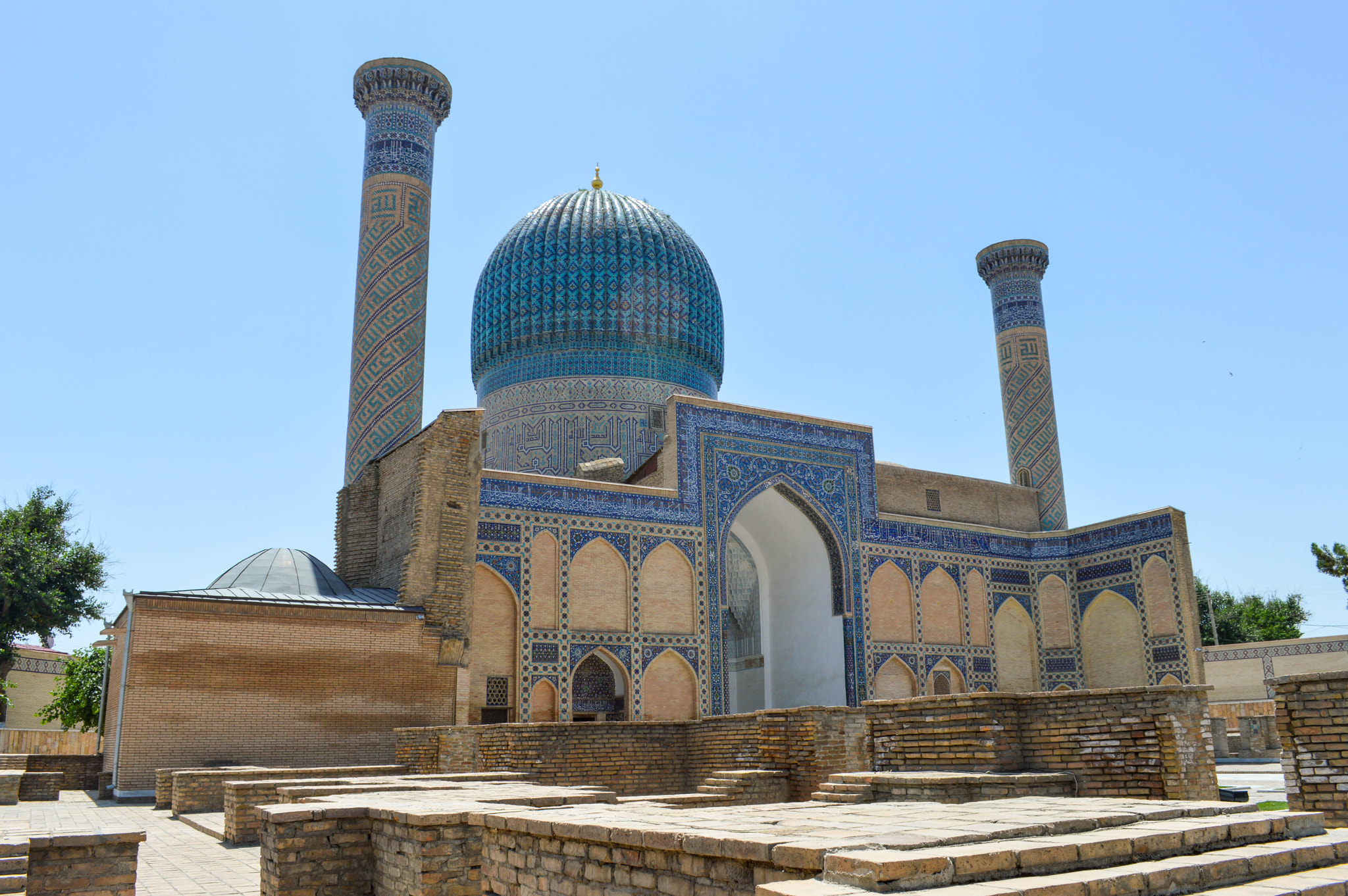
Мавзолей Гур-Эмир, где похоронен Тимур и его потомки.

В течение 1378—1404 годов в Самарканде и близлежащих землях было взращено 14 садов: Баг-и бихишт, Баг-и дилкуша, Баг-и шамал, Баг-и булди, Баг-и нав, Баг-и джаханнума, Баг-и тахти карача и Баг-и давлатабад. В каждом из этих садов находились дворец и фонтаны.
В своих трудах о Самарканде упоминает историк Хафизи Абру. Он пишет, что «возведённый раньше из глины, Самарканд перестроили, возведя здания из камня». Парковые комплексы Тимура были открыты для простых горожан, которые проводили там дни отдыха. Ни один из этих дворцов до наших дней не сохранился.
В области науки и просвещения получили распространение юриспруденция, медицина, богословие, математика, астрономия, история, философия, музыковедение, литература и наука о стихосложении.
Видным богословом в то время был Джалалиддин Ахмед аль Хорезми. Больших успехов в астрологии достиг Маулана Ахмад, а в правоведении — Абдумалик, Исамиддин и Шейх Шамсиддин Мухаммад Джазаири.
В музыковедении — Абдулгадир Мараги, отец и сын Сафиаддин и Ардашер Чанги. В живописи — Абдулхай Багдади и Пир Ахмад Багишамоли. В философии — Садиддин Тафтаззани и Али аль-Джурджани. В истории — Низамиддин Шами и Хафизи Абру.
В 1399—1404 годах в Самарканде построены соборная мечеть и медресе напротив неё. Мечеть позже получила название Биби-Ханым (в переводе с тюркского — госпожа бабушка).
Самарканд в начале XV века:

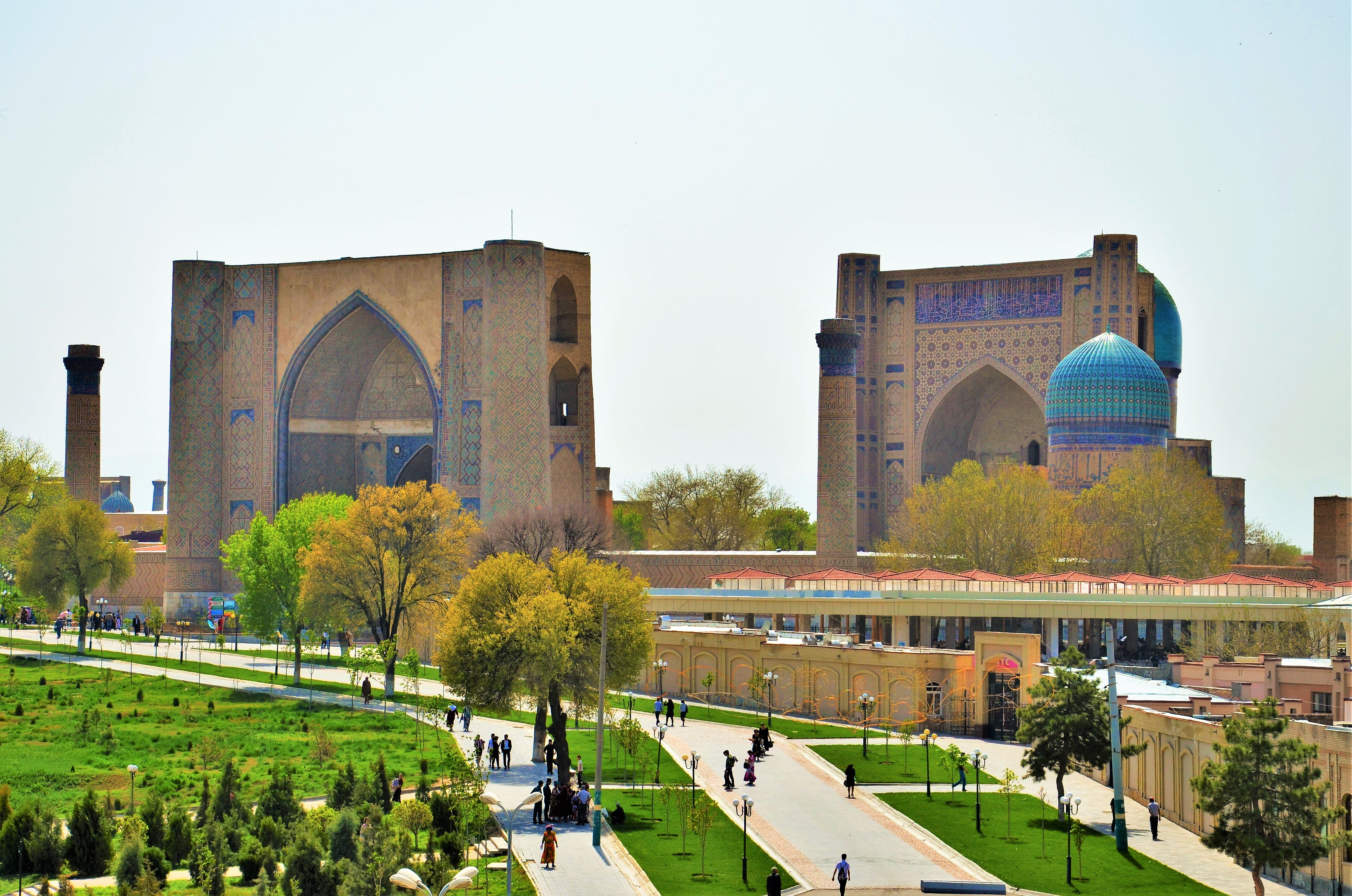
Мечеть Биби Ханум.

Самарканд расположен на равнине и окружён земляными валом и очень глубокими рвами. За городом выстроено много домов, примыкающих к нему с разных сторон как предместья. Весь город окружён садами и виноградниками. В этих загородных садах много больших и знаменитых построек, и у самого сеньора (имеется в виду Тимур) там есть дворцы и погреба.
Сеньор очень хотел возвеличить этот город и, когда завоёвывал какие-либо земли, отовсюду приводил людей, чтобы они населяли город и окрестные земли. Особенно он собирал мастеров по разным ремёслам. Из Дамаска он прислал разных мастеров, каких смог найти: всевозможных ткачей, умельцев по лукам для стрельбы и оружейников, тех, кто обрабатывает стекло и глину, и эти мастера считаются лучшими в мире. А из Турции он привёл арбалетчиков и других умельцев, каких смог найти: каменщиков, золотых дел мастеров, сколько их нашлось, и столько их нашлось, и столько их привёз, что в городе можно найти любых мастеров и умельцев.
(Из дневника кастильского посла ко двору Тимура)

### Эпоха Тимуридов

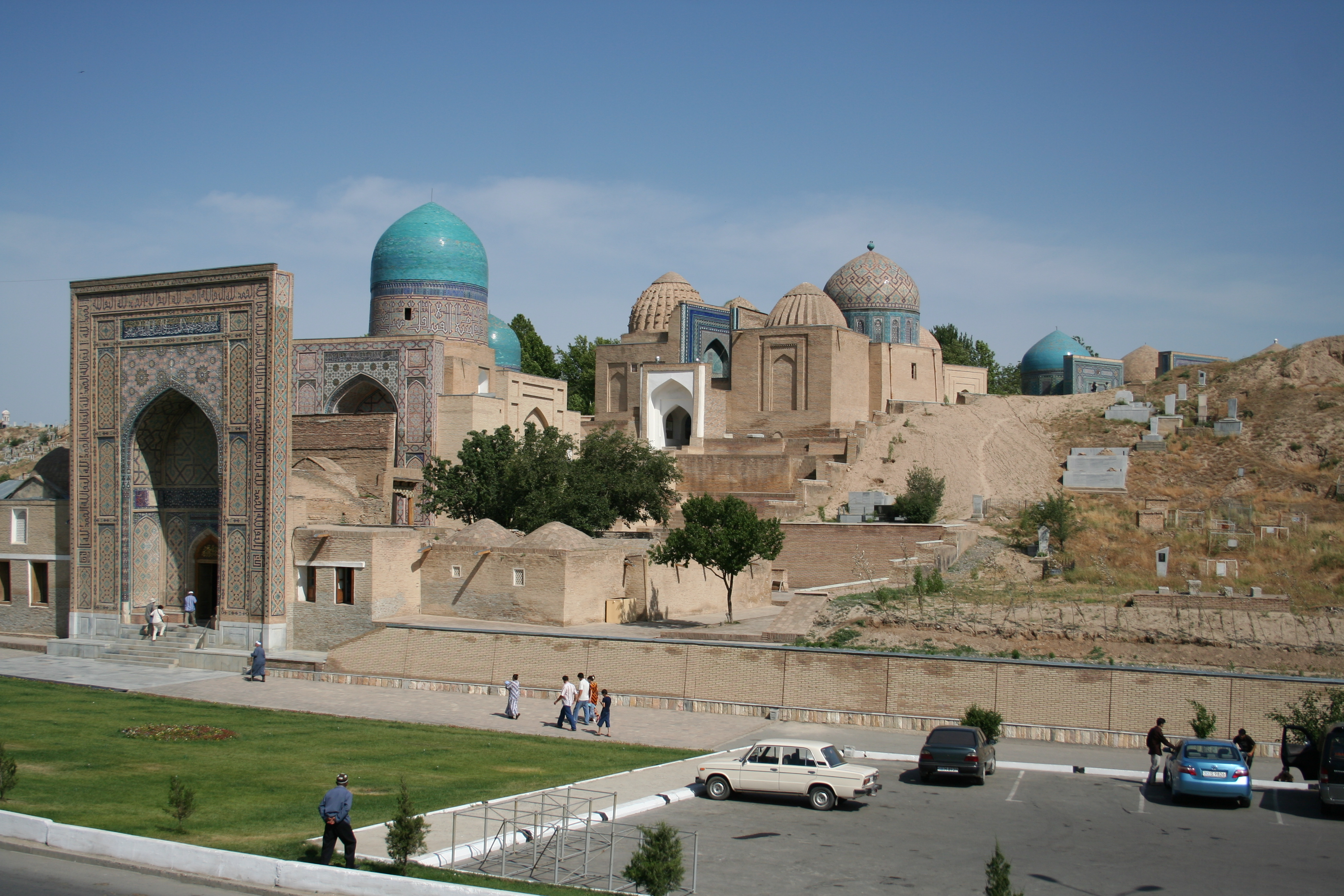
Мавзолеи Шах-и Зинда.

После смерти Тимура власть была захвачена его внуком Халил-султаном (1405—1409), непродуманная деятельность которого привела к разорению государственной казны.
В 1409 году он потерял власть, и Самарканд перешёл в руки младшего сына Тимура — Шахруха, который назначил наместником в Мавераннахре своего старшего сына Мирзо Улугбека.

#### Превращение Самарканда в центр мировой науки в эпоху Улугбека

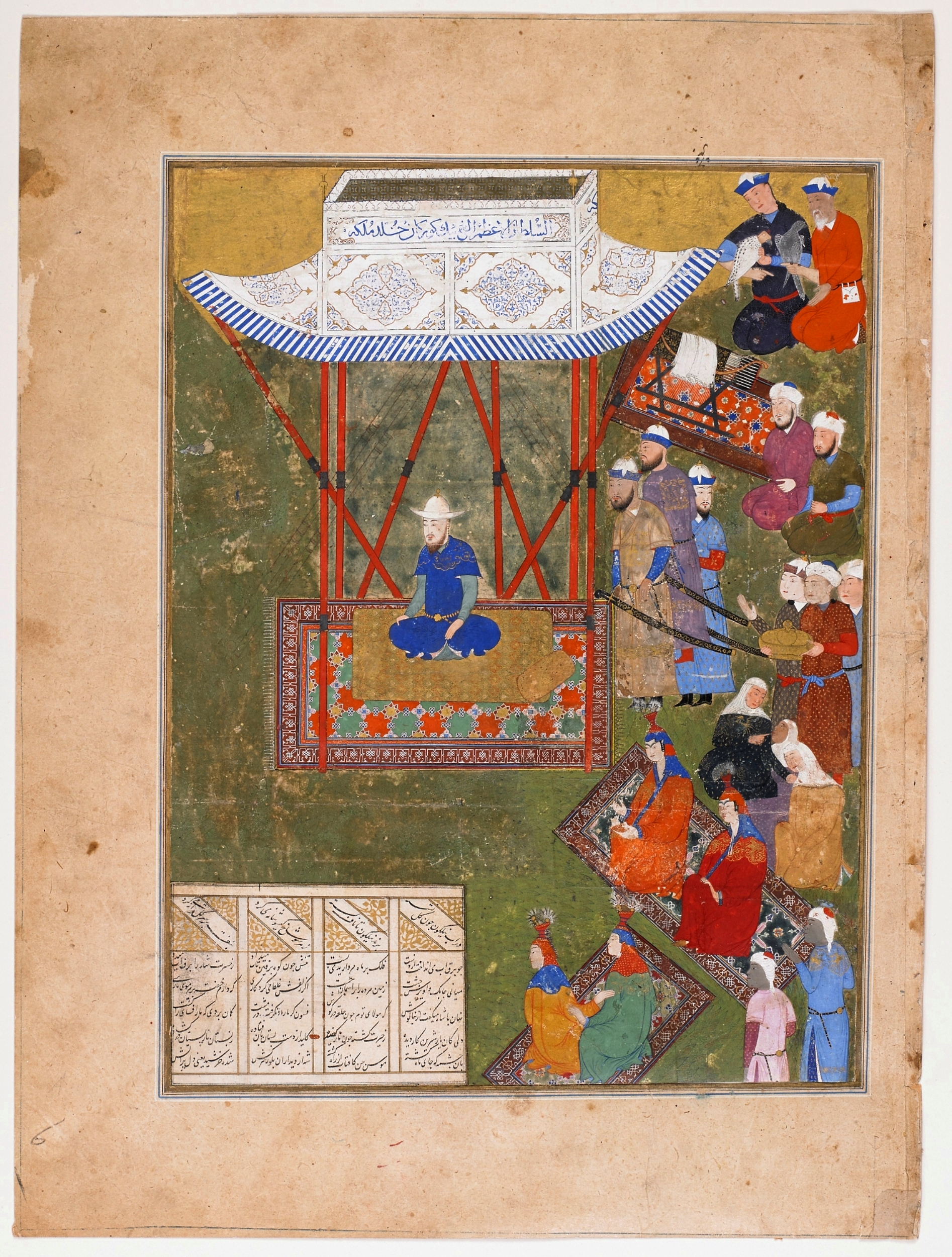
Миниатюра с изображением Улугбека, созданная неизвестным придворным художником в 1425—1450 годах. Художественная галерея Фрира, Вашингтон.

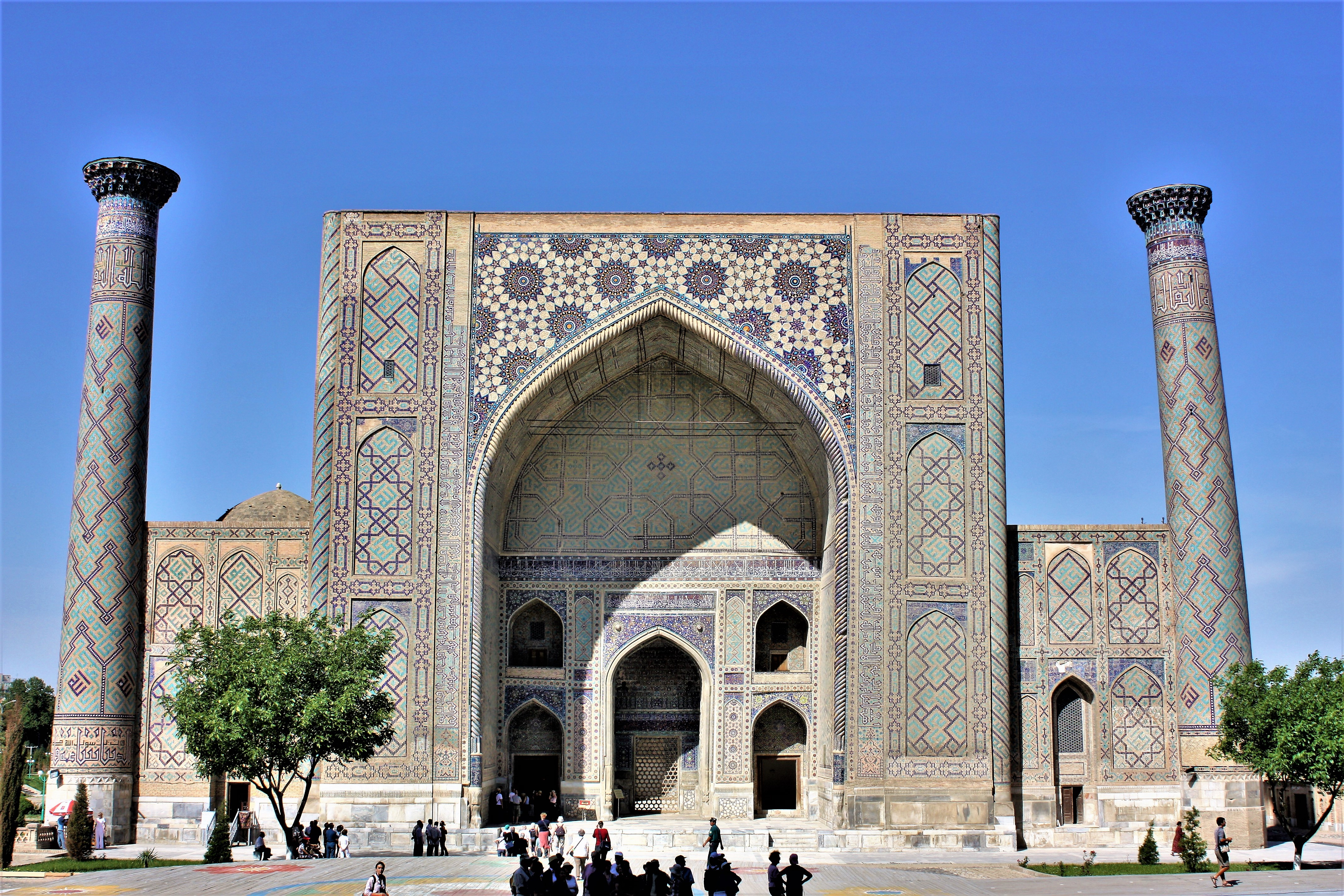
Медресе Улугбека на площади Регистан в Самарканде.

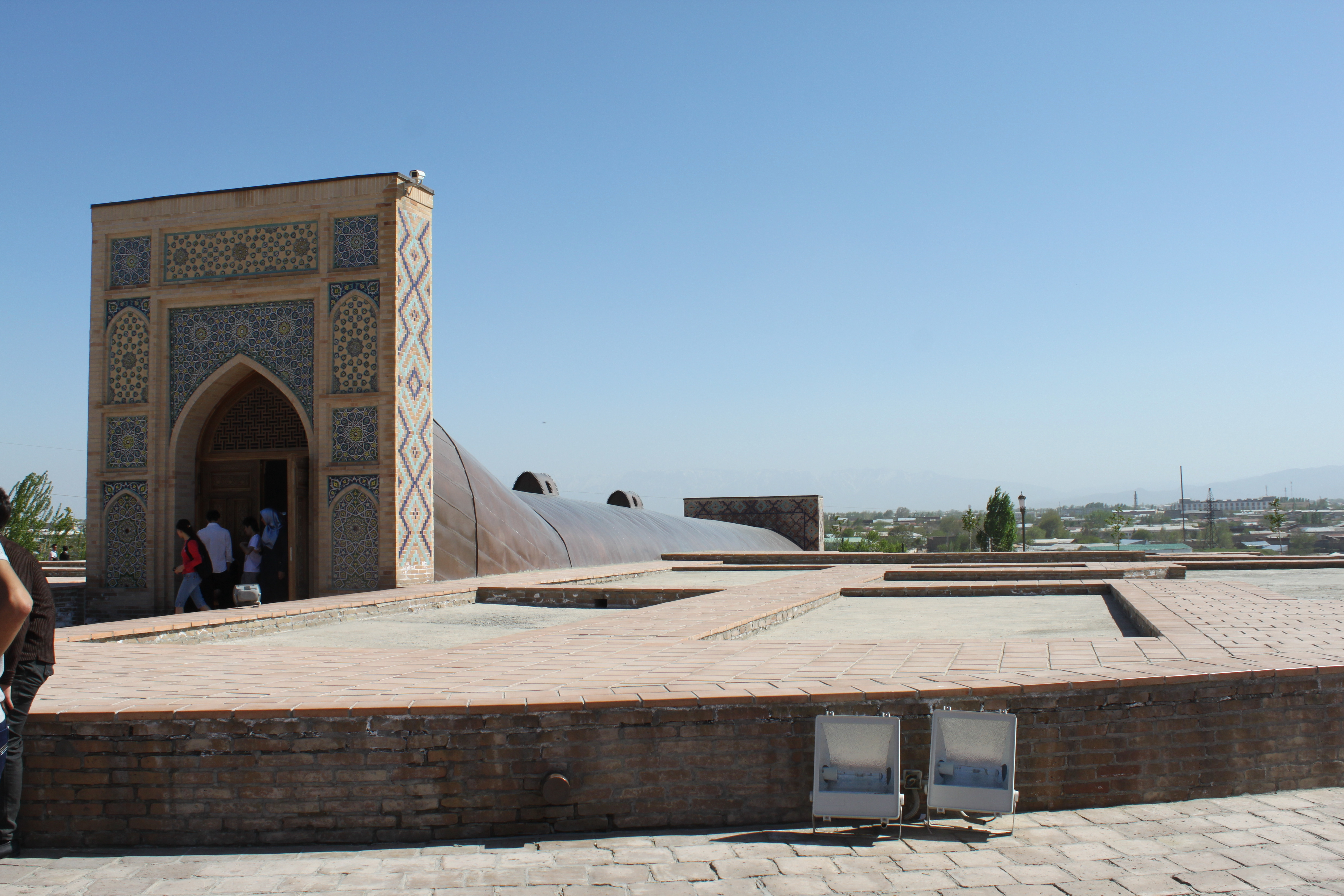
Обсерватория Улугбека в Самарканде.

В эпоху правления Улугбека Самарканд стал одним из центров мировой науки. Здесь были построены новые высшие учебные заведения — медресе Улугбека и обсерватория Улугбека. Лучшие научные умы мусульманского Востока работали в городе.
В 1417—1420 годах Улугбек построил в Самарканде медресе, которое стало 1-м строением в архитектурном ансамбле Регистан.
На щековой стене портала медресе есть надпись, гласящая "основатель этого здания науки — великий султан, сын султана, удовлетворитель мира и веры Улугбек Гураган. В это медресе Улугбек пригласил большое количество астрономов и математиков исламского мира. При Улугбеке Самарканд стал одним из мировых центров науки средневековья.
Здесь в 1-й половине XV века вокруг Улугбека возникла целая научная школа, объединившая видных астрономов и математиков — Гиясиддина Джамшида Каши, Казизаде Руми, ал-Кушчи. В Самарканде в то время жили историк Хафизи Абру, написавший замечательный труд по истории Средней Азии, знаменитый медик Мавлоно Нафис, поэты Сиражиддин Самарканди, Саккаки, Лутфи, Бадахши другие.
Основным интересом Улугбека в науке была астрономия. В 1428 году было завершено строительство обсерватории Улугбека. Её главным инструментом был стенной квадрант, которому не было равных в мире.
Сотрудниками Улугбека были такие выдающиеся астрономы, как Кази-заде ар-Руми, ал-Каши, ал-Кушчи. В обсерватории Улугбека к 1437 году был составлен Гурганский зидж — каталог звёздного неба, в котором были описаны 1018 звёзд.
Главным научным трудом Улугбека по праву считаются «Зиджи джадиди Гурагани» или «Новые Гурагановы астрономические таблицы». Автор завершил это произведение в 1444 году после тридцати лет кропотливой работы и астрономических наблюдений. Астрономический справочник вскоре был переведён на латинский язык и наряду с «Альмагестом» Клавдия Птолемея и астрономическими таблицами кастильского короля Альфонсо X являлся пособием по астрономии во всех обсерваториях Европы.
Сам Улугбек покровительствовал тюркским поэтам, например, Саккаки. Окружение Улугбека старалось подражать ему. Так эмир Арслан-ходжа тархан спонсировал составление в 1444 году в Самарканде нового списка тюркской поэмы Ахмада Югнаки «Подарок истин».

#### Самарканд при правлении тимурида султана Абу Саида (1451—1469)

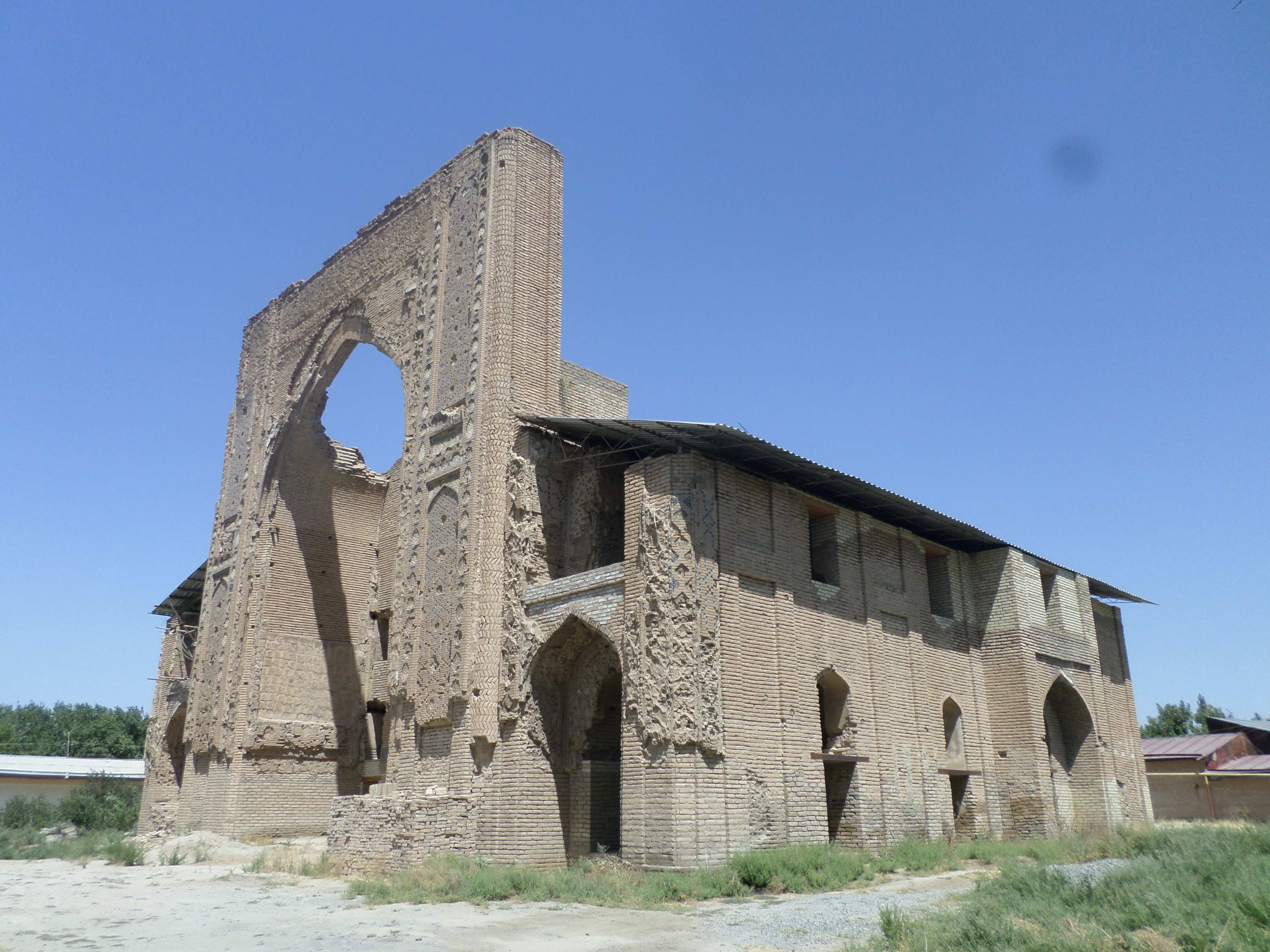
Мавзолей Ишрат-хана.

При правлении Абу Сеида были построены новые архитектурные памятники. В Самарканде им был построен Мавзолей Аксарай, а его женой — мавзолей Ишратхона.
В этот период в Самарканде в медресе Мирзо Улугбека учился великий персидско-таджикский поэт А. Джами. 3 года жил и учился в Самарканде выдающийся тюркский поэт Алишер Навои (1441—1501). В своём произведении «Собрание избранных» он рассказывает об известных учёных и поэтах из Самарканда.
Во 2-й половине XV века большую роль в политической жизни Самарканда играл лидер ордена Накшбандия Убайдулла Ходжа Ахрар (1404—1489). Одной из главных задач ордена Накшбанди духовный лидер Мавераннахра считал заступничество за бедных и обездоленных, заботу о людях труда. Велика также заслуга Ходжи Ахрара в прекращении междоусобных войн, опустошавших страну и разорявших население. Всё это положительно сказалось на развитии ремёсел и сельского хозяйства в Мавераннахре.

### Позднее средневековье
В январе 1496 года самаркандский престол после смерти Махмуда мирзы занял его сын Байсункар мирза.
Спустя некоторое время началась борьба за трон между Байсункур-мирзой и его братом Султан Али мирзой. Этим воспользовался Бабур, который выступил в поход на Самарканд и осадил его. Его союзниками были Султан Али мирза и старший брат Байсункура, правитель Бухары Султан Масуд-мирза. Но уже был конец осени 1496 года, начались холода, поэтому Бабур и его союзники вынуждены были снять осаду и вернуться обратно.
В мае 1497 года Бабур вновь осадил Самарканд. Осада длилась более семи месяцев и закончилась бегством Байсункура-мирзы.

#### Правление Бабура

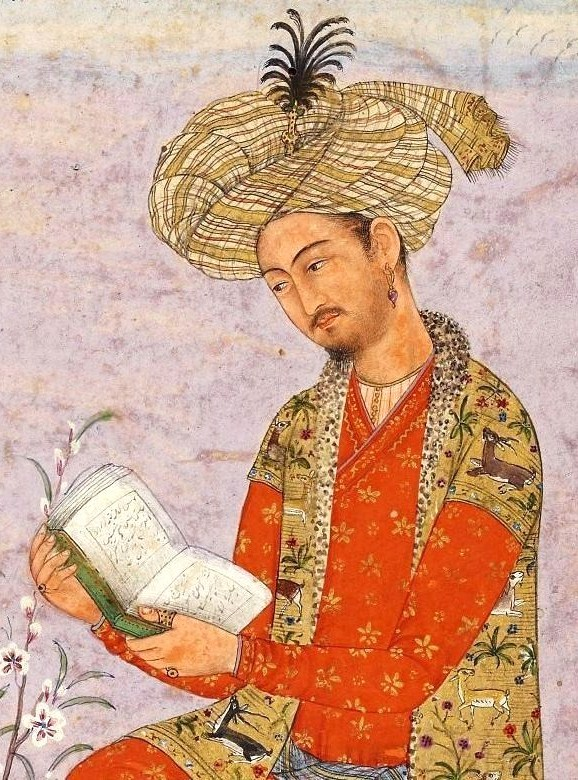
Бабур.

Писатель, поэт, историк Захир ад-дин Мухаммад Бабур (1483—1530 родился в г. Андижане) — потомок Тимура, внук Абу Саида, боровшийся за Самаркандский престол, в своих записях «Бабур-намэ» оставил бесценные сведения о Самарканде конца XV — начала XVI веков, его архитектурных памятников и др.
В 1504 году Бабур был вытеснен из Самарканда ханом Шейбани, но в октябре 1511 года Бабуру вновь удалось взять Самарканд. Последнее правление Бабура в Самарканде продлилось всего 7 месяцев.
На монетах, выпущенных Бабуром в Самарканде в 1511—1512 годах, была изображена водоплавающая птица с распростёртыми в полёте крыльями. Можно предположить, что образ летящей птицы, воспринимаемый в средневековье как идея света и благоденствия, был призван в неспокойное время вселять самаркандцам надежду.
Бабур описывал Самарканд конца XV века:

Самарканд — главный город страны, всю страну называют Мавераннахр. Так как ни один враг не захватил Самарканд силой и победой, то его называют «город, хранимый Аллахом». Самарканд стал мусульманским во времена повелителя правоверных Османа… Самарканд построен Искандером. Народы моголов и тюрков говорят «Симизкенд». Тимур-бек сделал Самарканд столицей;до Тимур-бека ни один государь, столь великий, как Тимур-бек не делал Самарканд столицей… Все жители Самарканда — люди чистой веры, соблюдающие закон и благочестивые. Со времени святейшего посланника Божьего ни из какой страны не вышло столько имамов Ислама, сколько их вышло из Мавераннахра. В Самарканде и его пригородах много строений и садов времен Тимур-бека и Улуг-бека-мирзы. В Самаркандском арке Тимур-бек воздвиг огромное здание в 4 яруса, оно называется Кук-Сараем… Лучшая бумага в мире выходит из Самарканда… Ещё один известный самаркандский товар — малиновый бархат. Его вывозят во все земли и страны…

#### Эпоха династии Шейбанидов

Миниатюра Камалиддина Бехзада 1507 года с изображением Шейбани-хана.

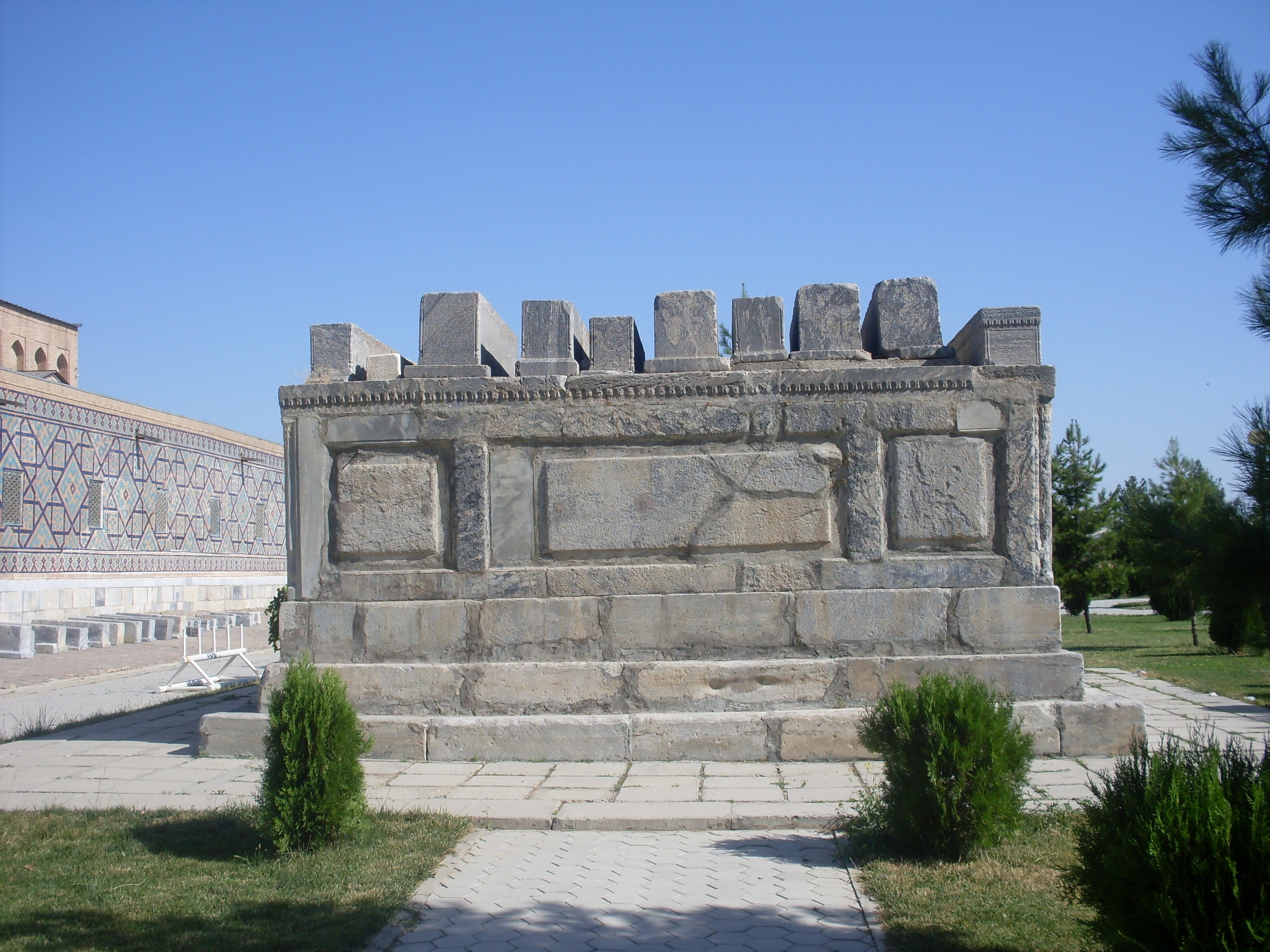
Дахма Шейбанидов в северо-восточной части ансамбля Регистан.

В 1501 году Самарканд был окончательно взят Мухаммедом Шейбани (Шейбани-ханом) из  династии Шейбанидов и город вошёл в состав новообразованного Государства Бухара, которое в научной среде более известно как «Бухарское ханство».
Столицей этого государства был выбран Самарканд, в котором Шейбани-хан взошёл на престол. В городе Шейбани-хан приказал построить большое медресе, где позже сам принимал участие в научных и религиозных диспутах.
Первое датированное известие о медресе Шейбани-хана относится к 1504 году (оно было полностью разрушено в годы советской власти). Мухаммед Салих писал, что Шейбани-хан построил в Самарканде медресе для увековечения памяти о своём брате Махмуд-султане. Фазлаллах ибн Рузбихан в «Михмон-намеи Бухара» выражает своё восхищение величественным зданием медресе, его золочёным кровом, высокими худжрами, просторным двором и приводит стих, восхваляющий медресе, а Зайн ад-дин Васифи, побывавший в медресе Шейбани-хана несколькими годами позже, писал в своих мемуарах, что веранда, зала и двор медресе просторные и великолепные.
Шейбани-хан собрал при своём дворе в Самарканде талантливых поэтов и учёных. Среди них можно упомянуть таких поэтов, как Камал ад-дин Бинаи, Мухаммед Салих и других, ставших авторами поэм, посвящённых жизни и деятельности самого Шейбани-хана.
Репрессии против суннитов в Иране и Хорасане со стороны шаха Исмаила привели к бегству интеллектуалов суннитов в Мавераннахр. В их числе были персидский историк, поэт и мыслитель Фазлаллах ибн Рузбихан, автор произведения «Книга бухарского гостя» и поэт, писатель Зайн ад-дин Васифи.
Именно в Самарканде был написан диван стихов Шейбани-хана на среднеазиатском тюркском литературном языке, Шейбани-хан писал стихи под псевдонимом «Шибани». В 1507 году в Самарканде на чагатайском языке он написал прозаическое сочинение «Рисале-йи маариф-и Шейбани», которое было посвящено его сыну Мухаммаду Тимуру (рукопись хранится в Стамбуле).
В 1508 году в Самарканде было написано его философско-религиозное произведение «Бахр ул худо» на среднеазиатском тюркском литературном языке, рукопись которого находится в Лондоне.
В период правления шибанида Кучкунджи-хана, дяди Шейбани-хана и потомка Мирзо Улугбека, в Самарканде продолжались активное строительство и значительные работы по ремонту и благоустройству самаркандских медресе. В этот период происходила миграция ремесленников, мастеров, деятелей культуры из Герата в Самарканд. К югу от площади Регистан было построено медресе, включавшее усыпальницу потомков Кучкунджи-хана, известное под названием Кук-гумбаз, которое было окончательно разрушено в 1937 году.
По личному поручению хана в 1519 году на староузбекский язык было переведено «Зафар-намэ» Шараф ад-Дин Йазди, а позже и «Джами ат-таварих» Рашид ад-Дина. Сам Кучкунджи-хан любил поэзию и писал стихи на тюркском языке.
В 1533 году, когда 5-м по счёту ханом Бухарского ханства стал Убайдулла-хан, он перенёс столицу государства в Бухару. Самарканд стал 2-м по значимости городом государства и столицей вилаята (или бе́кства) Самарканд.
Абдулатиф-хан, сын внука Мирзо Улугбека Кучкунджи-хана, правивший в Самарканде в 1540—1551 годах, считался знатоком истории Мавераннахра и династии Шибанидов. Он покровительствовал поэтам и учёным. Он сам писал стихи под литературным псевдонимом Хуш. При правлении Абдулатиф-хана в официальной документации использовался не только персидский, но и узбекский язык.
Все правители Бухарского ханства традиционно короновались именно в Самарканде, во дворце Куксарай (снесён властями Российской империи в 1880-е годы), хотя столицей являлась уже Бухара.
Во дворце Куксарай находился «Кукташ» — каменный трон времён Амира Темура (Тамерлана). Традиция короноваться в Самарканде продолжалась вплоть до Музаффара — эмира Эмирата Бухара в 1860—1885 годах.

#### Самарканд в эпоху изузбекской[77]династии Аштарханидов

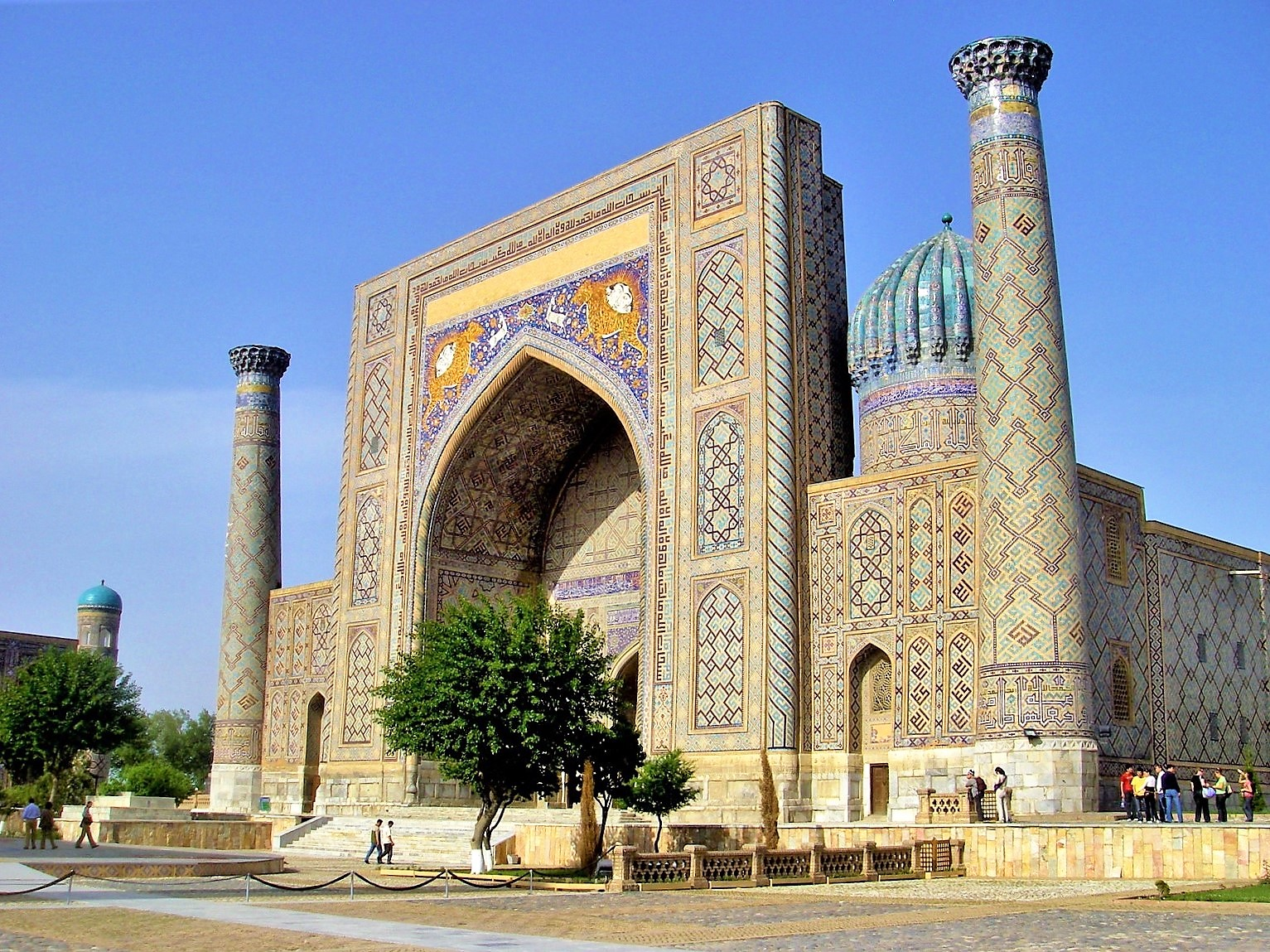
Медресе Шердор на площади Регистан. Построено в 1619—1636 годах.

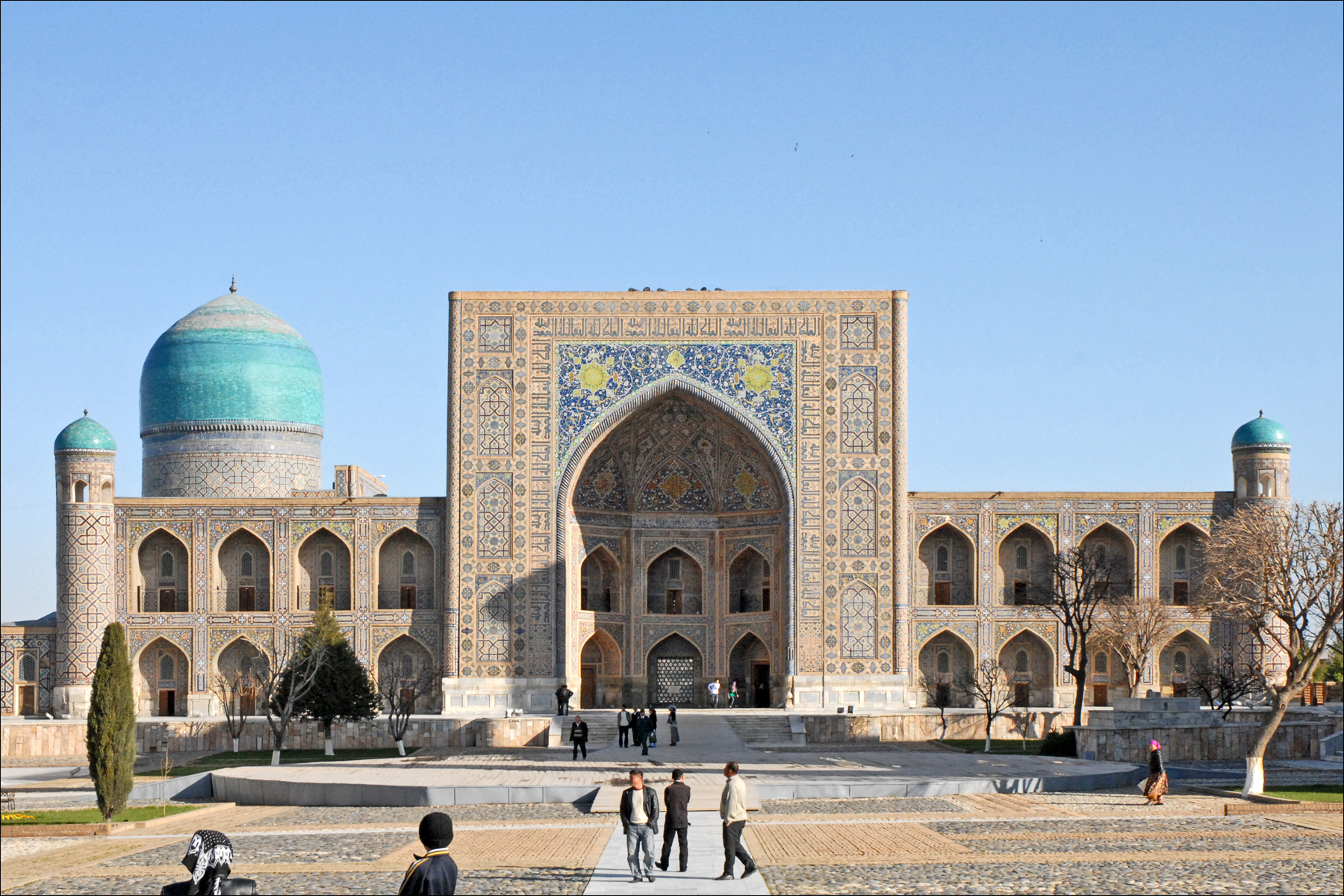
Медресе Тилля-Кари на площади Регистан. Построено в 1646—1660 годах.

Во время правления узбекской династии Аштарханидов Самарканд получил новый виток возрождения. Город привлекал учёных и архитекторов со всех концов государства, а также из соседних государств. В 1602 году аштарханид Баки Мухаммад-хан, выбравший резиденцией Самарканд отстоял независимость Бухарского ханства, нанеся поражение войскам сефевидского шаха Аббаса в битве при Балхе. Несмотря на своё недолгое правление, он провёл административную, налоговую и военную реформы в стране, что способствовало её дальнейшему развитию.
Именно во время правления Аштарханидов в Бухарском ханстве в 1599—1756 годах в Самарканде были построены ныне сохранившиеся архитектурные памятники.

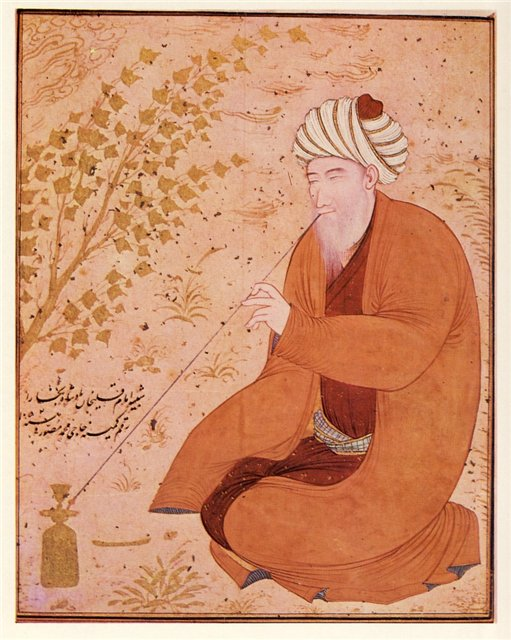
Миниатюра с изображением Имамкули-хана.

При правлении аштарханида Имамкули-хана (1611—1642) в Самарканде были построены известные архитектурные шедевры. Также из ныне сохранившихся памятников Самарканда в этот период был построен ансамбль Абди Берун.
В 1621 году в Самарканде было переписано «Зафар-намэ» Шарафа ад-дин Язди и иллюстрировано великолепными миниатюрами.
В 1612—1656 годах хокимами Самарканда являлись узбекский военачальник, политик Ялангтуш Бахадур и Надир Мухаммад Диванбеги, которые построили, например, соборную мечеть, медресе Тилля-Кари и медресе Шердор. Таким образом, возник ансамбль Регистан — нынешняя визитная карточка города.
В эпоху Аштарханидов в Самарканде побывал Боборахим Машраб (1657—1711) — классик узбекской литературы, поэт и мыслитель, последователь суфийского течения тарикат и дервиш суфийского ордена Накшбандиев.

#### Временное занятие Самарканда отрядами Надир-шаха
В 1740 году на Самарканд напал иранский шах — Надир-шах в заключительной части своего военного похода в Центральную Азию в 1737—1740 годах. По легенде после этого войска Надир-шаха покинули город, а в Мешхед (в Хорасан) были вывезены нефритовое надгробие Тамерлана. По преданию после страшного сна Надир-шаха во время возвращения в Хорасан, когда ему приснился встревоженный дух Тамерлана и его страну охватили бедствия (сильные землетрясения и последующие голод и эпидемия холеры и чумы, а также один за другим произошли покушения на него, в том числе со стороны его старшего сына), Надир-шах распорядился немедленно вернуть украденное нефритовое надгробие Тамерлана в Самарканд и поставить на прежнее место в мавзолее Гур-Эмир.
Из-за междоусобиц, экономического кризиса и нападения северных кочевников Самарканд не мог оправиться несколько десятилетий. В 1735 г. в Самарканде не осталось никого, кроме некоего суфия, жившего в одиночестве среди развалин семь лет.

#### Самарканд в эпоху узбекской[87]династии Мангытов

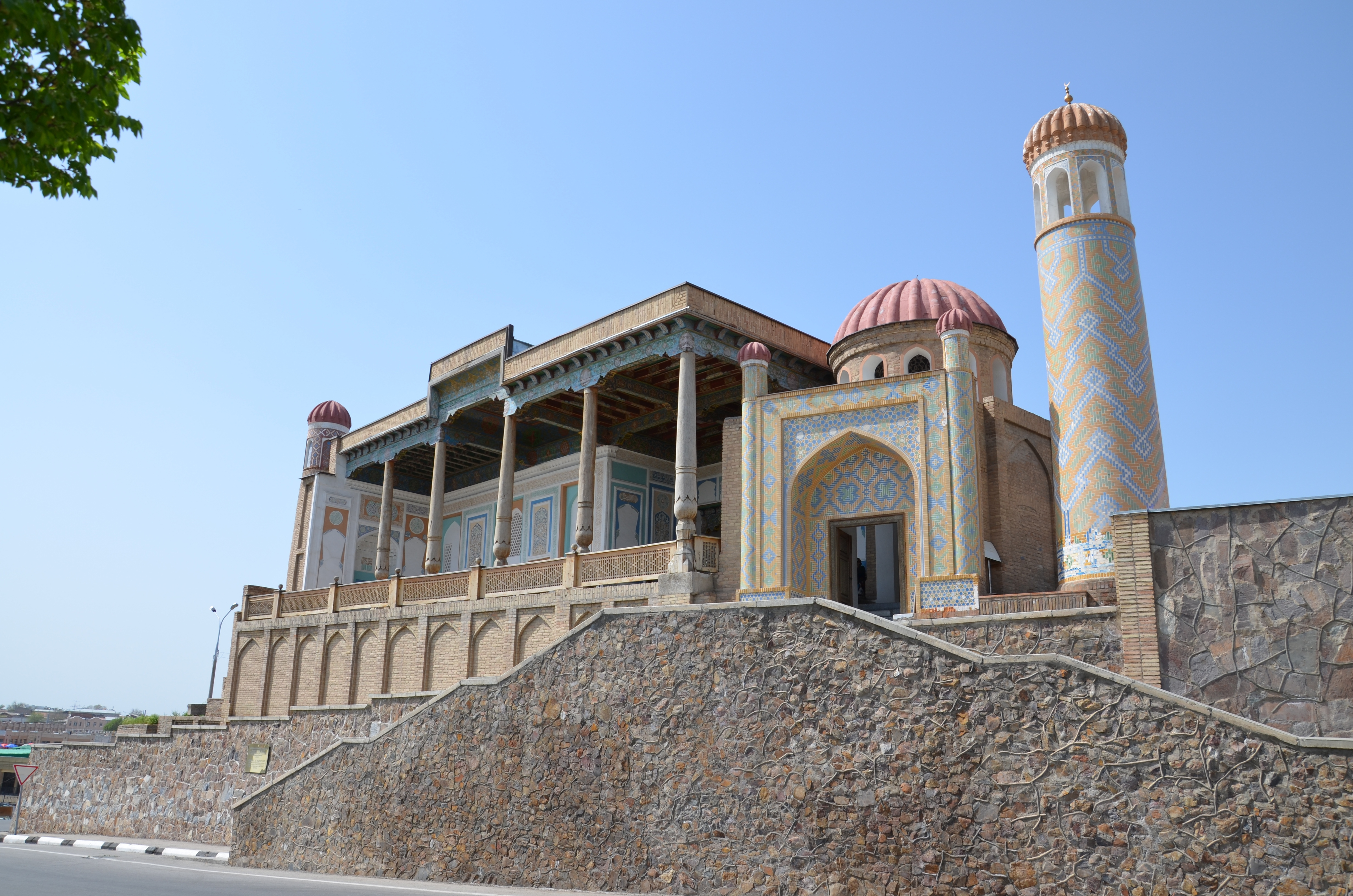
Мечеть Хазрет Хызр (отреставрирована в 1854 году).

Возрождение города началось при правлении основателя узбекской династии мангытов Мухаммад Рахимбия (1756—1758), который прославился своими волевыми качествами и военным искусством. Мухаммад Рахимбий предпринял некоторые попытки возродить Самарканд.
Серьёзные усилия по восстановлению города предпринял эмир Шахмурад (1785—1800). При нём в Самарканде в 1784—1785 годах был построен торговый купол Чорсу. Для возрождения шелкоткачества в 1780-х годах в город была переселена масса шиитов-иранцев из Мерва. Шахмурад совершил походы на Ура-тюбе, Ходжент, Хавас, Заамин, Ям и переселил часть их населения в Самарканд и основал там 24 отдельных квартала (гузара) с мечетями. По свидетельству Мирзы Шамса Бухари, Шахмурад не допускал, чтобы имя его упоминалось на хутбе или изображалось на монете на том основании, как говорил он, что «мы не царского рода, предки наши простые узбеки».
При эмире Насрулле в Самарканде возник квартал Махалляи-шарк (или Махалляи-Яхудиён), где поселились бухарские евреи. Руководил кварталом калонтар (староста), назначенный обществом. Квартал имел свой общественный центр, баню, синагогу, чайхану, ремесленные мастерские (главным образом, красильщиков, сапожников, ткачей), небольшой базарчик, начальную школу-хедер. В 1843 году квартал получил официальный статус, так как эмир Насрулла продал бухарским евреям землю, где они образовали свой квартал.

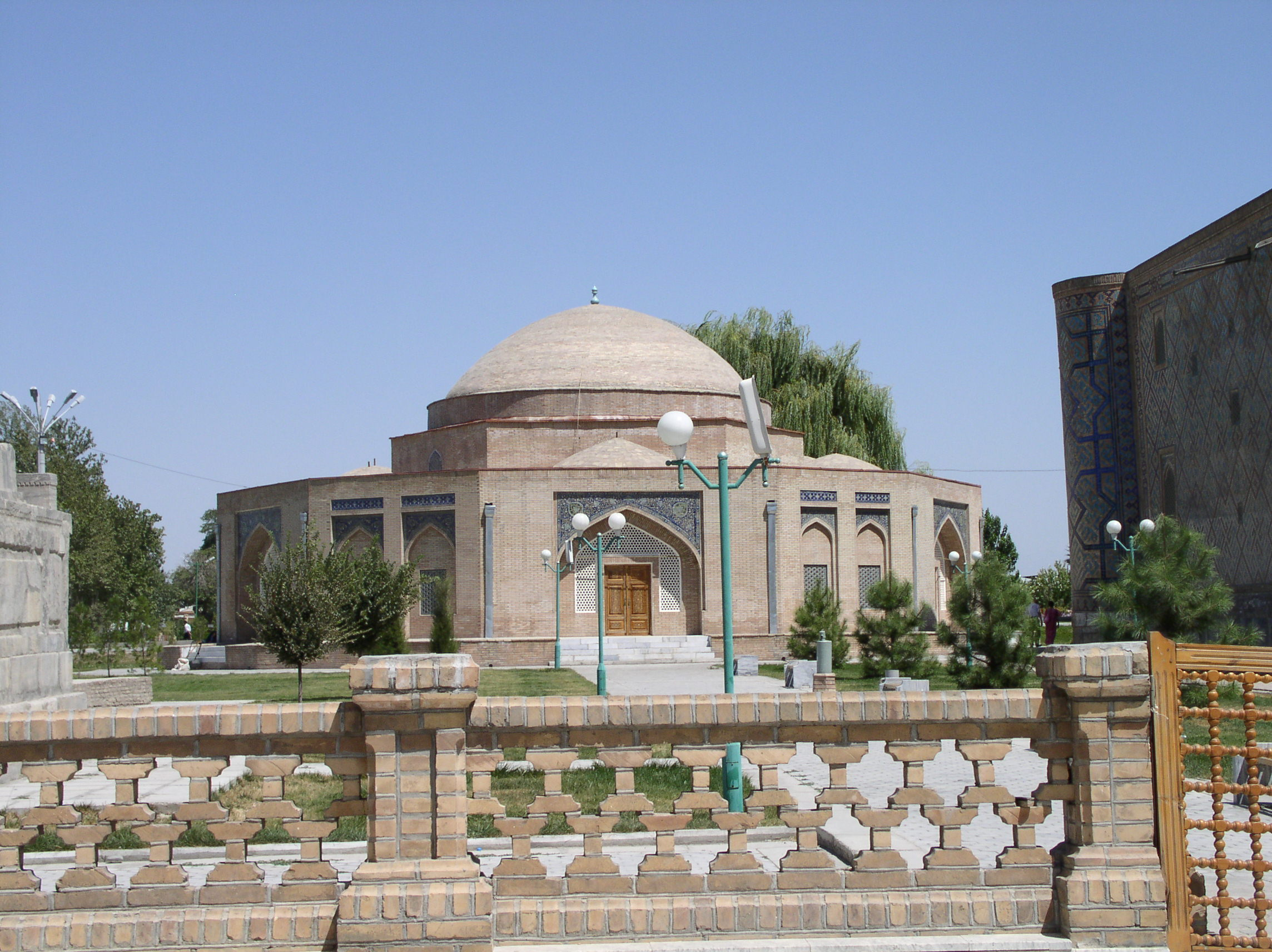
Торговый купол Чорсу. Построен в 1785 году.

В 1840-е годы в самаркандском медресе Шер-дор учился известный татарский просветитель Шахаб ад-дин Марджани.

### Самарканд в составе Российской империи

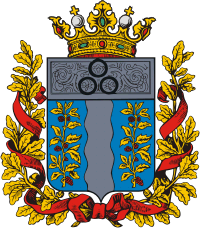
Герб Самарканда времён Российской империи.

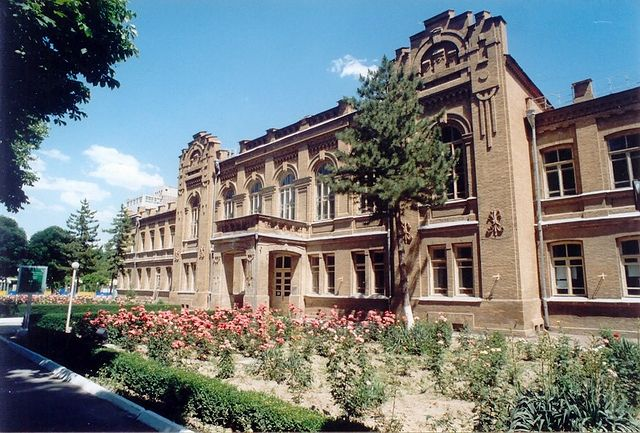
Здание женской гимназии в Самарканде. 1880 год.

2 мая 1868 года Самарканд был завоёван русскими войсками под руководством генерала К. П. Кауфмана и присоединён к Российской империи. Самарканд стал центром Зеравшанского округа, преобразованного в 1887 году в Самаркандскую область.
В том же году гарнизон Самарканда под командованием генерал-майора и барона Фридриха фон Штемпеля отразил попытку самаркандцев свергнуть российскую власть.
В 1888 году к вокзалу города была подведена Закаспийская железная дорога, которая впоследствии была продолжена на восток и стала называться Самарканд-Андижанская, впоследствии после объединения двух дорог образовалась Средне-Азиатская железная дорога.
Самарканд был разделён на так называемую «туземную» (имеется в виду местное население) и европейскую (русскую) части.
В 1892 году в русской части Самарканда проживало 10 115 жителей разной национальности и вероисповедания. Численностью преобладали православные христиане (7446 человек) и мусульмане-сунниты (1054 человека).
Также в городе проживали 68 католиков, 75 протестантов, 485 иудеев, 416 так называемых раскольников и 71 человек, исповедующий армяно-григорианскую веру.
Для всех этих новых жителей строились церкви, молельные дома и храмы. В новом городе открылись первые гостиницы, рестораны, трактиры европейского образца, первая сеть магазинов; появились почтовая связь и телеграф.
Больницы и медицинские пункты были малочисленны и появились много позднее (в начале XX века). В городе были построены здания европейского типа (для банков, аптек и других организаций).

#### Джадиды Самарканда
В начале XX века выходцами из Самарканда были крупные деятели реформистского движения в Туркестане — джадиды Ходжи Муин Шукруллаев и Махмуд Ходжа Бехбуди.

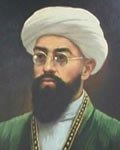
Махмуд Ходжа Бехбуди

Вершиной писательского мастерства Бехбуди является драма «Падаркуш» («Отцеубийца»), вышедшая в Самарканде в 1911 году.
В 1913 году Бехбуди начал выпуск газеты «Самарканд» на узбекском и таджикском языках. В 1917 году он был избран в Учредительное собрание от Самаркандского избирательного округа по списку № 2 (мусульманские организации Самаркандской области).

### Самарканд — столица Узбекистана (1925—1930)
После Октябрьской революции город вошёл в состав Туркестанской АССР. В 1925—1930 годах Самарканд был столицей Узбекской ССР, в нём размещалось правительство Узбекистана во главе с Файзулло Ходжаевым.
В этот период по проектам немецких архитекторов были построены Республиканская больница и главное здание университета. В Самаркандский университет по всесоюзному конкурсу были набраны преподаватели из разных вузов Советского союза.
В 1927 году в Самарканде был образован Узбекский педагогический институт — 1-е светское высшее образовательное учреждение, которое в 1930 году было переименовано в Узбекскую государственную педагогическую академию, в 1933 году — в Узбекский государственный университет, а в 1961 году — в Самаркандский государственный университет, которому было присвоено имя величайшего средневекового среднеазиатского поэта, философа и государственного деятеля Алишера Навои.
В городе также были образованы другие высшие учебные заведения масштаба всей советской Средней Азии: Самаркандский государственный медицинский институт, Самаркандский кооперативный институт, Самаркандский государственный педагогический институт имени Садриддина Айни, Самаркандский государственный архитектурно-строительный институт, Самаркандский сельскохозяйственный институт, Самаркандское высшее военное автомобильное командно-инженерное училище и другие.
В 1930 году Самарканд потерял статус столицы и остался лишь центром Самаркандской области, а столицей Республики Узбекистан стал город Ташкент.

### Самарканд в годы Второй мировой войны
Во время Второй мировой войны, с октября 1941 по 1944 годы в городе находились эвакуированная из Москвы Артиллерийская академия и многочисленные промышленные предприятия из зон боевых действий.

### Самарканд в 1946—1991 годах
В советские годы в городе начал активно развиваться туризм, как внутренний, так и иностранный. Большинство иностранных туристов приезжало в Самарканд и другие города Советского Узбекистана в основном из стран Варшавского договора и Индии. Также в эти годы в городе были построены новые заводы и предприятия, благодаря чему Самарканд стал одним из крупных центров Среднеазиатского экономического района СССР.
Мемориальный музей Садриддина Айни основан 19 мая 1967 года согласно постановлению правительства Узбекистана от 16 июня 1964 года. В открытии принимали участие руководители Узбекистана и Таджикистана, а также общественность Самарканда.
По инициативе академика АН Узбекской ССР И. Муминова и при поддержке Ш. Рашидова в 1970 году широко отмечалось 2500-летие Самарканда. В связи с этим был открыт памятник Мирзо Улугбеку, основан Музей истории Самарканда, подготовлена и опубликована 2-томная история Самарканда.
В 1991 году впервые в Узбекистане было создано Самаркандское негосударственное телевидение. Инициатором проекта и лидером среди единомышленников стал самаркандец Фирдавс Абдухаликов

### Самарканд в годы независимости Узбекистана (с 1991 года)

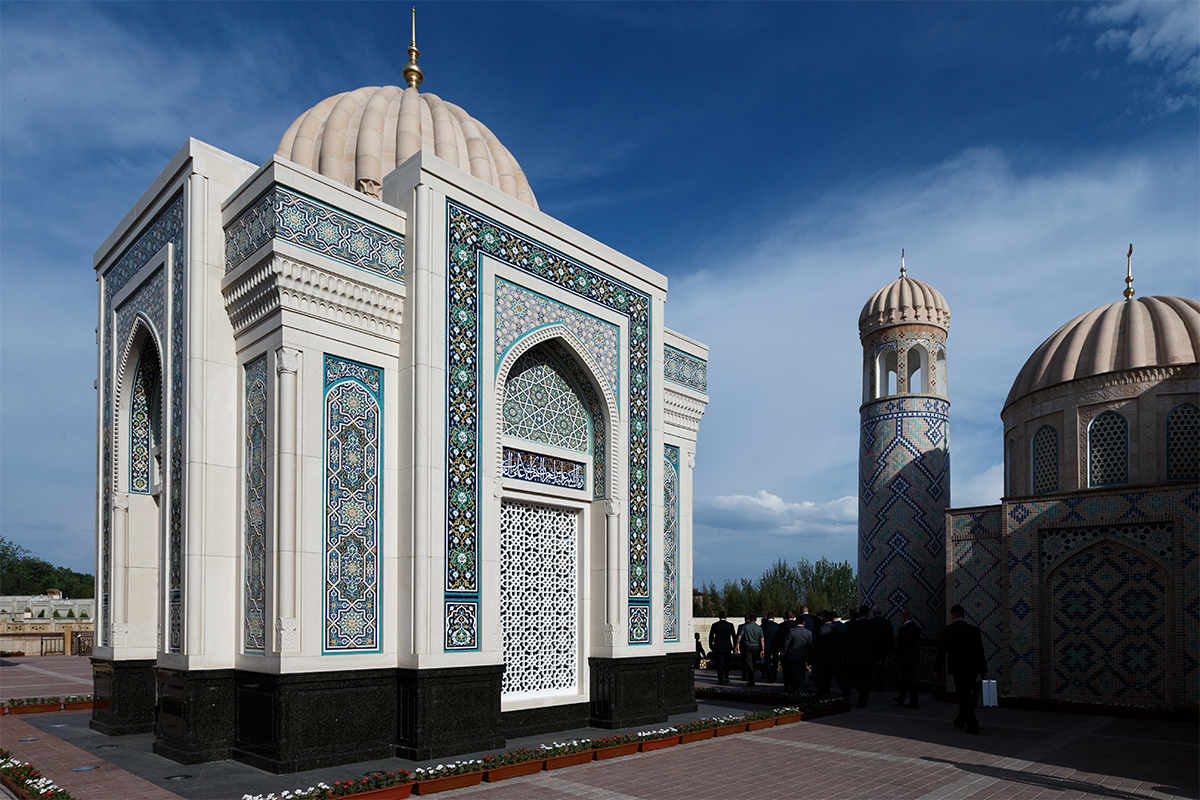
Место захоронения Ислама Каримова в Самарканде.

После распада СССР в 1991 году Самарканд стал административным центром Самаркандской области (вилоята) уже независимой Республики Узбекистан.
В первые годы независимости большое развитие получило Самаркандское телевидение, которое с 1996 года получило международное признание, в прямом эфире проводило эксклюзивные интервью с главами государств, сенаторами стран, ведущими зарубежными журналистами. Сотрудники СТВ получили возможность выезжать в командировки не только в регионы, но и за пределы республики. Творческие съёмочные группы сняли документальные фильмы о России, Франции, США, Сирии, Пакистане, Индии и др. СТВ создало цикл документальных передач к юбилею Амира Тимура, Мирзо Улугбека.
В 1994 году по указу Президента Республики Узбекистан Ислама Каримова был создан Самаркандский государственный институт иностранных языков. Он является одним из крупнейших институтов Узбекистана и Центральной Азии по изучению иностранных языков. В настоящее время институт подготавливает высококвалифицированных иностранных филологов специалистов, в том числе, гидов-переводчиков для высшего и среднего специального образования, а также инфраструктурам туризма.
В 1996 году по инициативе президента Ислама Каримова, в честь празднования 660 летия со дня рождения Тимура в Самарканде был установлен памятник. В 2007—2011 годах был выполнен проект фундаментальных исследований «Изучение в Узбекистане и за рубежом письменных памятников эпохи Тимуридов», в рамках которого были собраны материалы и сведения, касающиеся рукописей эпохи Амира Тимура и Тимуридов, хранящихся в других странах.
По инициативе Ислама Каримова в 1997—1998 годах на древнем мазаре известного исламского религиозного деятеля имама Абу Абдуллаха Мухаммада ибн Исмаила аль-Бухари в ознаменование 1225-летия со дня его рождения по лунному календарю был построен мемориальный комплекс имама Аль-Бухари. Он представляет собой комплекс сооружений мемориального, культового и духовно-просветительского назначения в кишлаке Хартанг Пайарыкского района Самаркандской области Узбекистана. Могила имама аль-Бухари является одной из самых почитаемых святынь ислама в исламском мире.
По инициативе И.Каримова в 2000 году в Узбекистане широко отмечалось 1130-летие со дня рождения имама Абу Мансура аль-Матуриди. К этой дате было приурочено издание его трудов, проведение международной конференции и открытие мемориального комплекса на его могиле в Самарканде.
Сооружены памятники персидско-таджикскому поэту Абу Абдулло Рудаки, поэту Алишеру Навои, полководцу и правителю Амир Темуру, учёному и правителю Мирзо Улугбеку.

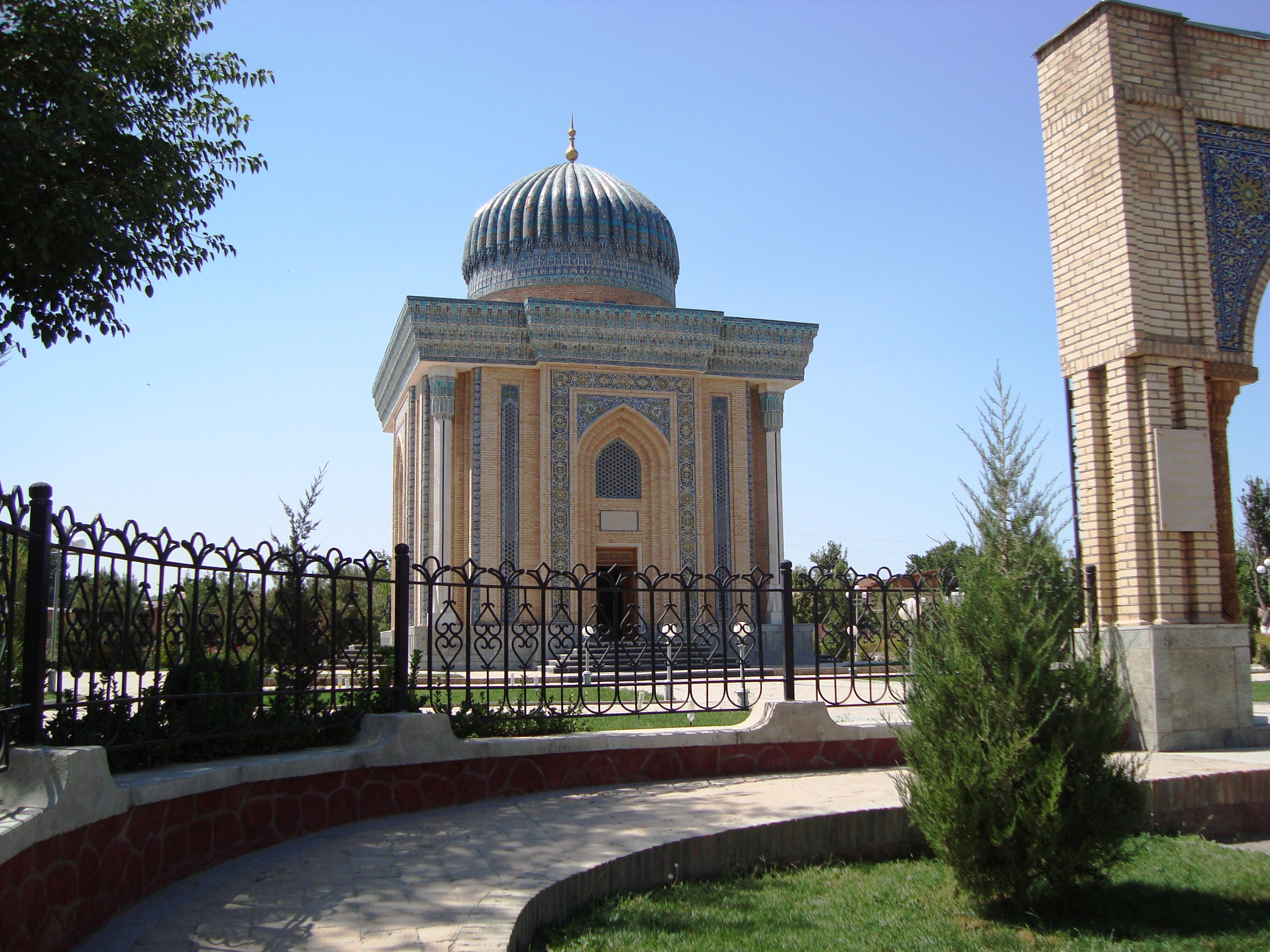
Мавзолей Аль Мотуриди. 2000 год.

После смерти президента Узбекистана Ислама Каримова его похоронили в Самарканде, где он и родился. Также в 2017 году в городе открыт памятник Каримову, а в 80-й день его рождения, 30 января 2018 года, у мечети Хазрет-Хызр был открыт мавзолей.

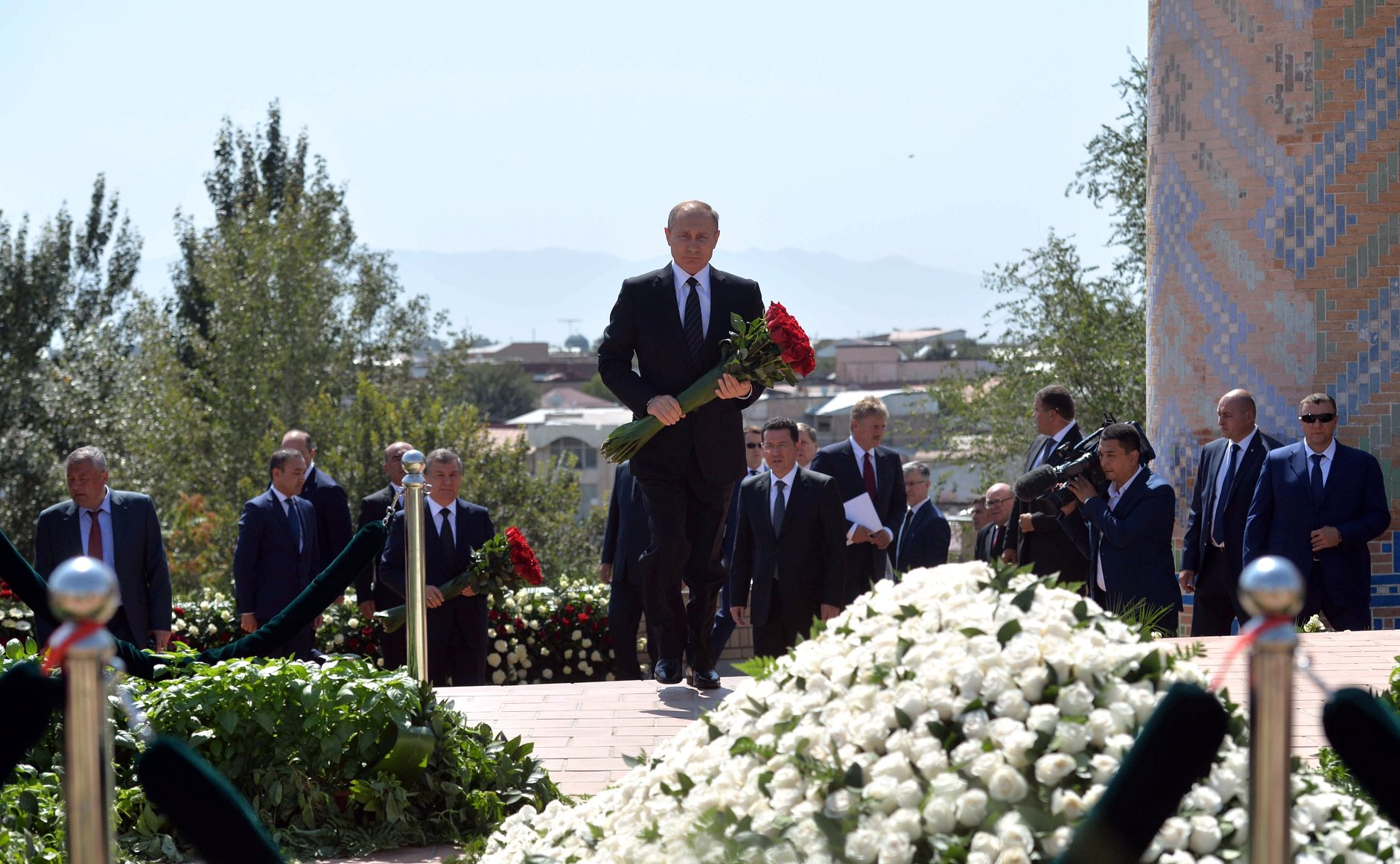
Президент России Владимир Путин возлагает цветы к могиле Ислама Каримова за мечетью Хазрет-Хызр 6 сентября 2016 года

В августе 2022 года в Самарканде был открыт второй памятник таджикско-персидскому поэту саманидской эпохи Абу Абдулло Рудаки.
15-16 сентября 2022 года был проведён 22-й Саммит ШОС в Самарканде. Впервые в нём приняли участие как президенты стран-участниц, так и стран-наблюдателей, а также приглашенных стран. На саммите приняли участие лидеры 15 стран: стран-участниц (Россия, Китай, Казахстан, Кыргызстан, Таджикистан, Пакистан, Индия и Узбекистан), стран-наблюдателей (Беларусь, Монголия и Иран), а также в качестве приглашенных президенты Туркменистана, Азербайджана, Армении и Турции.
В 2025 году Советом Глав государств СНГ Самарканду присвоено почётное звание почётное звание Содружества Независимых Государств «Город трудовой славы. 1941–1945 гг.».

## Климат
Климат Самарканда — субтропический внутриконтинентальный, с чётко выраженной сезонностью. Климатическая зима (период со среднесуточной температурой ниже 0 °C) отсутствует, однако, отдельные зимние дни случаются со 2-й декады ноября до 2-й декады марта.
В период календарной зимы могут отмечаться непродолжительные (3-7 дней) периоды морозов (с ночной температурой до −12 °C, редко — до −20 °C).
При этом всю зиму часты оттепели, когда температура с −5 °C поднимается до +6 °C и выше, иногда достигая значений в +12..+15 °C.
Переходные сезоны достаточно коротки. Часто практически летние температуры регистрируются в середине и конце марта, в апреле.
Лето (период с дневной температурой выше +20 °C и среднесуточной выше +15 °C) длится со 2-й декады апреля до 2-й декады октября.
В июне и июле дневная температура обычно превышает 40-градусную отметку (в среднем, 20-40 дней за летний сезон).
| Показатель                    | Янв.  | Фев. | Март  | Апр. | Май  | Июнь | Июль | Авг. | Сен. | Окт. | Нояб. | Дек.  | Год   |
| ----------------------------- | ----- | ---- | ----- | ---- | ---- | ---- | ---- | ---- | ---- | ---- | ----- | ----- | ----- |
| Абсолютный максимум, °C       | 23,2  | 26,7 | 31,7  | 36,2 | 39,5 | 41,4 | 42,4 | 41,0 | 38,6 | 35,2 | 29,9  | 26,7  | 42,4  |
| Средний суточный максимум, °C | 6,8   | 9,1  | 14,2  | 21,1 | 26,4 | 32,2 | 34,1 | 32,9 | 28,3 | 21,6 | 15,3  | 9,1   | 20,9  |
| Средняя температура, °C       | 1,9   | 3,6  | 8,5   | 14,9 | 19,8 | 25,0 | 26,7 | 25,2 | 20,1 | 13,6 | 8,4   | 3,8   | 14,3  |
| Средний суточный минимум, °C  | −1,7  | −0,5 | 4,0   | 9,4  | 13,5 | 17,4 | 18,9 | 17,4 | 12,7 | 7,2  | 3,4   | −0,2  | 8,5   |
| Абсолютный минимум, °C        | −25,4 | −22  | −14,9 | −6,8 | −1,3 | 4,8  | 8,6  | 5,9  | 0,0  | −6,4 | −18,1 | −22,8 | −25,4 |
| Норма осадков, мм             | 43,9  | 39,2 | 70,5  | 63,2 | 33,2 | 4,2  | 4,3  | 0,4  | 3,9  | 24,0 | 28,2  | 40,5  | 355,2 |
| Источник:                     |       |      |       |      |      |      |      |      |      |      |       |       |       |

## Население
Численность населения Самарканда, по состоянию на 1 октября 2021 года составляла 559,4 тыс. жителей. В Самаркандской агломерации проживает около 2 миллионов человек.

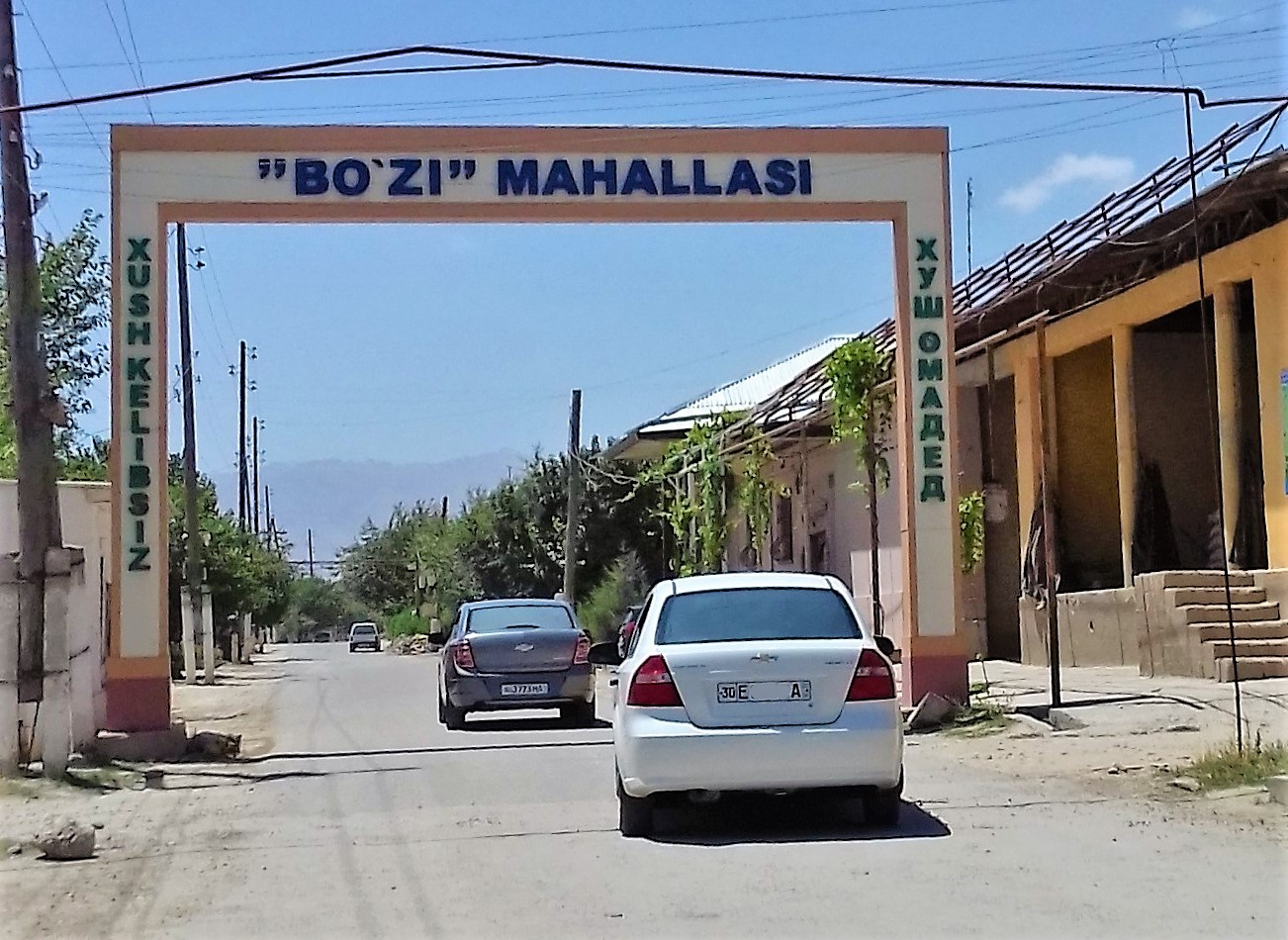
Двуязычное (на узбекском и таджикском) приветствие на входе в одну из махаллей Самарканда.

Основную часть населения составляют узбеки и таджики. Из национальных меньшинств преобладают русские и среднеазиатские иранцы (персы). Также в городе проживает большое количество представителей армян, татар, корейцев, азербайджанцев, украинцев, среднеазиатских евреев, поляков, немцев, среднеазиатских арабов, среднеазиатских цыган.
В религиозном составе преобладает ислам суннитского толка ханафитского мазхаба, который является основной религией для узбеков, таджиков и среднеазиатских арабов. Шиитский мазхаб ислама распространён в основном у среднеазиатских иранцев и азербайджанцев.

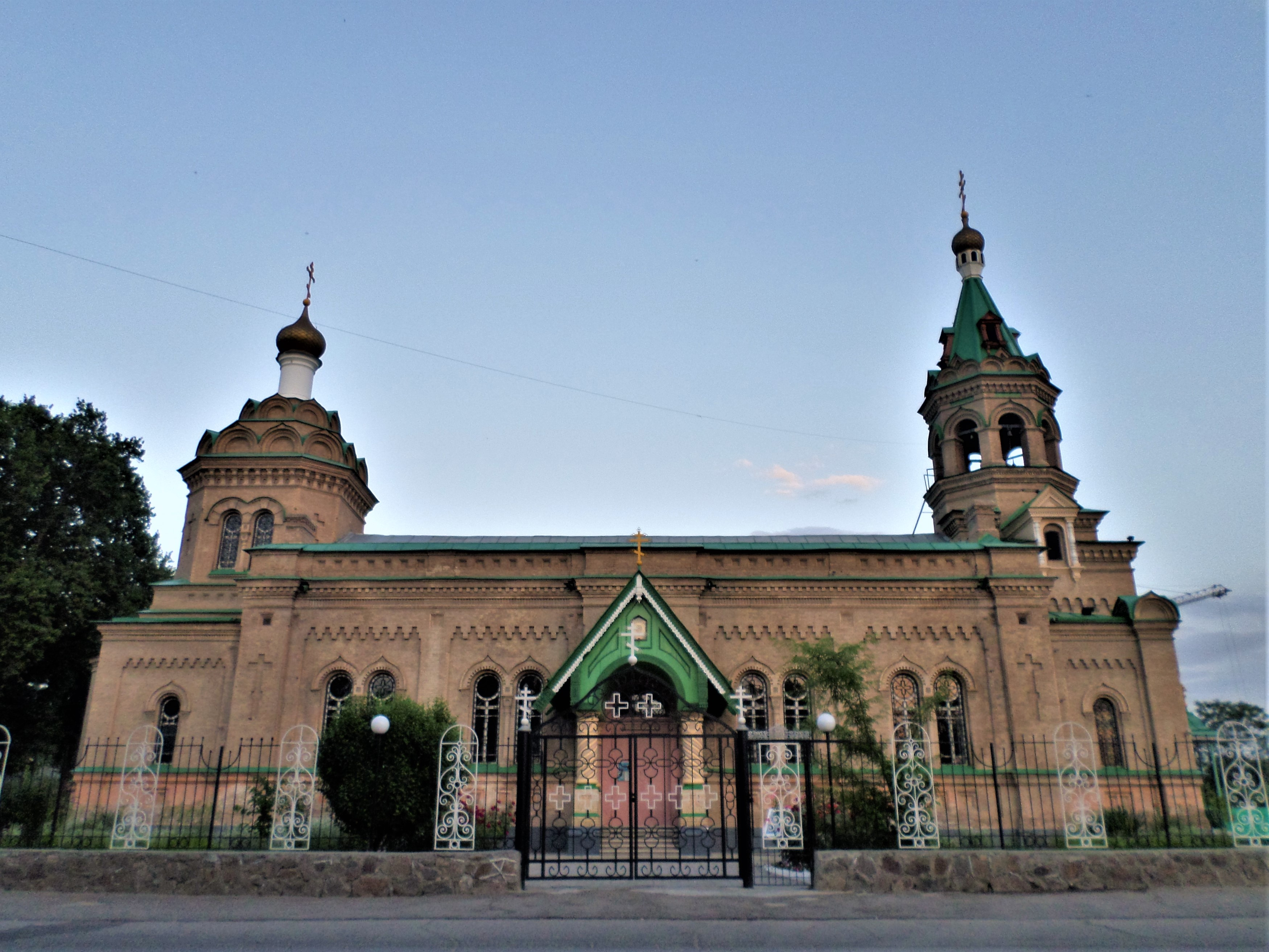
Собор Святителя Алексия Московского в Самарканде.

Из направлений христианства в основном распространено православие, которое является основной религией для проживающих здесь русских, украинцев и белорусов. Имеется 1 православный Собор Святителя Алексия Московского и 2 православных храма (Храм Покрова Пресвятой Богородицы и Храм Святого Георгия Победоносца).
Второй по распространённости христианской религией в городе является Армянская апостольская церковь, которая распространена среди армян города. Имеется армянская церковь Сурб Аствацацин.
Третьей по распространённости христианской религией в городе остаётся католицизм, который является основной для поляков и немцев Самарканда. Имеется католическая церковь Святого Иоанна Крестителя.

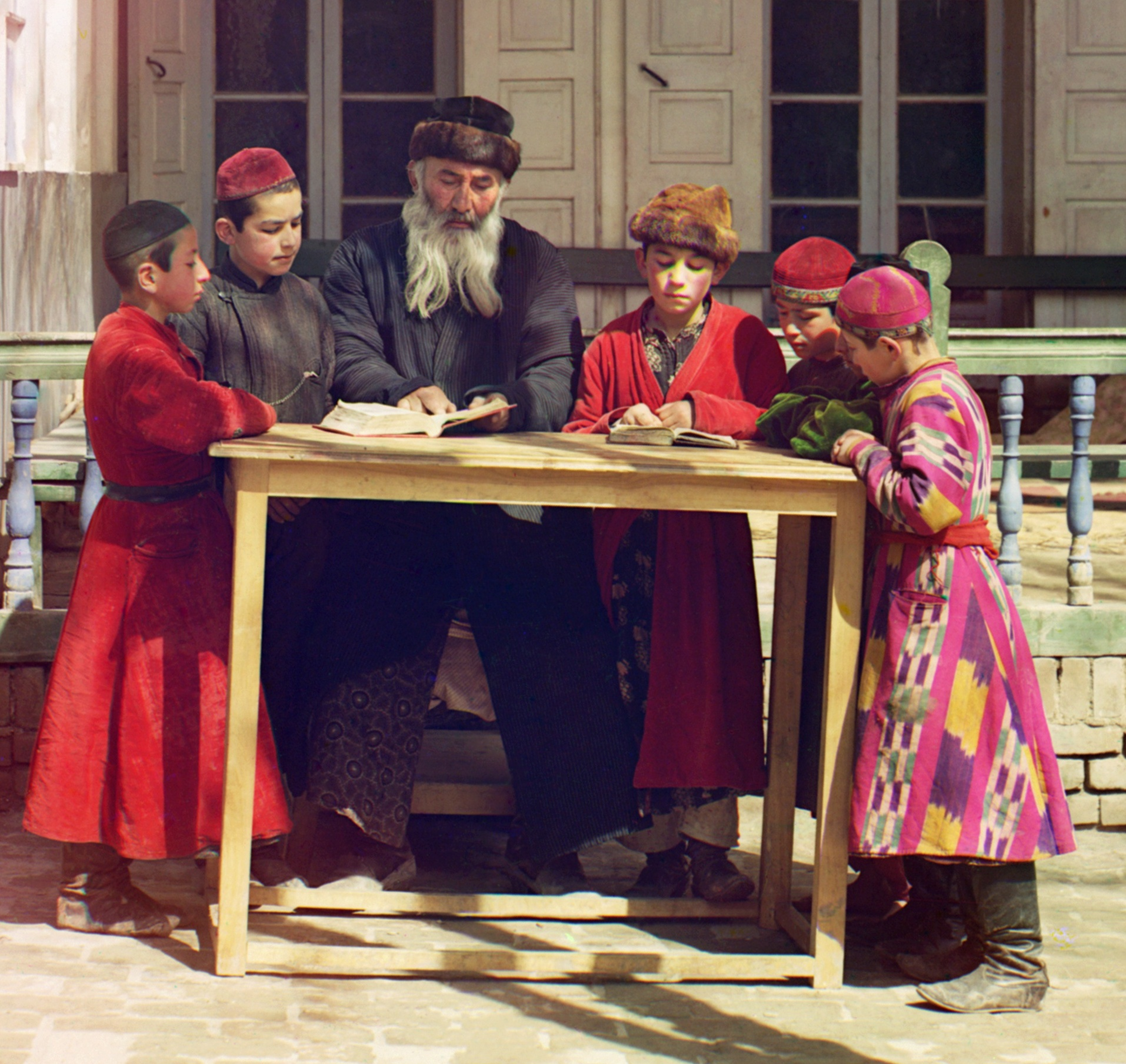
Еврейские школьники в Самарканде.

Иудаизм распространён среди среднеазиатских евреев.
По статистическим данным, в 1887—1888 годах в Самаркандском уезде, куда входил город Самарканд, из 54 195 жителей узбеки составляли 39 562 человек (то есть 73 % населения), остальные жители были представлены таджиками, русскими, арабами, иранцами и другими. Спустя ровно 10 лет, согласно переписи населения Российской империи 1897 года, в Самарканде проживало 55 128 человек. Распределение населения по родному языку было следующим: таджикский — 36 845, русский, украинский и белорусский — 8393, узбекский (1 из диалектов современного узбекского языка) — 5506, еврейско-таджикский — 1169, польский — 1072, иранский (персидский) — 866, немецкий — 330, сартский (1 из диалектов современного узбекского языка) — 287. В Самаркандском уезде в целом, куда входил и город Самарканд, в 1897 году проживало 342 197 человек. Распределение населения по родному языку было следующим: узбекский — 200 672, таджикский — 123 342, славянские (включая великороссов, малороссов и белорусов) — 9340, кашгарский (диалект уйгурского языка) — 3421 человек. Эта статистика показывает, что в самом городе преобладал таджикский язык, а в окрестностях Самарканда преобладающим был узбекский язык.

### Статус города-миллионника
В декабре 2021 года, в связи с презентацией президенту Узбекистана Ш. Мирзиёеву проектов, реализуемых в Самаркандской области, пресс-служба президента опубликовала материал, в котором было сказано: «как известно, в ближайшие годы ожидается превращение Самарканда в город-миллионник. Для этого в состав города будут включены отдельные территории соседних районов». С городом с запада смежен Пастдаргомский район (365,3 тыс. жителей на 1 октября 2021 года), бо́льшая часть внешней границы территории, находящейся в административном подчинении города, смежна с Самаркандским районом (260,1 тыс. жит.), с севера к городу прилегает Акдарьинский район (164,2 тыс. жит.) и Джамбайский район (179,3 тыс. жит.); кроме того в непосредственной близости от города Самарканда, отделенный от него полосой застройки, относящейся к Самаркандскому району, шириной ок. 2,3 км располагается Тайлакский район (209,1 тыс. жит.). Расширение территории Самарканда будет происходить за счёт Самаркандского, Пастдаргомского, Тайлакского и Акдарьинского районов, площадь города будет увеличена с современных 124 км² до 305 км²; административный центр области будет перенесён в посёлок Гюлабад (ныне административный центр Самаркандского района). Предполагается, что на первом этапе осуществления генерального плана развития города, в его состав будут переданы 29 км² Самаркандского района, 11 км² Акдарьинского района, 13 км² Пастдаргомского района и 0,5 км² Тайлакского района. В начале 2022 года был опубликован проект постановления Сената Олий Мажлиса «Об изменении существующих административно-территориальных границ Акдарьинского, Пастдаргомского, Самаркандского, Тайлакского районов и об образовании Карасувского, Согдианского, Сиябского, Багишамальского, Марокандского районов на территории города Самарканда Самаркандской области и упразднении Самаркандского района». Согласно ему подлежат изменению административно-территориальные границы Акдарьинского, Пастдаргомского, Самаркандского, Тайлакского районов и города Самарканда Самаркандской области: в состав города Самарканда будут включены 1 654 га Акдарьинского района, 12 975 га Самаркандского района, 1 245 га Пастдаргомского района, 1 269 га Тайлакского районе; 528 га земель города Самарканда, 1370 га Самаркандского района будут переданы в состав Пастдаргомского района, а 29 283 га земель Самаркандского района будут переданы Тайлакскому району. В результате этих преобразований Самаркандский район будет упразднён как отдельная административно-территориальная единица. Общая площадь города Самарканда составит 28 415 га; город будет разделён на пять административных районов: Карасувский (8 250 га), Согдианский (3 741 га), Сиабский (4 846 га), Багишамальский (3 246 га), Марокандский (8 333 га). Посёлок Гюлабад (массив Гулобод) новообразованного Маракандского района станет административным центром Самаркандской области. Предполагается, что в результате планируемого расширения территории население города составит 1018 тыс. человек.
В октябре 2022 года из сообщения хокима (мэра) города Фазлиддина Умарова стало известно о том, что в рамках подготовки преобразования Самарканда в город-миллионер ведётся разработка нового генерального плана Самарканда и проекта детальной планировки города, которыми предусматривается перенос административного центра Самаркандской области в посёлок Гулобод и ряд других мер. в Самарканде расположены 178 государственных организаций, в первую очередь 42 организации выведут за пределы города. Необходима организация градостроительства на основе концепции «умный город», которая предусматривает внедрение системных технологических процессов в IТ-парки, преобразование Самарканда в «экологически чистый город» и запуск интегрированной системы «безопасный город». На территориях, которые прилегают к шести жилым массивам, будет организованы малые промышленные зоны и производственные объекты. Формируются предложения по строительству путепроводов на семи центральных перекрестках для предотвращения пробок, возникающих в часы пик.

## Административно-территориальное деление
Общая площадь территории, административно подчинённой городу Самарканд, составляет 120 км². Территория, подчинённая городу Самарканд, разделена на 219 махалля.
В её состав входят собственно город Самарканд, а также 3 посёлка городского типа: Кимёгарлар (к западу от города на территории Пастдаргомского административного района), Фархад (к северо-востоку от города смежно с его основной территорией) и Хишрау (к юго-западу от города на территории Самаркандского административного района).
Территория города окружена территорией Самаркандского района, в состав которого сам город не входит, а имеет статус города областного подчинения и административного центра Самаркандской области.
В настоящее время город Самарканд не разделён на административные районы.
Впервые разделение города на административные единицы было осуществлено 10 февраля 1939 года, когда территория города Самарканд была разделена на 3 административных района: Ира́нский, Железнодоро́жный и Сиа́бский. Через короткое время Иранский район был переименован в Баги́-Шама́льский район. Он занимал центральную часть города, Железнодорожный район — западную, а Сиабский район — восточную, где находится исторический центр Самарканда.
В 1950-е годы все данные районы были упразднены. В 1976 году были образованы заново Багишама́льский (узб. Боғишамол тумани/Bog'ishamol tumani), Железнодорожный (узб. Железнодорожный тумани/Jeleznodorojniy tumani) и Сиабский (узб. Сиёб тумани/Siyob tumani) районы.
В 1990-е годы Железнодорожный район был переименован в Темирюльский район (узб. Темирйўл тумани/Temiryo'l tumani). 1 января 2004 года все 3 района города были вновь упразднены.
В 2021 году президент Узбекистана заявил, что в Самарканде поэтапно будет созданы пять административных районов — Согдиана, Сиёб, Богишамол, Мароканд и Корасув; на первом этапе планируется создать два-три района.

## Экономика
Самарканд — один из крупнейших промышленных и экономических центров Узбекистана. Ведущая отрасль промышленности — машиностроение.
В городе работает Самаркандский автомобильный завод «SamAuto», производящий автобусы и грузовики марок «Isuzu»; автомобильный завод «MAN Auto-Uzbekistan», производящий грузовики, спецтехнику и прицепы марки «MAN».
Имеются планы по открытию автомобильного завода «Land Rover Uzbekistan» для выпуска внедорожников марки «Land Rover».
Также развиты лёгкая, строительная, химическая, нефтехимическая, химико-фармацевтическая и пищевая промышленности.
Функционируют заводы электронной техники, выпускающие резисторы и интегральные схемы, а также электронную бытовую технику.
Работает Самаркандский лифтостроительный завод; завод предприятия «Sino», выпускающий бытовые холодильники; сигаретная фабрика «UzBat» по переработке и фасовке табачной продукции; Самаркандская чаефасовочная фабрика по переработке и фасовке чайной продукции; Самаркандский винный завод, который является одним из старейших и крупнейших винных заводов не только Узбекистана, но и Средней Азии; Самаркандский спиртной завод; предприятие «AgroBravo», производящий молочные продукты; Самаркандская текстильная фабрика и другие предприятия и заводы.
В Самарканде действуют также многочисленные частные предприятия малого предпринимательства. По итогам января-декабря 2014 года, было произведено промышленной продукции на общую сумму 1974,3 млрд сум.
Важной отраслью экономики Самарканда продолжает быть туризм. Город является одним из самых посещаемых туристических центров Узбекистана. И доходы, получаемые от туризма, играют большую роль в экономике города.
Из иностранных туристов город, как и Узбекистан в целом, посещают в основном гости из Испании, Италии, Франции, Великобритании, Германии, Бельгии и других стран Европейского союза; из России и других стран СНГ; Японии, Южной Кореи, Китая и Турции.

## Транспорт

### Воздушный транспорт

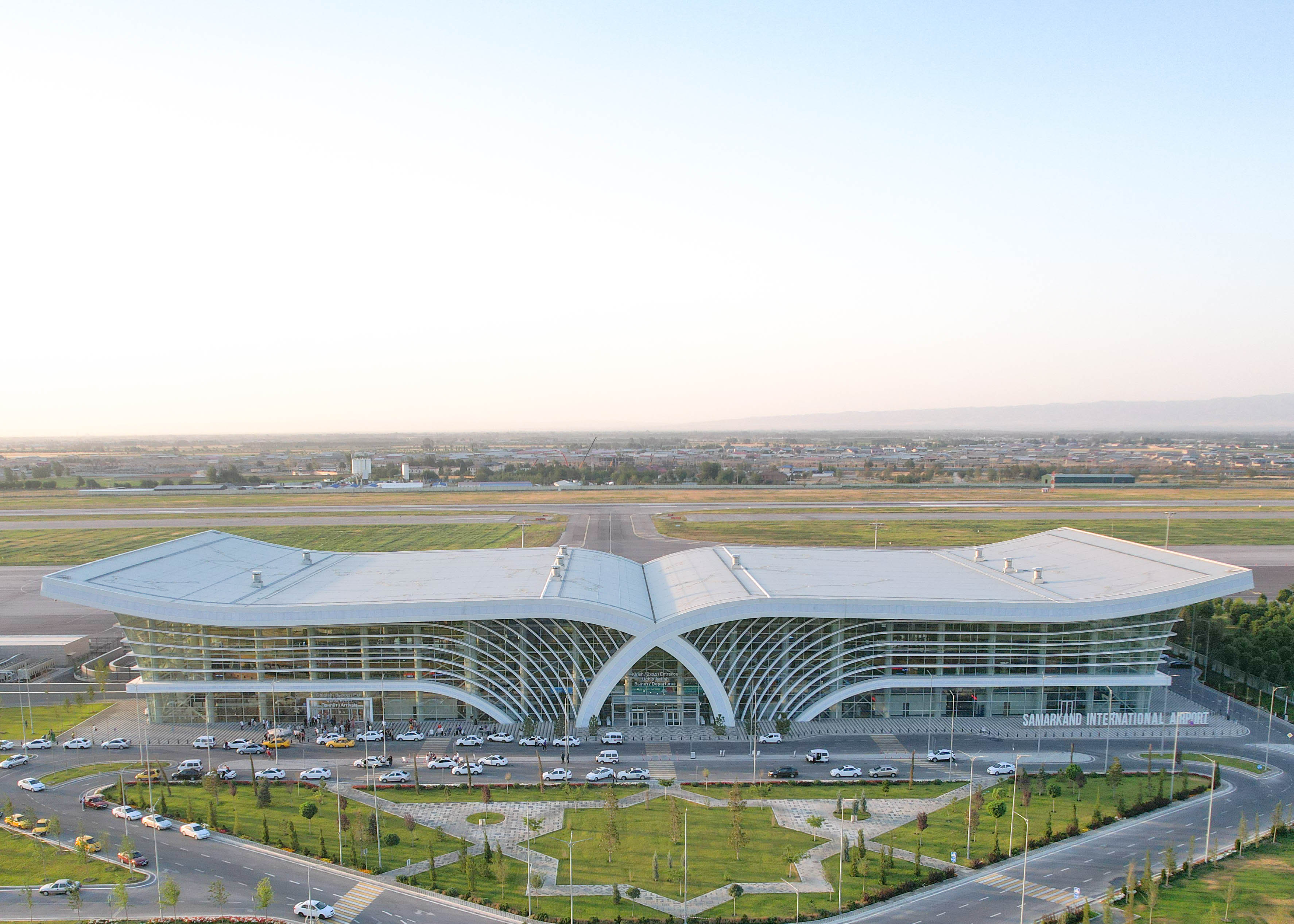
Аэропорт Самарканда

В северной части города расположен международный аэропорт «Самарканд», который является одним из крупнейших в Узбекистане.
Аэропорт Самарканда соединён воздушным сообщением с крупнейшим аэропортом Узбекистана — международным аэропортом «Ташкент» имени Ислама Каримова, а также с другими региональными аэропортами страны.
Из иностранных городов аэропорт Самарканда связан с аэропортами России, в частности (по состоянию на январь 2019 года) имелось воздушное сообщение с Москвой (Внуково, Домодедово, Шереметьево), Санкт-Петербургом, Екатеринбургом и Казанью.
За период с 2019 по 2022 годы здание терминала международного аэропорта Самарканд было реконструировано и ему была придана форма в виде раскрытой книги, символизирующей главный труд учёного Мирзо Улугбека «Зижи жадиди Курагоний» («Новая астрономическая таблица Курагони»), после чего международный аэропорт Самарканда вошел в рейтинг десяти лучших воздушных терминалов в Средней Азии. Большую роль в реконструкции аэропорта сыграл олигарх из Самарканда Бахтиер Фазылов.

### Железнодорожный транспорт

Самаркандский железнодорожный вокзал

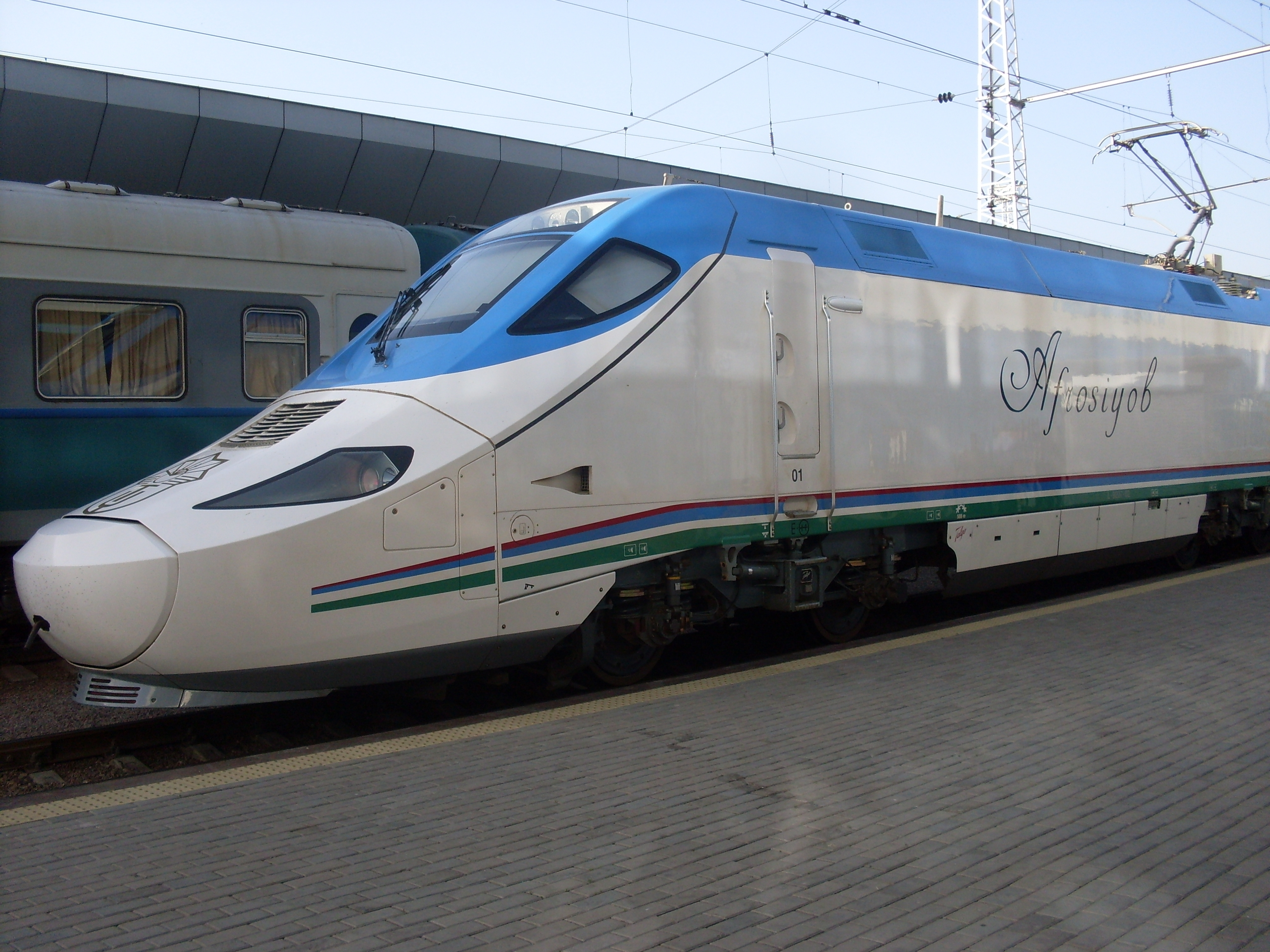
Высокоскоростной электропоезд Afrosiyob (модификация Talgo 250)

Железнодорожный транспорт достиг Самарканда в 1888 году в результате строительства Закаспийской железной дороги в 1880—1891 годах железнодорожными войсками Российской империи на территории современного Туркменистана и центральной части Узбекистана.
Железная дорога начиналась в городе Красноводске (ныне Туркменбаши) на берегу Каспийского моря и заканчивалась в Самарканде. Именно станция Самарканд являлась конечной на Закаспийской железной дороге. Первый вокзал станции Самарканд был открыт в мае 1888 года.
Далее, после 1888 года началось строительство Самарканд-Андижанской железной дороги, открытой для движения с 1899 года Урсатьевская — Черняево — Андижан (346 вёрст) и Серово — Горчаково — Федченко — Зеленск — Андижан (240 вёрст).
Позднее, вследствие строительства железной дороги в остальных местах Средней Азии, Закаспийская железная дорога и Самарканд-Андижанская железная дорога после объединения получили название: Среднеазиатская железная дорога.
В советские годы к станции Самарканд не была присоединена ни одна новая линия, но в то же время она являлась одной из крупнейших и важнейших станций Узбекской ССР и Советской Средней Азии.
В 2000-е годы со станции Самарканд по направлению к Ташкенту был организован фирменный пассажирский поезд «Регистан», максимальная скорость которого составляет 160 км/ч.
В 2011 году была открыта первая в Средней Азии высокоскоростная железная дорога Ташкент — Самарканд с поездами Afrosiyob (модификация Talgo 250), максимальная скорость которых составляет 250 км/ч.
В сентябре 2015 года эта скоростная железная дорога продлена до города Карши, а другая ветка — до Бухары.
Через железнодорожную станцию Самарканд проходят не только внутренние железнодорожные маршруты, но и международные.
Наиболее важные внутренние маршруты: Ташкент — Самарканд, Хива — Андижан, Бухара — Андижан, Термез — Андижан, Карши — Самарканд, Бухара — Самарканд, Ташкент — Ургенч, Ташкент — Сариасия, Ташкент — Бухара, Ташкент — Алат, Ташкент — Термез, Ташкент — Кунград.
Из международных маршрутов отмечены: Волгоград (Россия) — Ташкент, Саратов (Россия) — Ташкент, Алматы (Казахстан) — Нукус. Вокзал железнодорожной станции расположен в северо-западной части Самарканда.

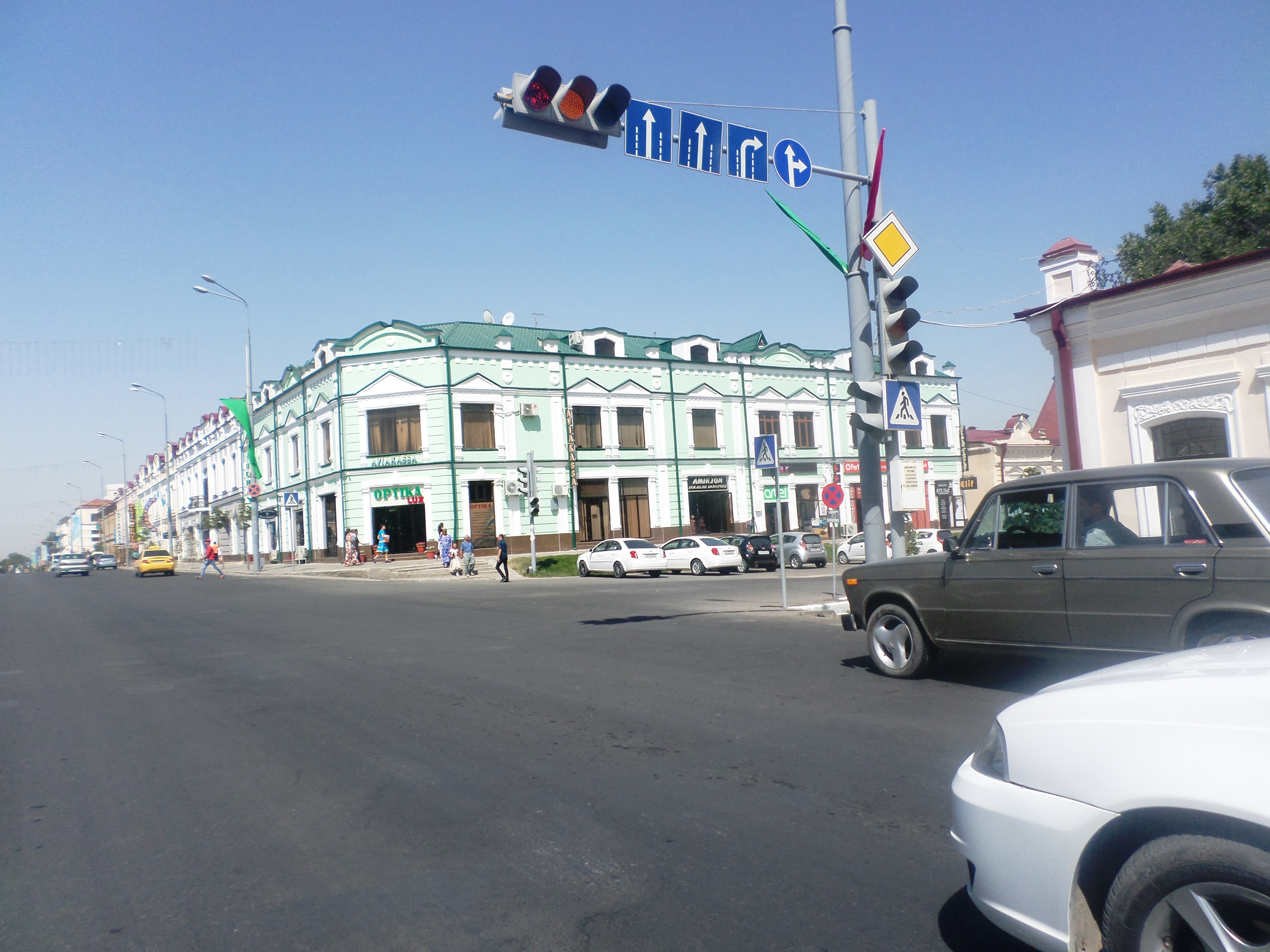
Одна из улиц Самарканда.

### Общественный городской транспорт
С ноября 1924 по 1930 годы в Самарканде курсировал паровой трамвай. В мае 1947 года в городе был запущен самаркандский трамвай, который функционировал до августа 1973 года.
В 2016 году было принято решение возобновить движение трамваев. 1-я ветка была открыта 15 апреля 2017 года, 2-я ветка открылась 21 марта 2018 года.
С 1957 года в Самарканде также действовала троллейбусная система, которая проработала до 2005 года.
В настоящее время в Самарканде из общественного транспорта курсируют автобусы, произведённые на Самаркандском автомобильном заводе, маршрутные такси Газель-322132.
Также функционируют государственные и частные службы такси (преимущественно марок и моделей Daewoo Nexia, Daewoo Gentra, Daewoo Matiz, Chevrolet Lacetti, Chevrolet Cobalt, Chevrolet Epica). Окрас самаркандских такси — жёлтый.

## Спорт

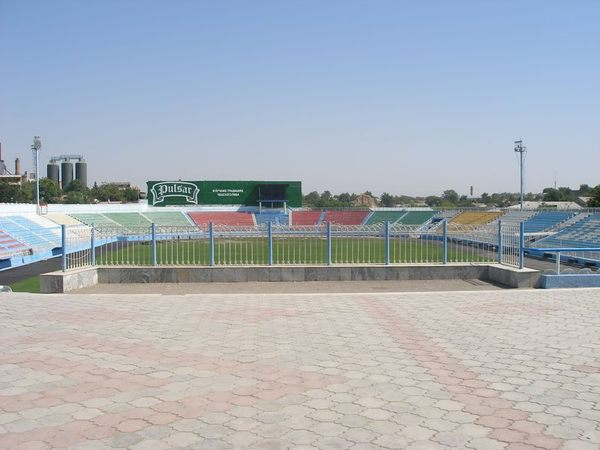
Стадион «Динамо».

Футбол — один из самых популярных видов спорта в Самарканде. Самым известным и сильнейшим футбольным клубом города является «Динамо», основанное в 1960 году и выступавшее в советские годы во Второй лиге чемпионата СССР.
В сезоне 2022 года «Динамо» поднялось в Суперлигу Узбекистана, но по его итогам опустилось в Про-лигу. В 2024 году команда снова вернулась в главную лигу страны.
Лучшими достижениями «Динамо» являются финал Кубка Узбекистана-1999/2000 , 4-е место в Высшей лиге 2000 года и участие в Кубке обладателей кубков Азии в 2001 году.
В городе также имеется футбольный клуб «Шердор», который с сезона-2018 вновь выступает в Про-лиге Узбекистана. Ещё один самаркандский клуб — «Спартак» участвует в футбольной лиге Самаркандской области.
Одним из ныне не существующих клубов является «Регистан», который в сезонах-2010-2014 выступал во Второй и Первой лигах чемпионата Узбекистана.
В городе есть 2 крупных стадиона: «Динамо» (на 13 800 зрителей) и «Олимпия» (на 12 500 зрителей). Также функционируют небольшие стадионы «Ёшлик» и «Локомотив».
В городе также имеется большое количество других спортивных объектов:
- Спортивный комплекс «Сартепа»,
- Спортивный комплекс Самаркандского колледжа олимпийского резерва,
- Спортивный водный центр «Дельфин»,
- Дворец бокса,
- Большой теннисный корт и малые вокруг него,
- Комплекс для водных видов спорта.

На восточной окраине Самарканда находится уникальный гребной канал, у которого есть всего 2 аналога в мире (в Мюнхене и Москве) и на котором проводятся не только местные турниры, но и соревнования по академической гребле, а также по гребле на байдарках и каноэ континентального и мирового масштабов.
Ежегодно с середины 1990-х до 2019 года в Самарканде проводился теннисный турнир в рамках ATP Challenger Tour. Кроме того, в городе проходят отдельные турниры и соревнования чемпионатов Узбекистана по различным видам спорта.

## Социальная сфера

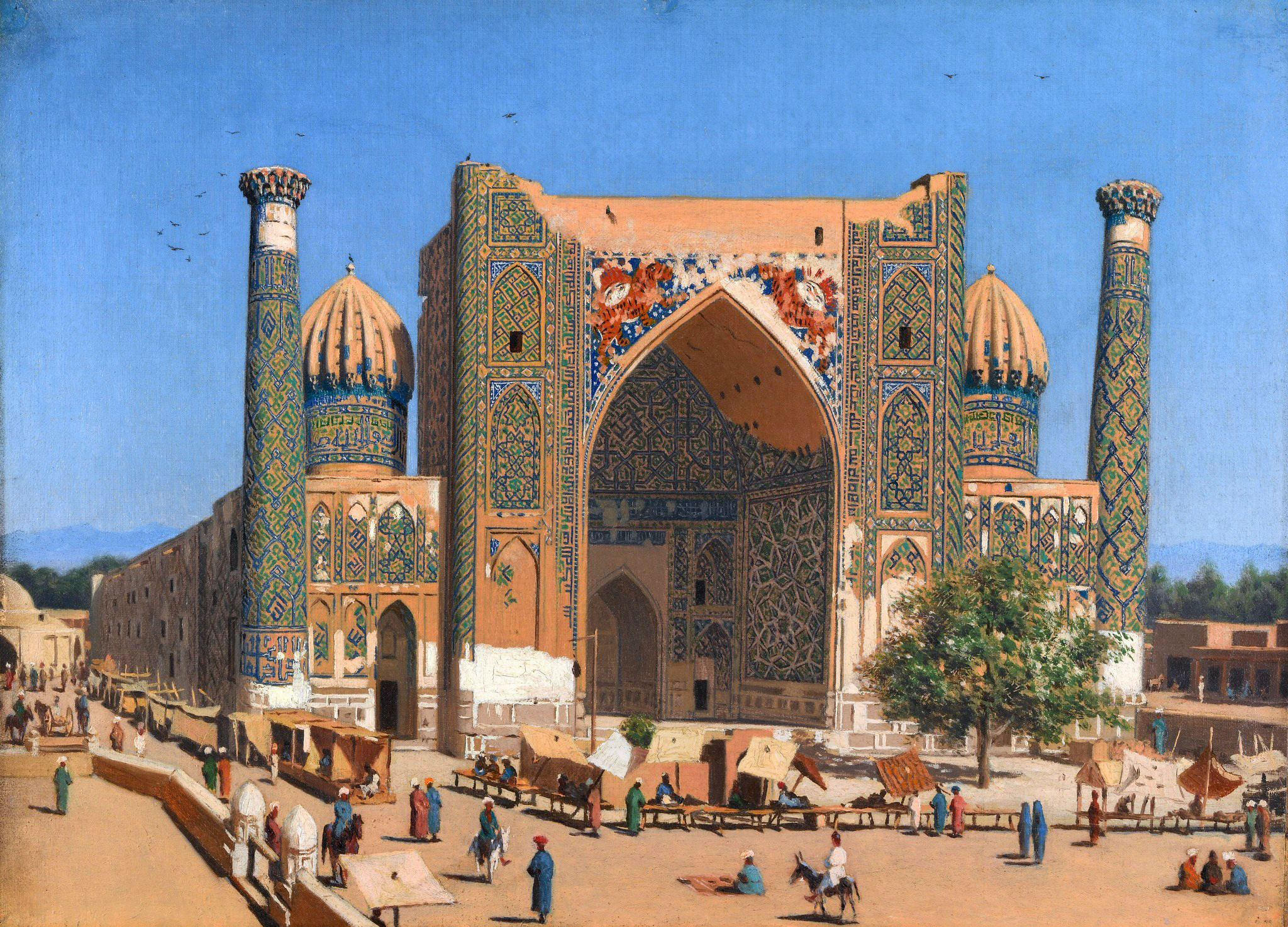
Медресе Шер-Дор на площади Регистан в Самарканде. Картина Верещагина В. В. (1869—1870 годы).

В Самарканде находятся многочисленные организации научного, педагогического и культурного профиля. В городе имеются многочисленные архитектурные исторические памятники, внесённые в список Всемирного Наследия ЮНЕСКО.

### Научные учреждения
В советские годы в Самарканде был создан Научно-исследовательский институт каракулеводства, занимавшийся улучшением овец каракульской породы.
По инициативе академиков Я. Гулямова и И. М. Муминова по случаю 2500-летнего юбилея Самарканда и постановлением Совета министров УзбССР от 1970 года, Постановлением Президиума Академии наук Узбекской ССР был создан Институт археологии, которому в 1998 году было присвоено имя археолога, историка, академика Я. Г. Гулямова.
В июне 2019 года по инициативе академика А. Аскарова институт планировалось перенести из Самарканда в Ташкент. Однако руководство Узбекистана проявило стратегический подход в решении вопроса и учитывая туристический потенциал Самарканда было принято решение создать Институт археологии имени Я.Гулямова в Самарканде и его бухарский филиал.

### Театры
Самарканд — одна из театральных столиц Узбекистана. В центре города расположен один из крупнейших и старейших театров Узбекистана — Самаркандский областной театр музыки и драмы имени Хамида Алимджана. В новой части города расположен Самаркандский государственный русский театр драмы имени А. П. Чехова — один из крупнейших русских театров Узбекистана. Также в городе есть Самаркандский Областной Театр Кукол Юного Зрителя имени А. Джураева, который успешно функционирует с 1973 года и Театр исторического костюма «Эл Мероси».

### СМИ
ТВ, газеты и журналы, кроме узбекского языка, также выходят в эфир и публикуются и на русском языке. Издаётся русскоязычная газета «Самаркандский вестник». На русском языке сделана часть вывесок и объявлений на улицах города. Также в городе выходит таджикоязычная газета «Овози Самарканд», городской частный телеканал STV и областной государственный телеканал MTRK Samarqand частично вещают на таджикском языке.

## События
- Самарканд — культурная столица СНГ в 2024 году[126]

## Образование
Самарканд является одним из крупнейших образовательных центров Узбекистана и Средней Азии. В 1994 году в городе было организовано одно из крупнейших в Узбекистане высшее учебное заведение по изучению иностранных языков — Самаркандский государственный институт иностранных языков.
По состоянию на 2015 год, на территории города функционируют 59 средних общеобразовательных школ, более 20 колледжей и лицеев. Также в городе расположены многочисленные высшие учебные заведения.

### Высшие учебные заведения
В Самарканде находится крупнейший университет Самаркандской области и 2-й по величине (после Национального университета Узбекистана в Ташкенте) университет в Узбекистане, который был образован в 1927 году под названием Узбекский педагогический институт. В 1930 году он был переименован в Узбекскую государственную педагогическую академию, в 1933 году — в Узбекский государственный университет, а в 1961 году — в Самаркандский государственный университет, которому было присвоено имя величайшего средневекого среднеазиатского поэта, философа и государственного деятеля — Алишера Навои. В дальнейшем университету было присвоено имя выдающегося государственного и общественного деятеля Шарафа Рашидова.
В университете имеется 10 факультетов: естественных наук (биологическая, химическая и географическая кафедры), исторический, механико-математический, педагогический, профессионального образования, социально-экономический, физический, физической культуры, узбекской филологии и филологический (кафедры таджикской и русской филологии).
В советские годы в городе также были образованы другие высшие учебные заведения масштаба всей советской Средней Азии: Самаркандский государственный медицинский институт — один из крупнейших медицинских ВУЗов Узбекистана, Самаркандский институт экономики и сервиса, Самаркандский филиал Ташкентского университета информационных технологий, Самаркандский государственный институт иностранных языков, Самаркандский государственный педагогический институт имени Садриддина Айни, Самаркандский государственный архитектурно-строительный институт, Самаркандский сельскохозяйственный институт, Самаркандское высшее военное автомобильное командно-инженерное училище и другие.

## Хокимы

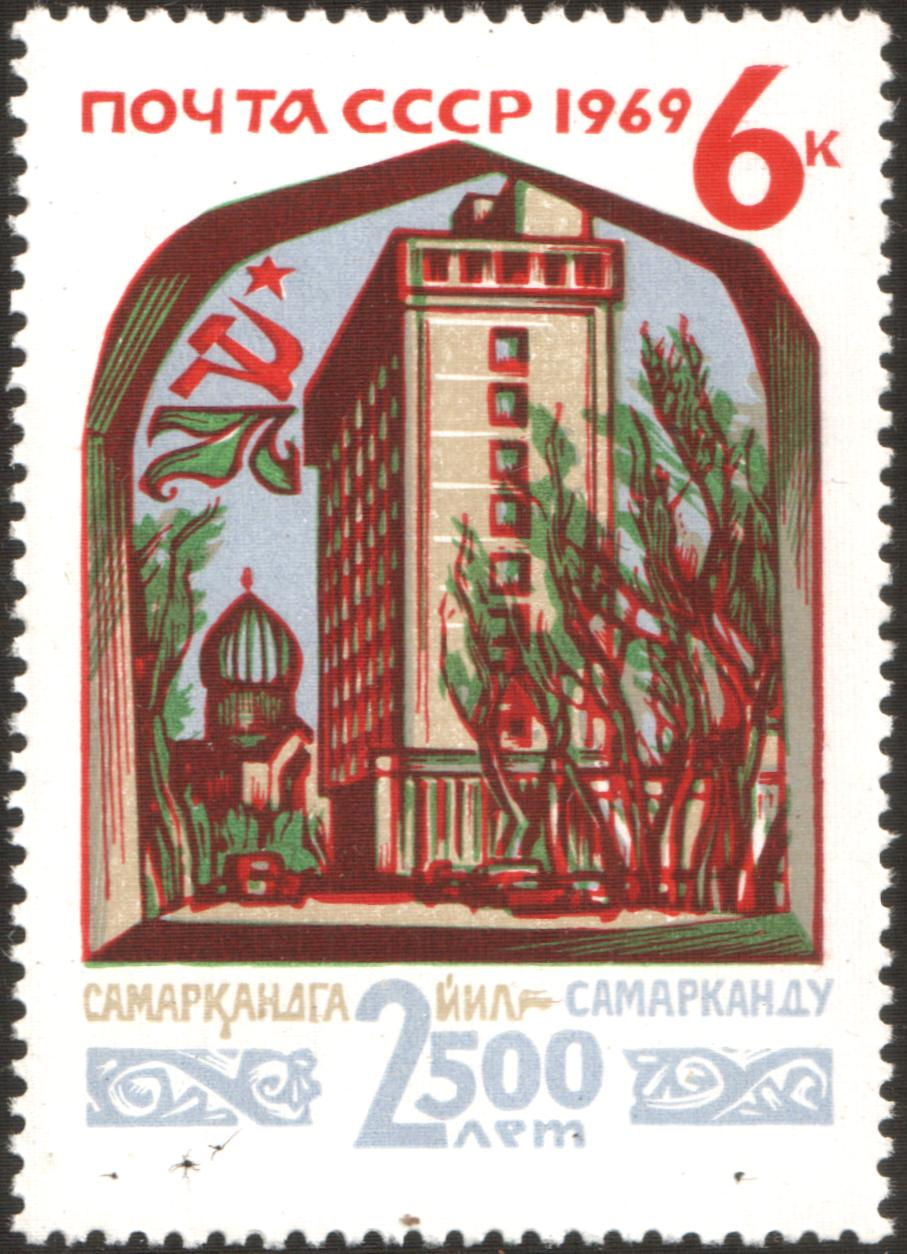
Почтовая марка СССР, 1969 год. 2500 лет Самарканду

1. Почтовая марка СССР, 1969 год. 2500 лет СамаркандуПочтовая марка СССР, 1969 год. 2500 лет Самарканду Насыров, Азиз Насырович (1993—1999),

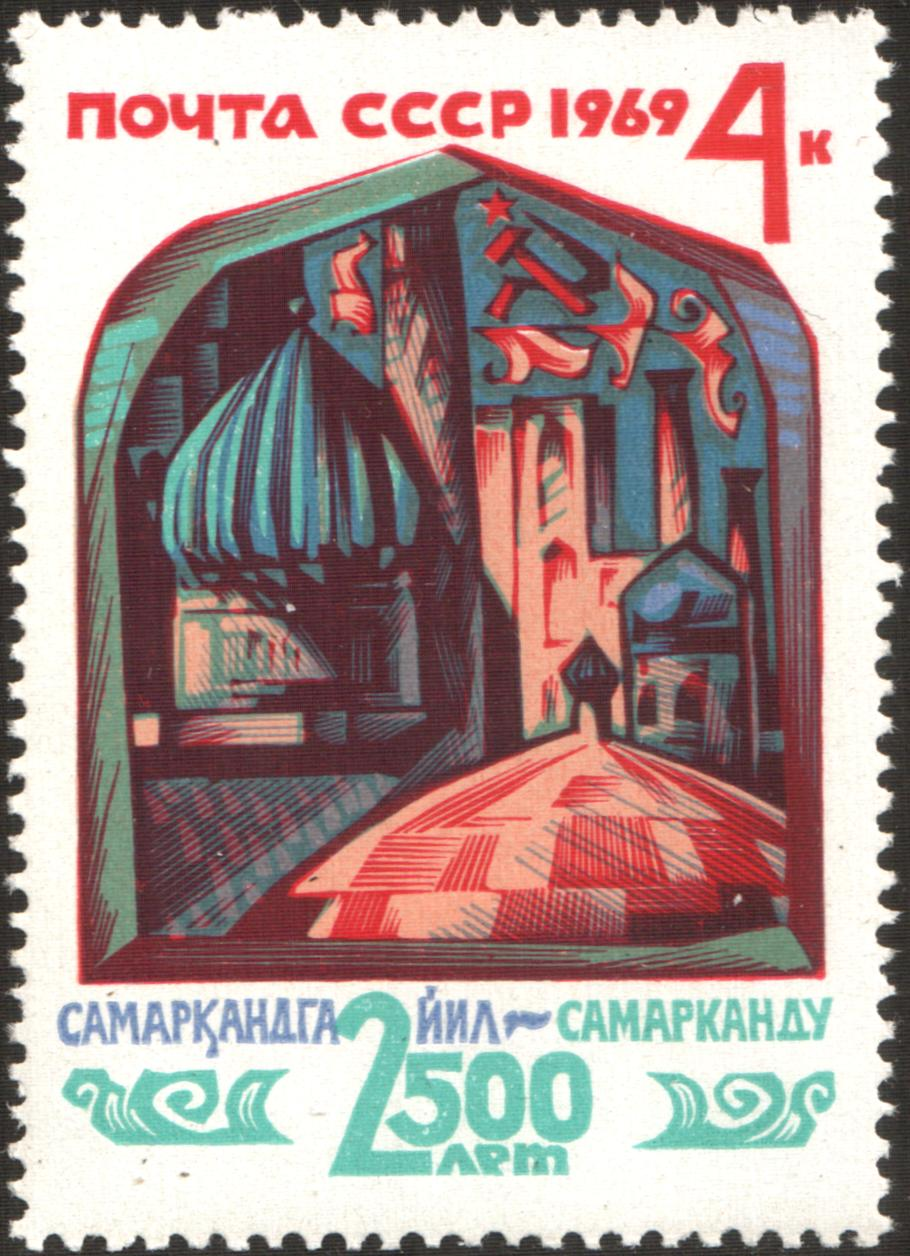
Почтовая марка СССР, 1969 год. 2500 лет Самарканду

2. Абдурахманов, Пулат Маджидович (2000—2002),
3. Пулатов (2002—2003),
4. Хошимов Музаффар (2003—2004),
5. Рафиков Сухроб Абдугафарович,
6. Мирзаев Зоир Тоирович (2008-17.12.2010)[129],
7. Шукуров Акбар Сафарович (до 05.02.2017)[130],
8. Рахимов Вохид Санакулович (05.02.2017-21.08.2017),
9. Рахимов Фуркат Жалолович (21.08.2017[131]-25 мая 2019)[132]),
10. Облакулов Бобурмирзо Саломович (и. о. (с 25 мая 2019-16 февраля 2022)[133].
11. Умаров Фазлиддин Каримович (с 17 февраля 2022 — по н.в.)[134].

## Достопримечательности

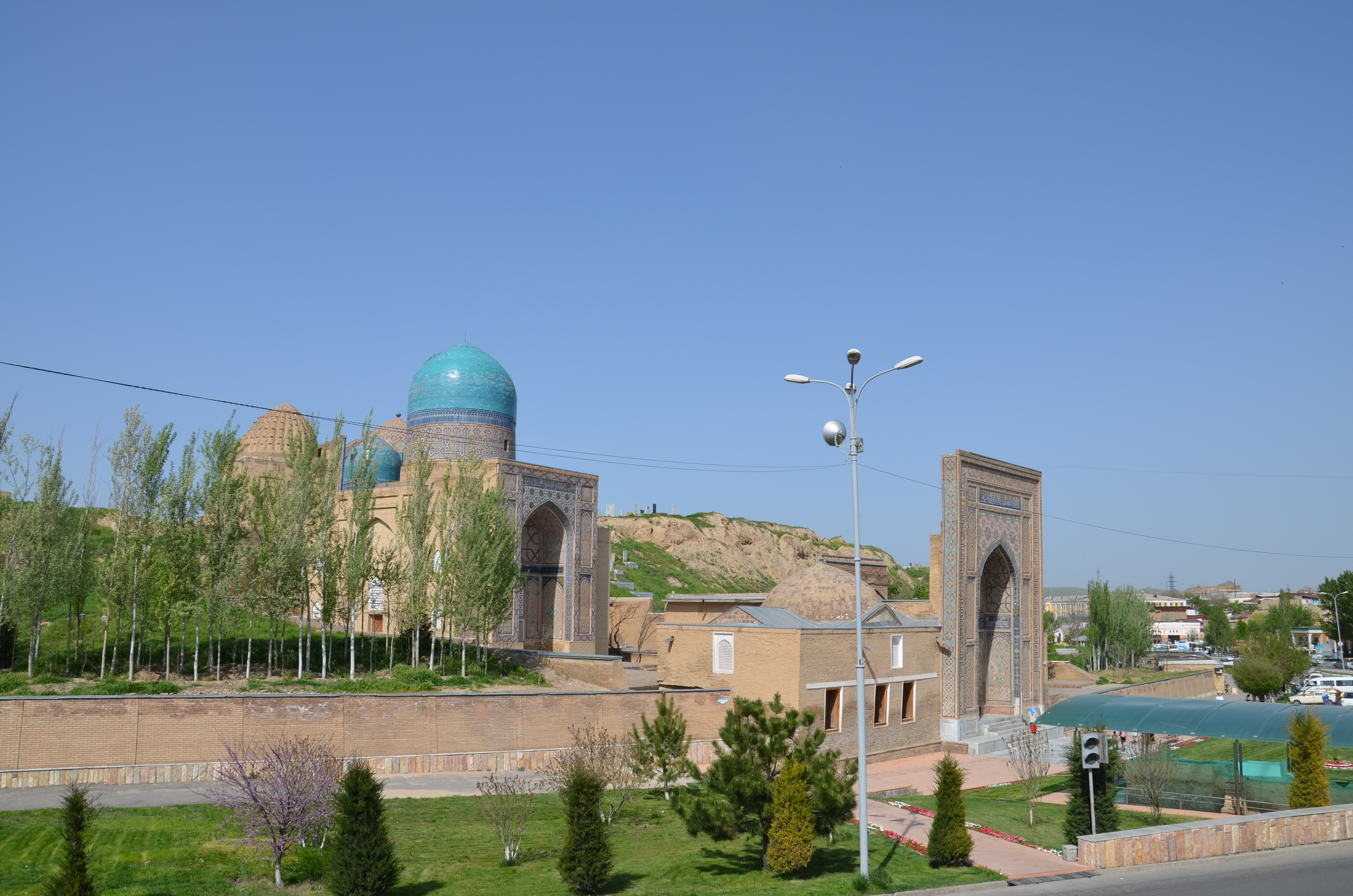
Ансамбль мавзолеев Шахи-Зинда.

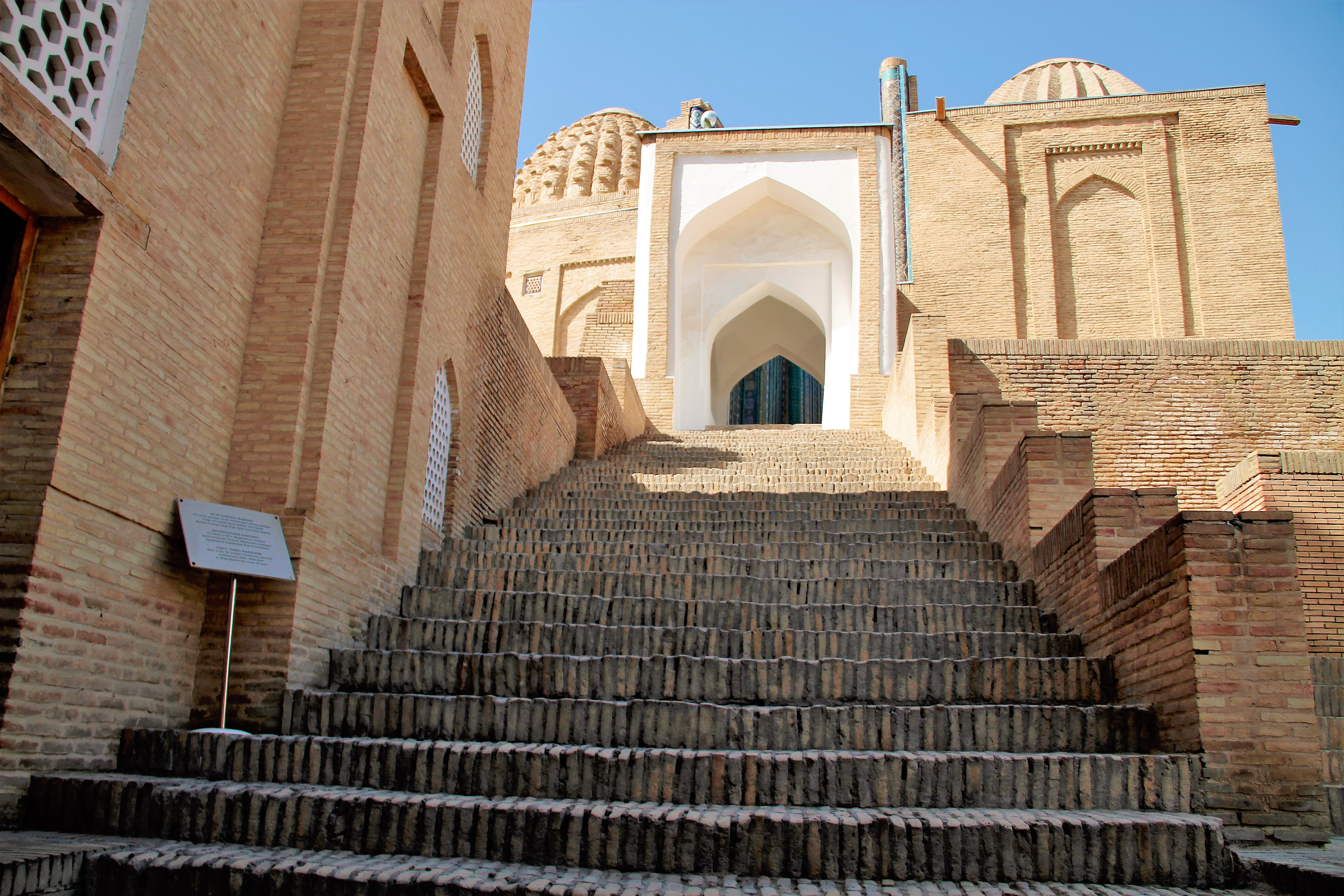
Вход в ансамбль мавзолеев Шахи-Зинда.

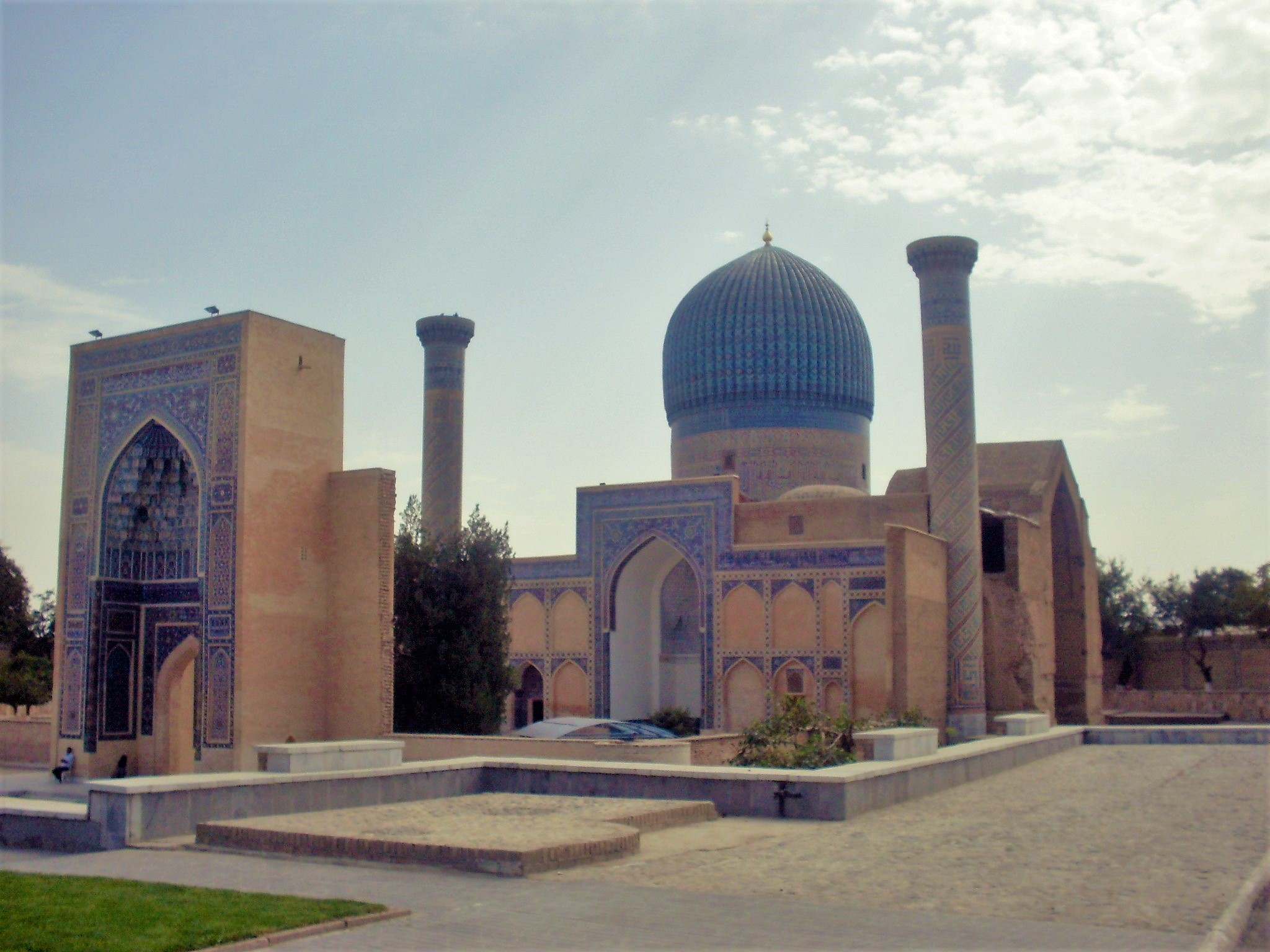
Мавзолей Гур-Эмир.

Ансамбль Регистан — одно из самых известных мест Самарканда. В средние века выполнял роль центральной площади города. В настоящее время представляет собой архитектурно оформленный ансамбль из 3-х массивных строений — медресе:

Медресе Улугбека — западное строение (1417 год), в нём обучалось около 100 студентов

Медресе Тилля-Кари («позолоченное») — центральное строение с одноимённой мечетью на территории (1660 год)

Медресе Шердор («обитель львов») — восточное строение (1636 год)
- Городище Афрасиаб
- Обсерватория Улугбека
- Мавзолей Гур-Эмир
- Мечеть Биби Ханум
- Мавзолей Биби Ханум
- Ансамбль мавзолеев Шахи Зинда
- Музей возникновения Самарканда (Афросиаб)
- Мечеть Хазрет-Хызр
- Мавзолей Ходжа Дониер (пророк Даниил)
- Обсерватория и мемориальный музей Улугбека
- Мечеть Ходжа Зиемурод
- Мечеть Кук
- Древний деловой центр Чорсу
- Мавзолей Абу Мансур Матридий
- Мавзолей Рукхобод
- Мавзолей Аксарай
- Мавзолей Имама Исмоила Ал-Бухорий
- Мечеть Ходжа Нисбатдор
- Мавзолей Ходжа Абду Дарун
- Ишратхона
- Мечеть Намазгох
- Руины Куксарай (бывший дворец Тимура)
- Дом-музей Садриддина Айни
- Собор Святителя Алексия Московского
- Храм Святого Великомученика Георгия Победоносца
- Храм Покрова Пресвятой Богородицы
- Храм Святого Благоверного Великого Князя Александра Невского (снесён)
- Храм Святого Великомученика Георгия Победоносца (не действует)
- Храм Святого Николая Чудотворца (не действует)
- Церковь святого Иоанна Крестителя
- Церковь Святой Богородицы
- Синагога Канесои Гумбаз
- Сиабский базар

## Самарканд в мире
В честь Самарканда названы улицы в ряде городов Узбекистана (в том числе в Ташкенте), а также в некоторых городах Таджикистана (Душанбе, Худжанд), Казахстана (Алматы, Караганда, Тараз, Темиртау) в России (Волгоград, Екатеринбург, Калининград, Нижний Новгород, Пермь, Ростов-на-Дону, Симферополь, Уфа. В Москве имеется Самаркандский бульвар. В ряде городов Украины в таких как Константиновка, Краматорск, Кривой Рог, Снежное, Черновцы и Харьков также имеются улицы, названные в честь Самарканда.
Из городов за пределами постсоветского пространства, улицы, названные в честь Самарканда, имеются в городах Иордании (Амман и Ирбид), в столице Саудовской Аравии Эр-Рияде, в Дубае.
В честь Самарканда назван турецкий популярный образовательный телеканал «Semerkand TV» и колёсный военный пароход Российской империи «Самарканд».
Также в честь Самарканда названы некоторые виды растений и цветов.

## Города-побратимы
- Анталья, Турция
- Балх, Афганистан
- Банда-Ачех, Индонезия[137][138]
- Бремен, Германия[137][138]
- Бухара, Узбекистан
- Гянджа, Азербайджан (2023)[139]
- Кайруан, Тунис[137]
- Красноярск, Россия (2003)[137][138]
- Куско, Перу (4 августа 1986)[137][140]
- Кёнджу, Республика Корея[137][138]
- Лахор, Пакистан[137][138]
- Лион, Франция[137][138]
- Львов, Украина[137][138]
- Льеж, Бельгия (январь 2005)[137][138][…]
- Мары, Туркменистан
- Мерв, Туркменистан[137]
- Мехико, Мексика (2010)
- Нара, Япония
- Нишапур, Иран[137]
- Нью-Дели, Индия
- Пловдив, Болгария[137][138][…]
- Рио-де-Жанейро, Бразилия[137][138]
- Самара, Россия
- Сиань, Китай (2013)[138]
- Стамбул, Турция[137]
- Флоренция, Италия (2015)[137]
- Худжанд, Таджикистан[137]
- Эскишехир, Турция
- Юрмала, Латвия

## Галерея

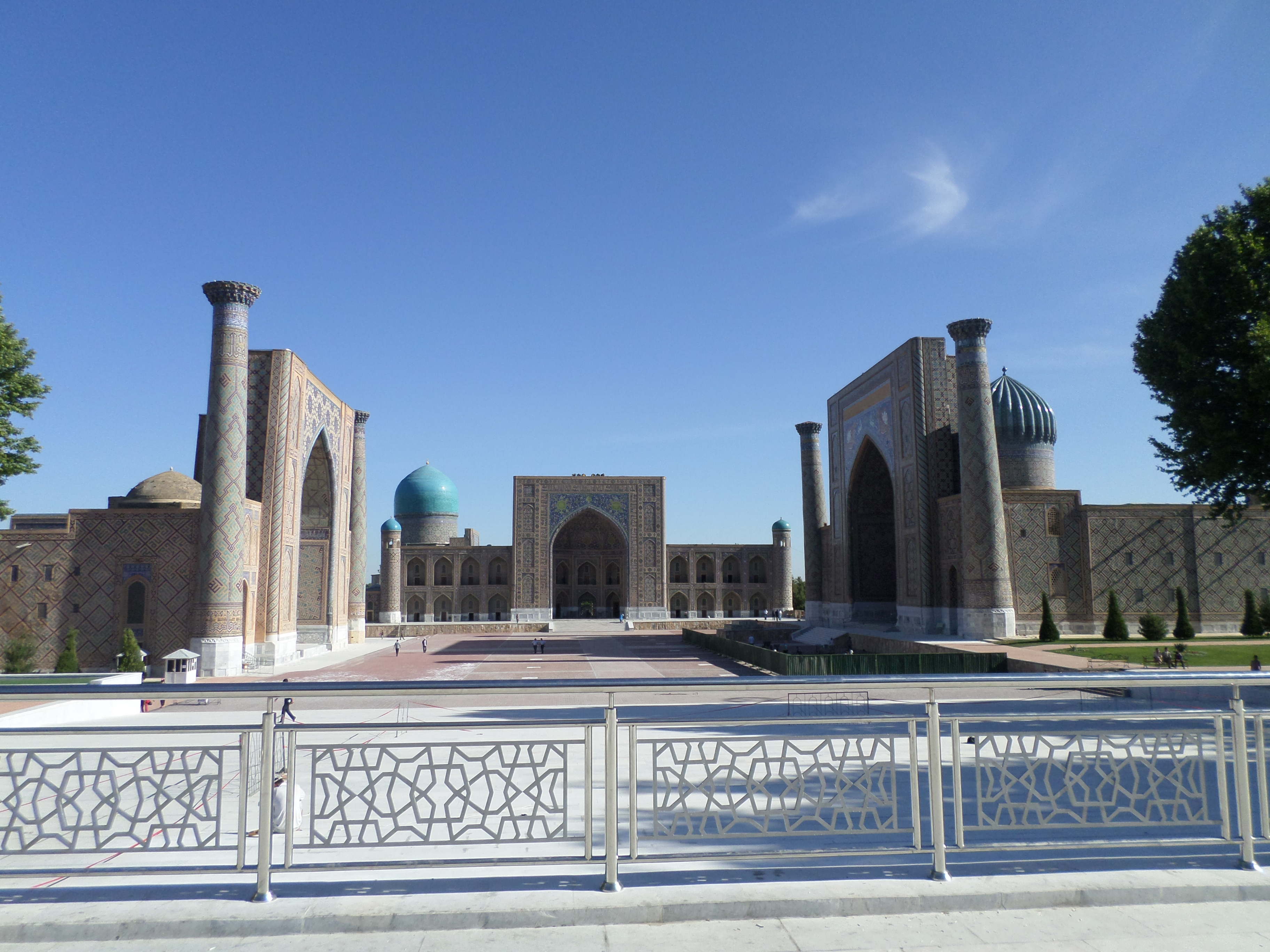
Площадь и ансамбль Регистан.
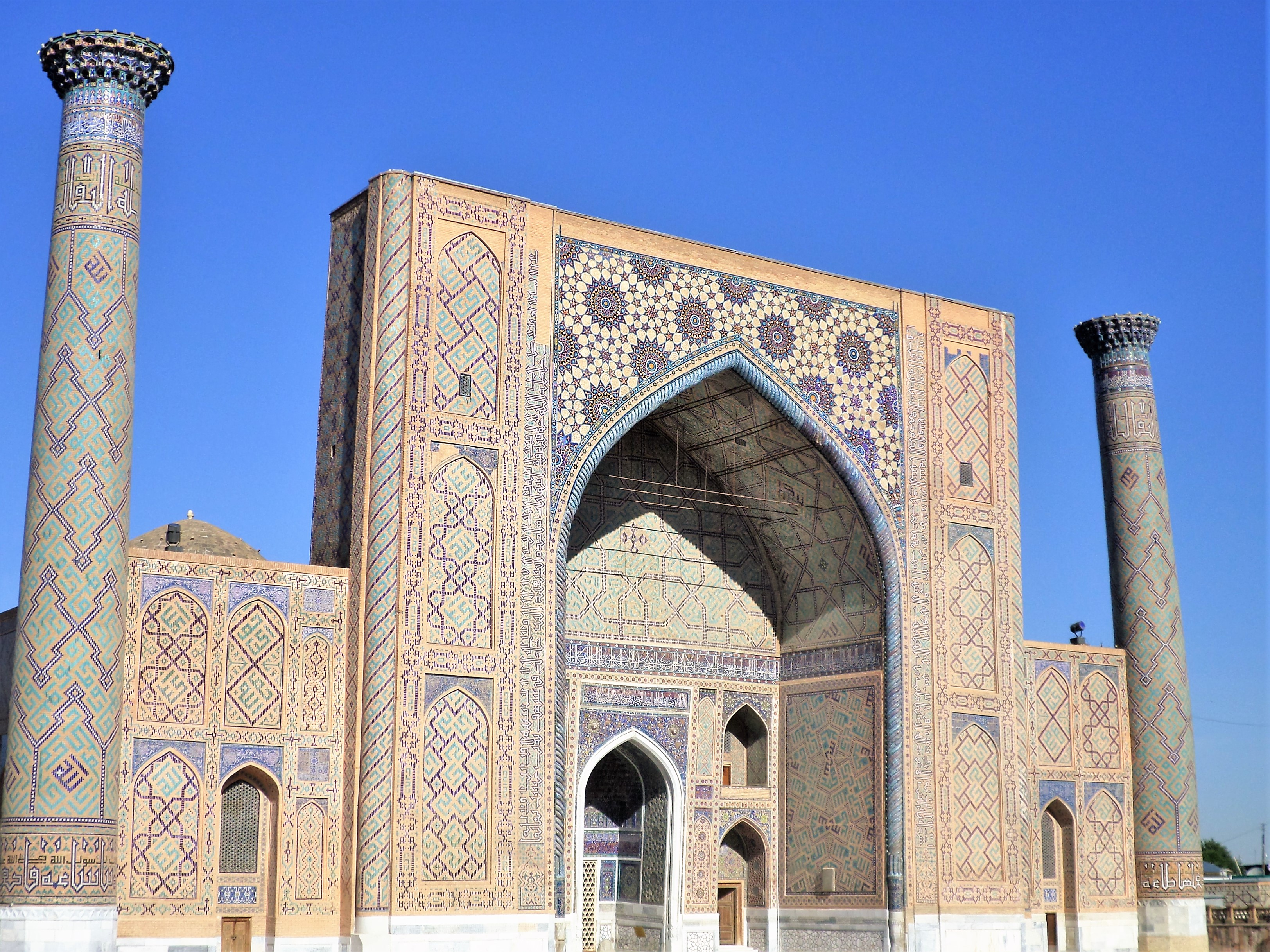
Медресе Улугбека.
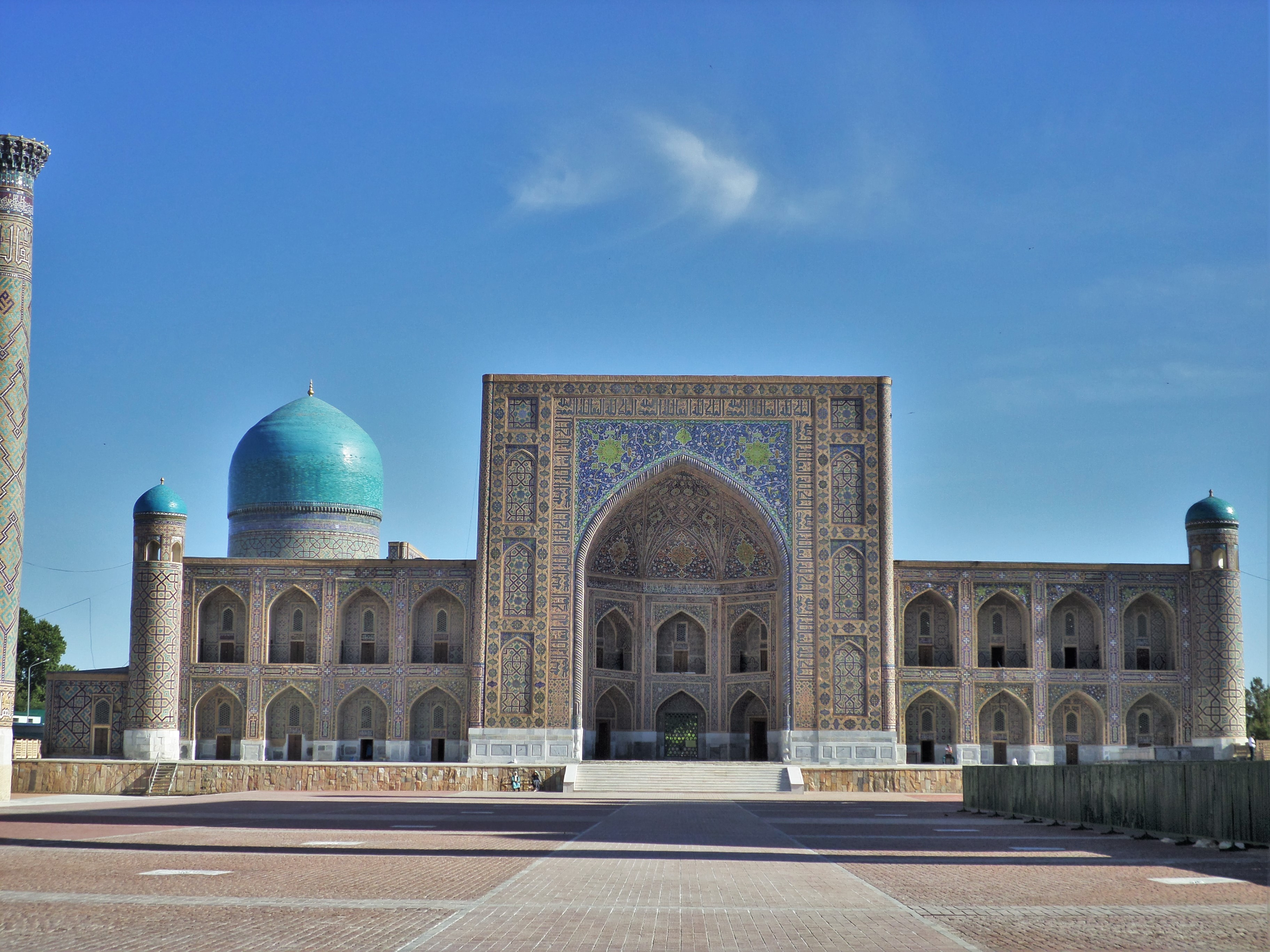
Медресе Тилля-Кари.
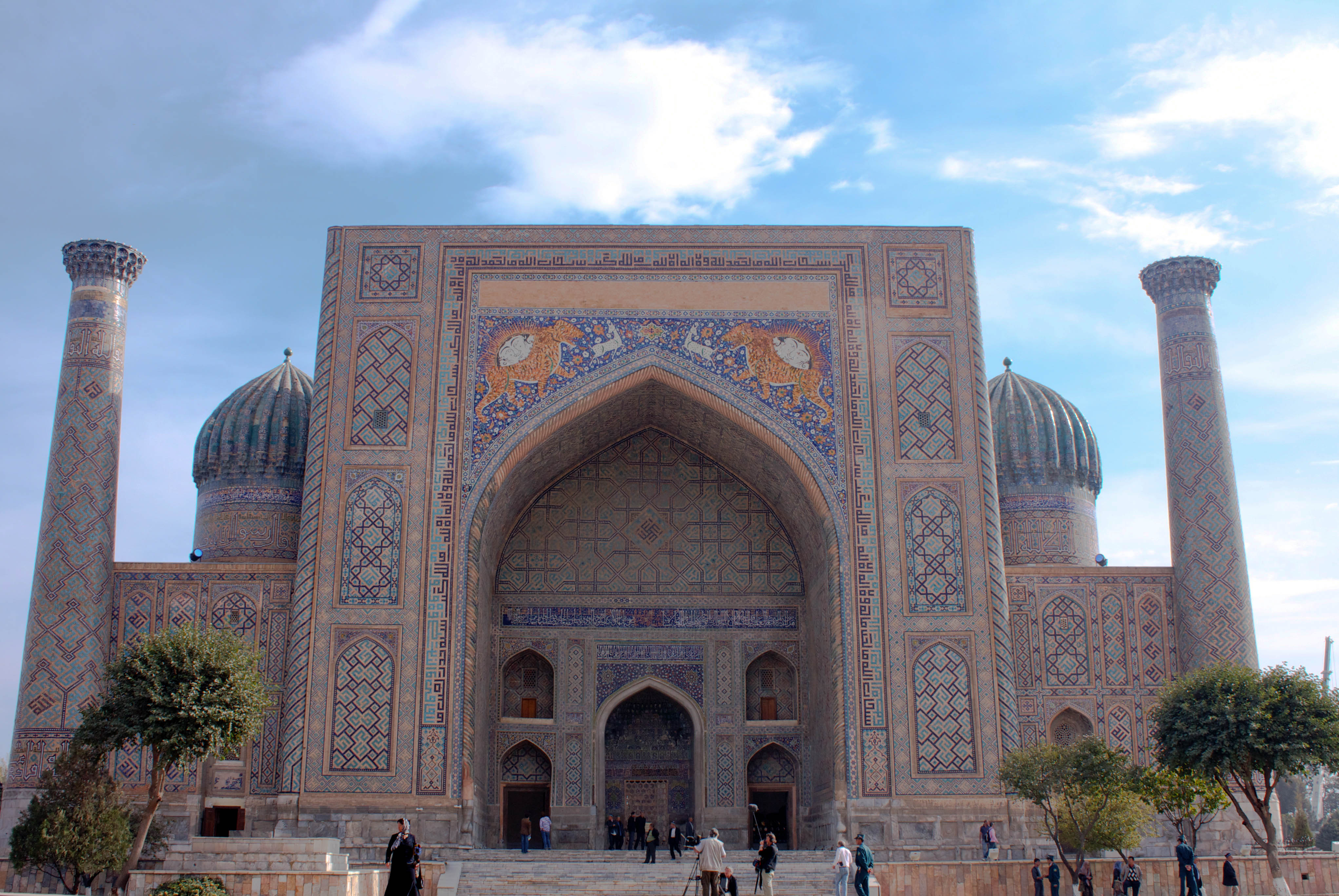
Медресе Шердор.
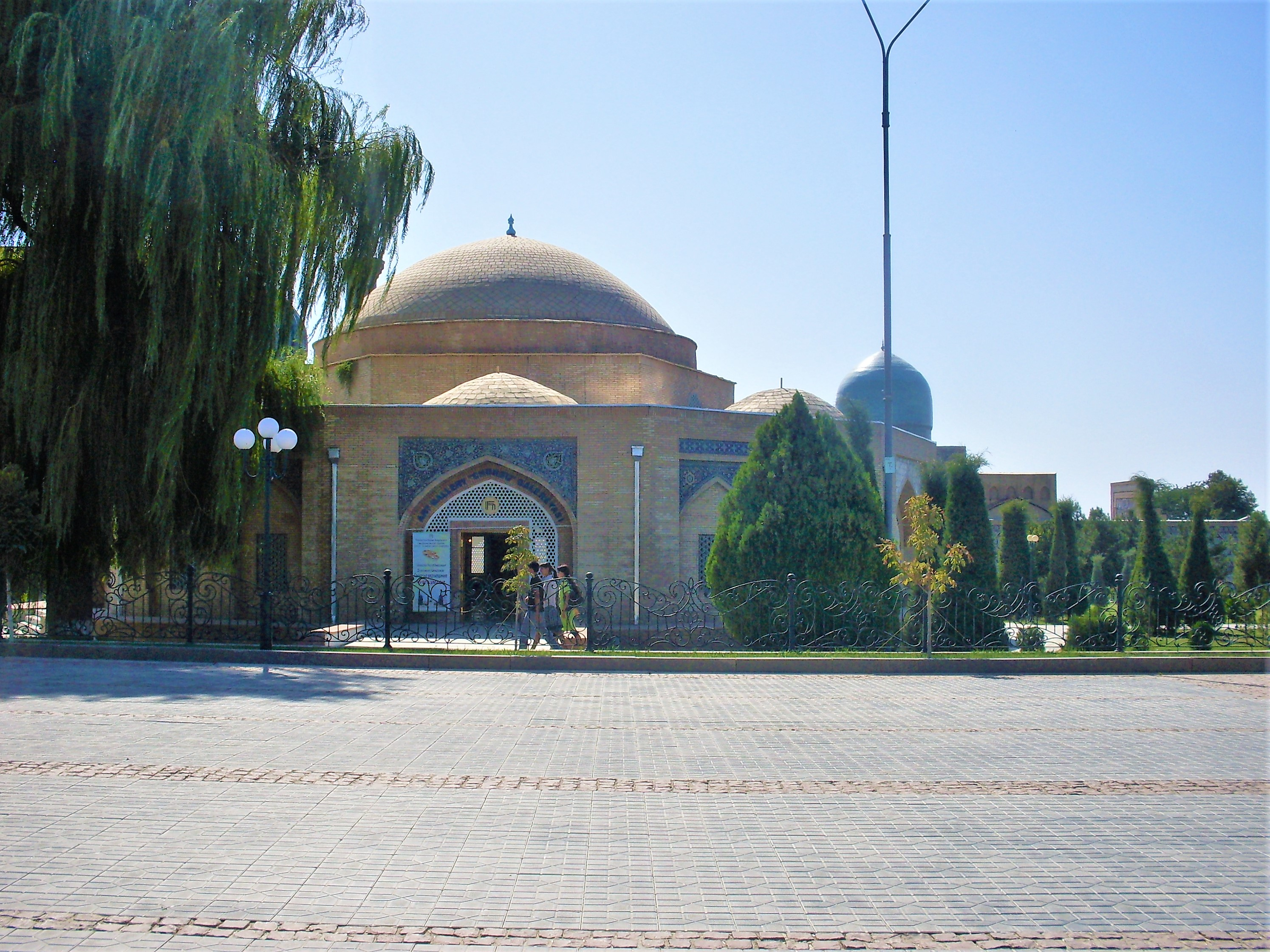
Торговый купол Чорсу
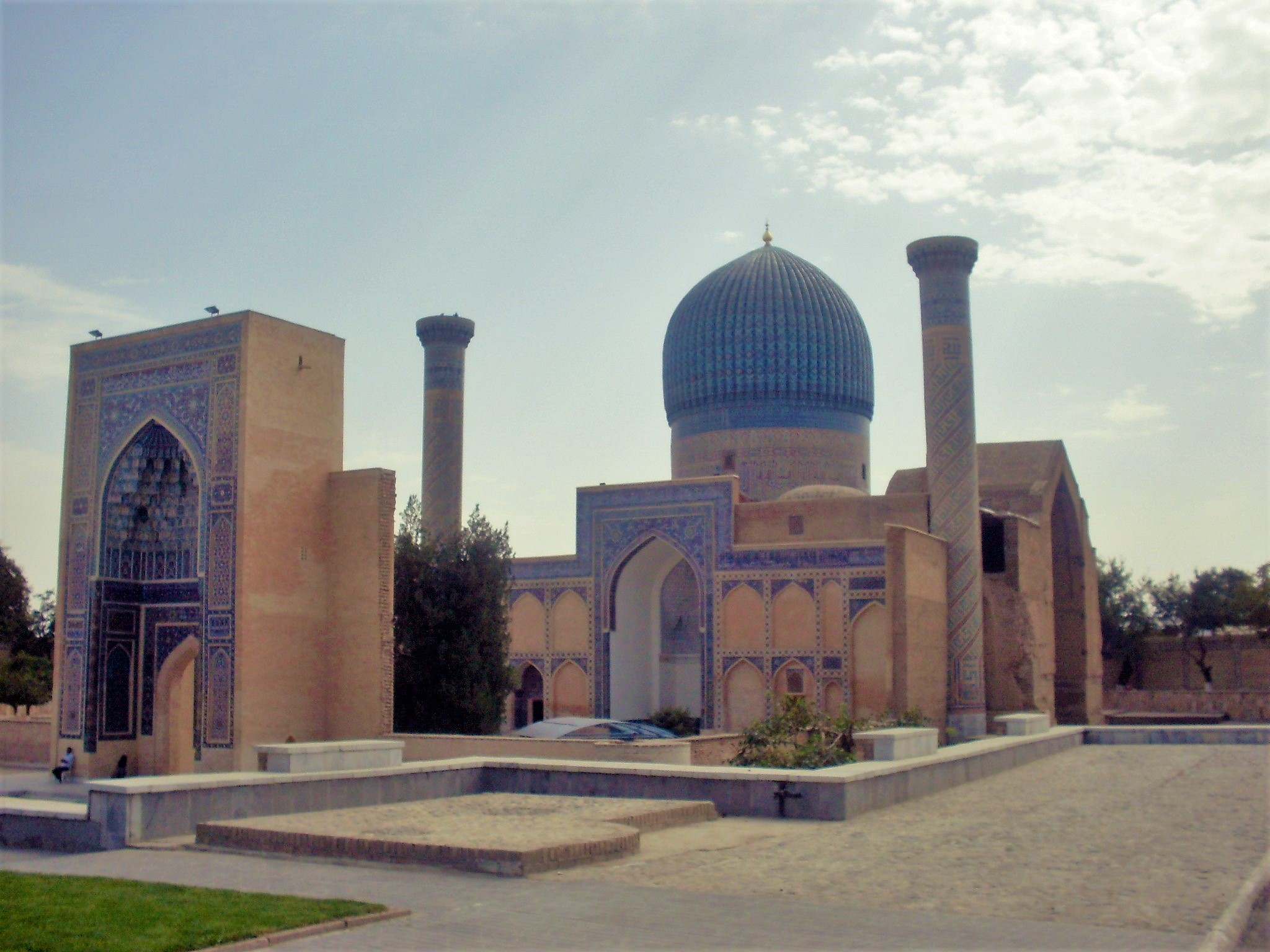
Усыпальница Тимуридов.
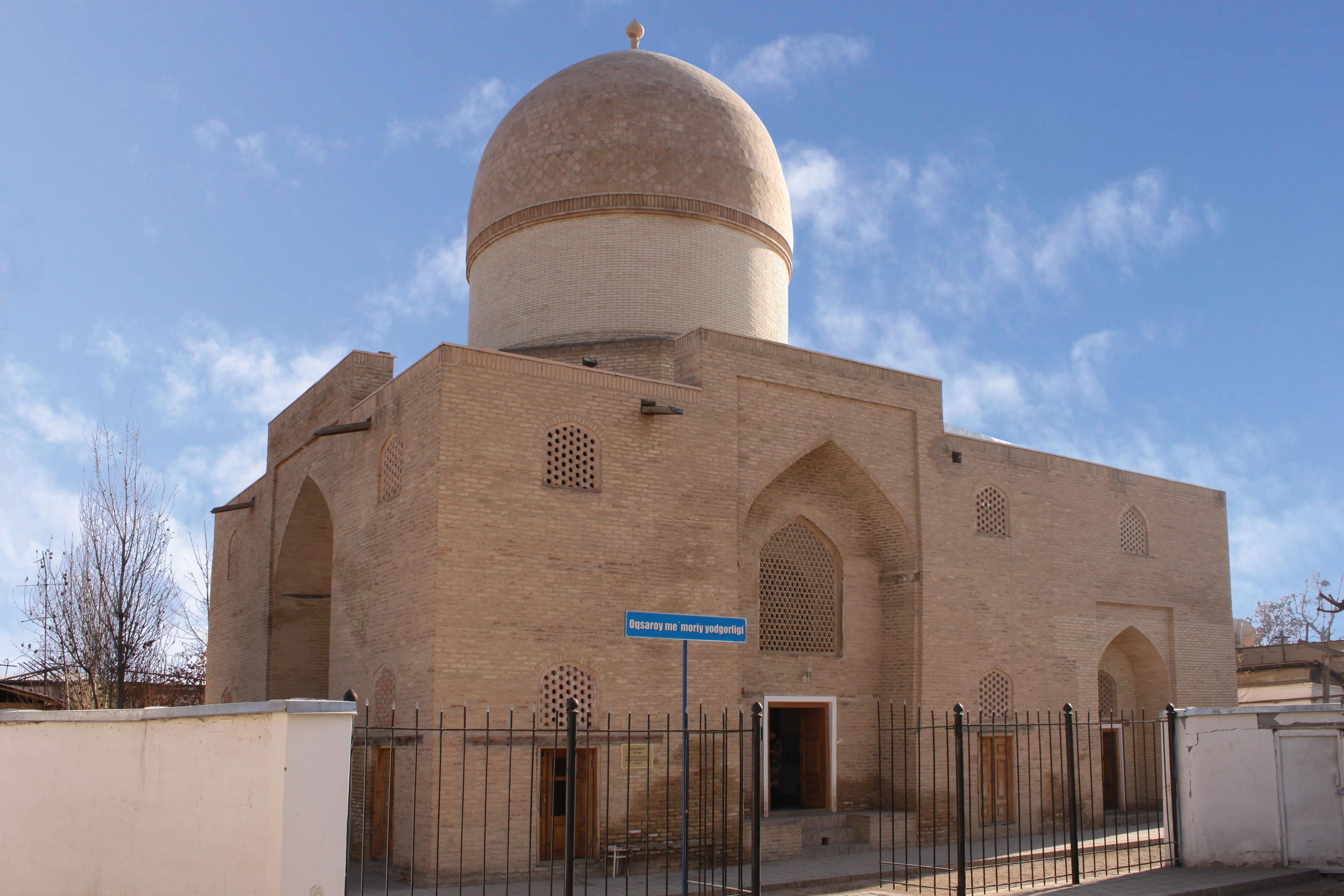
Мавзолей Аксарай.
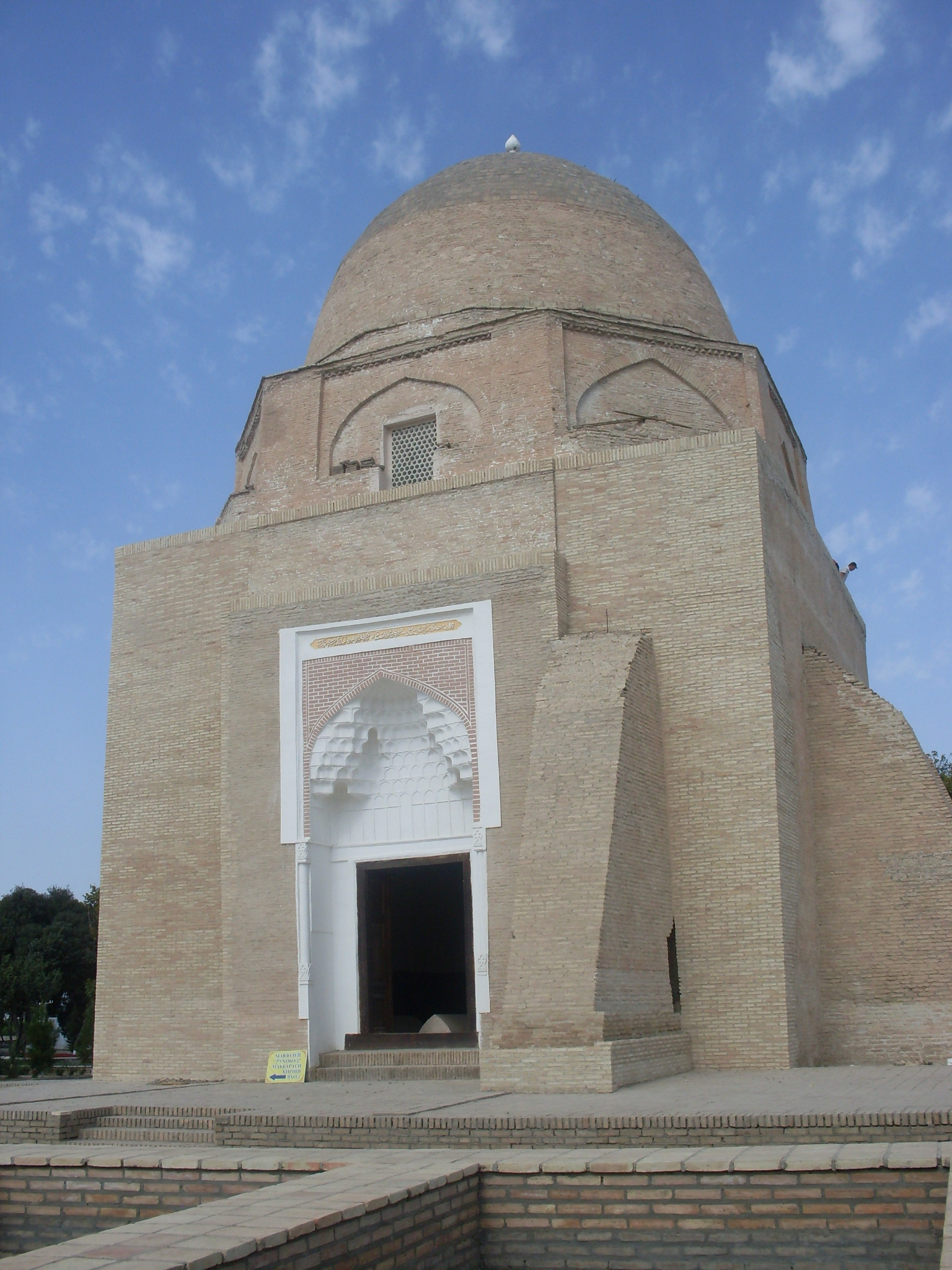
Мавзолей Рухабад.
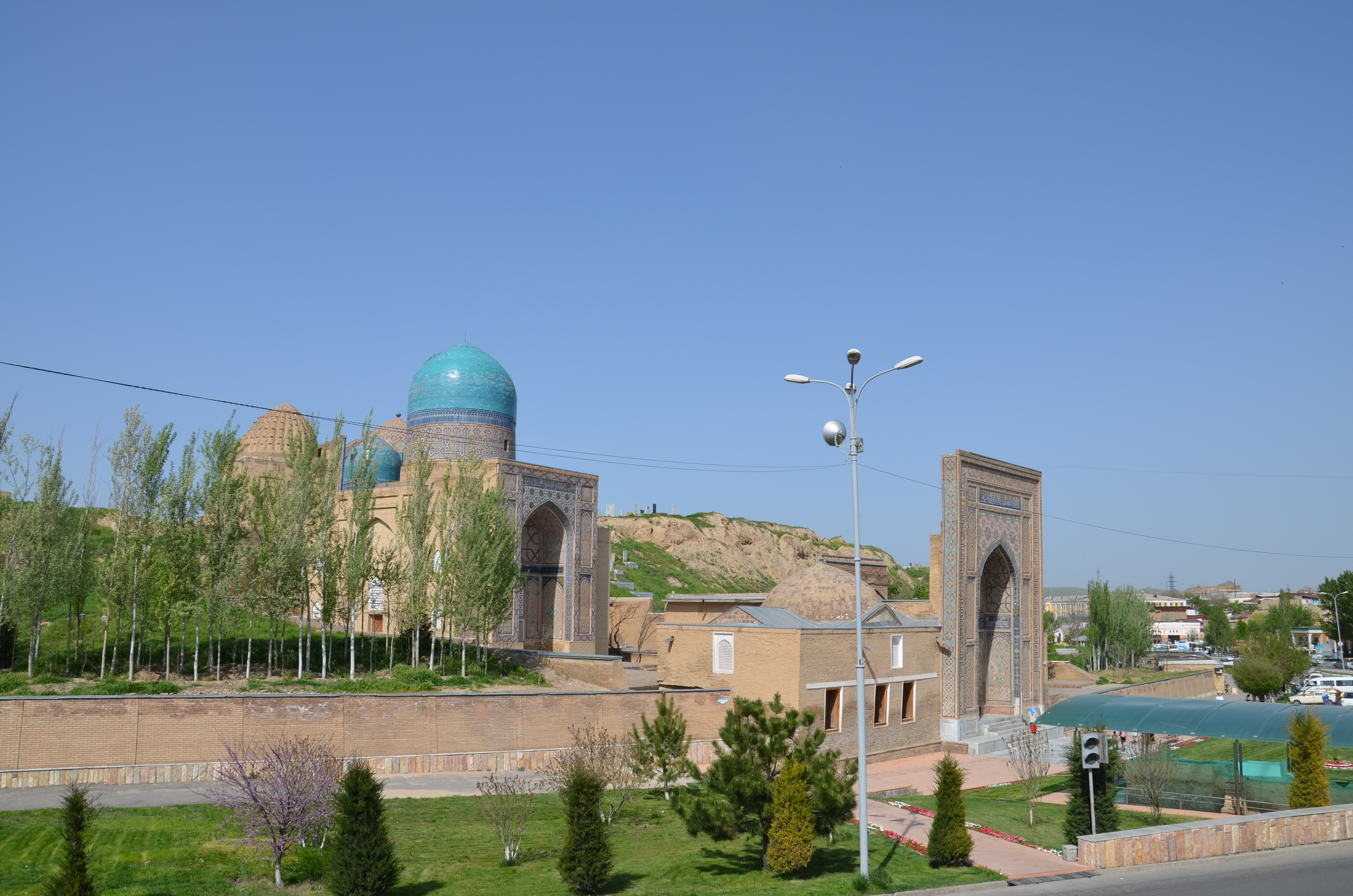
Ансамбль Шахи Зинда.
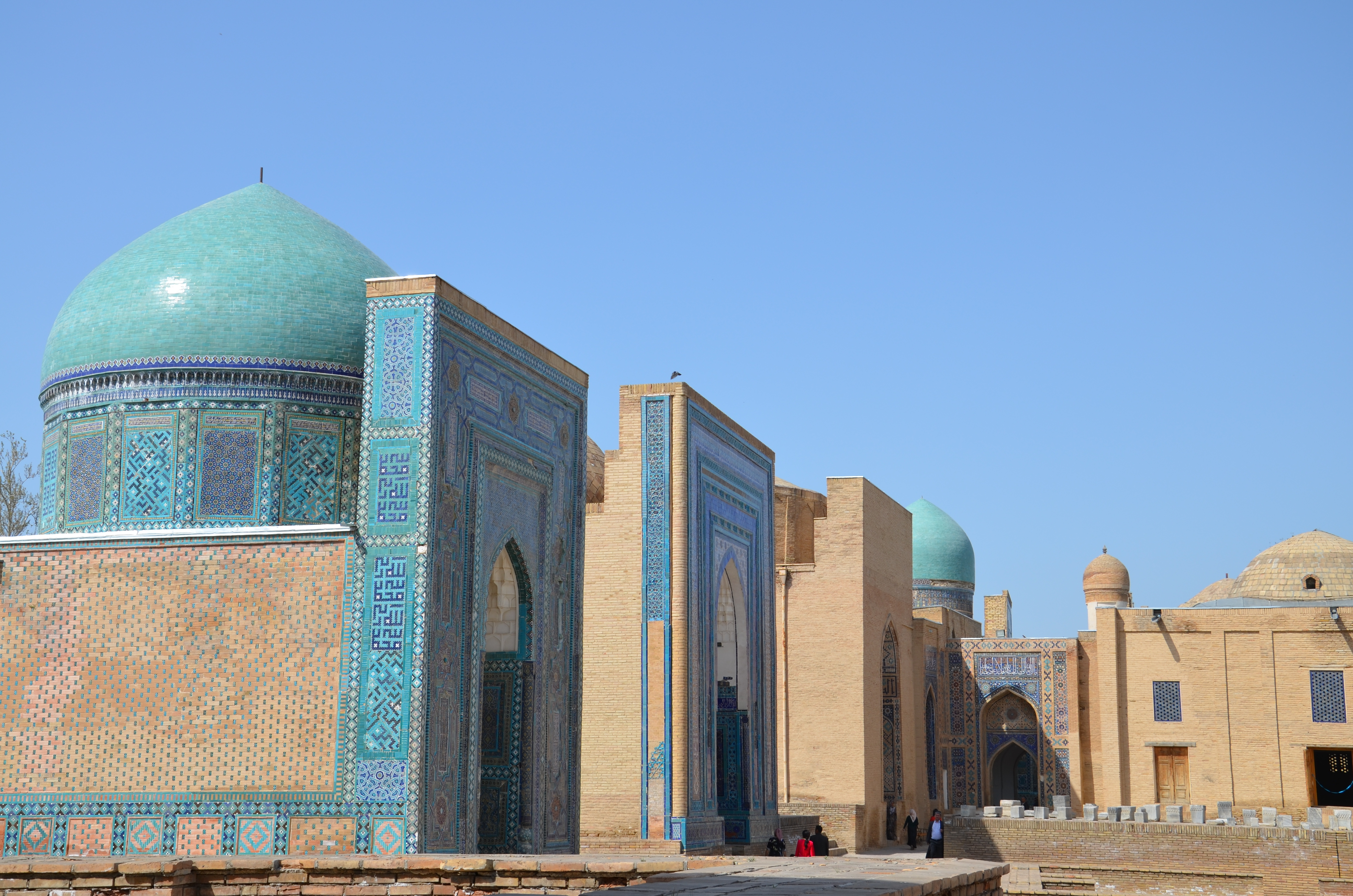
Ансамбль Шахи Зинда.
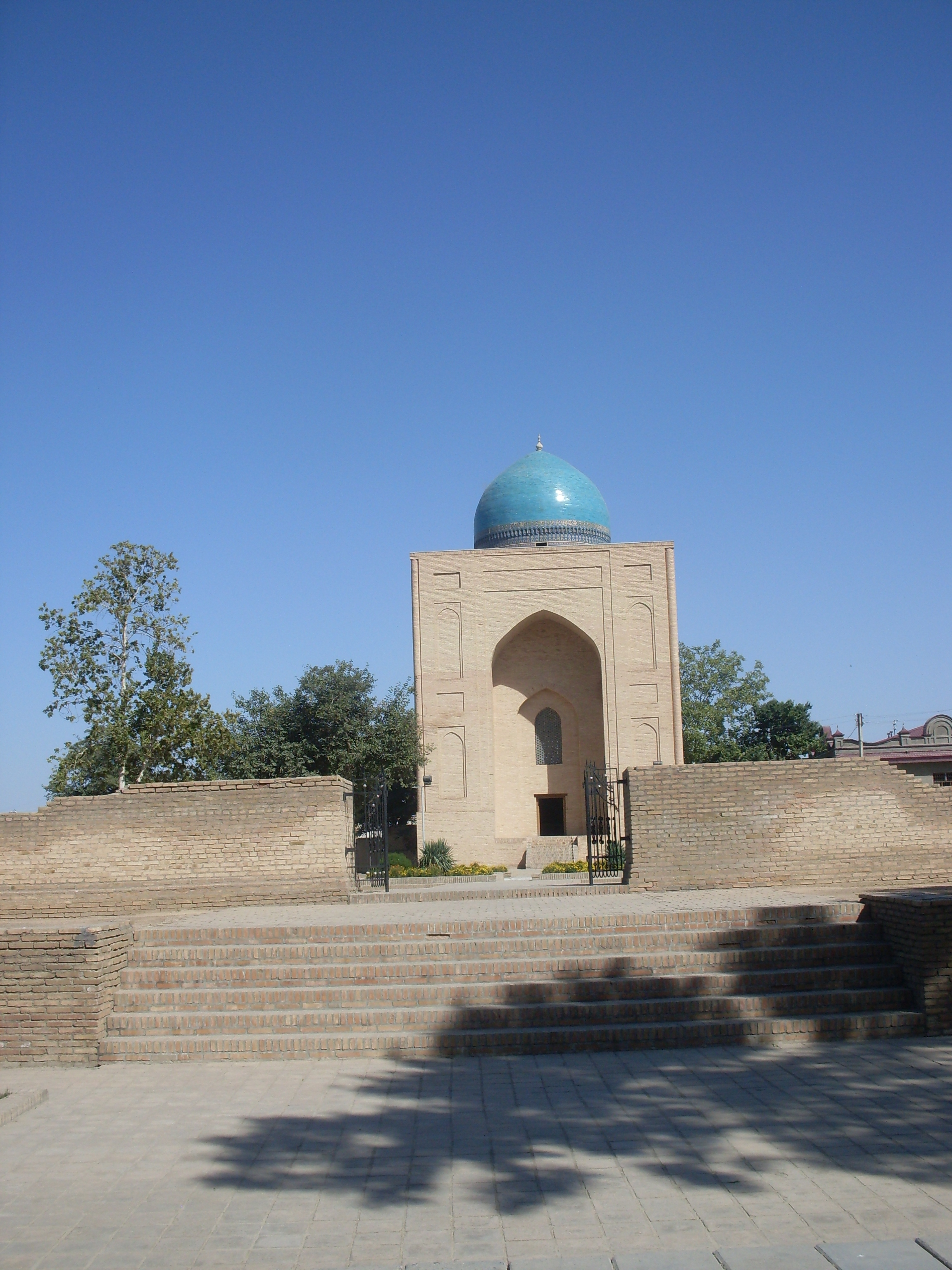
Мавзолей Биби Ханум.
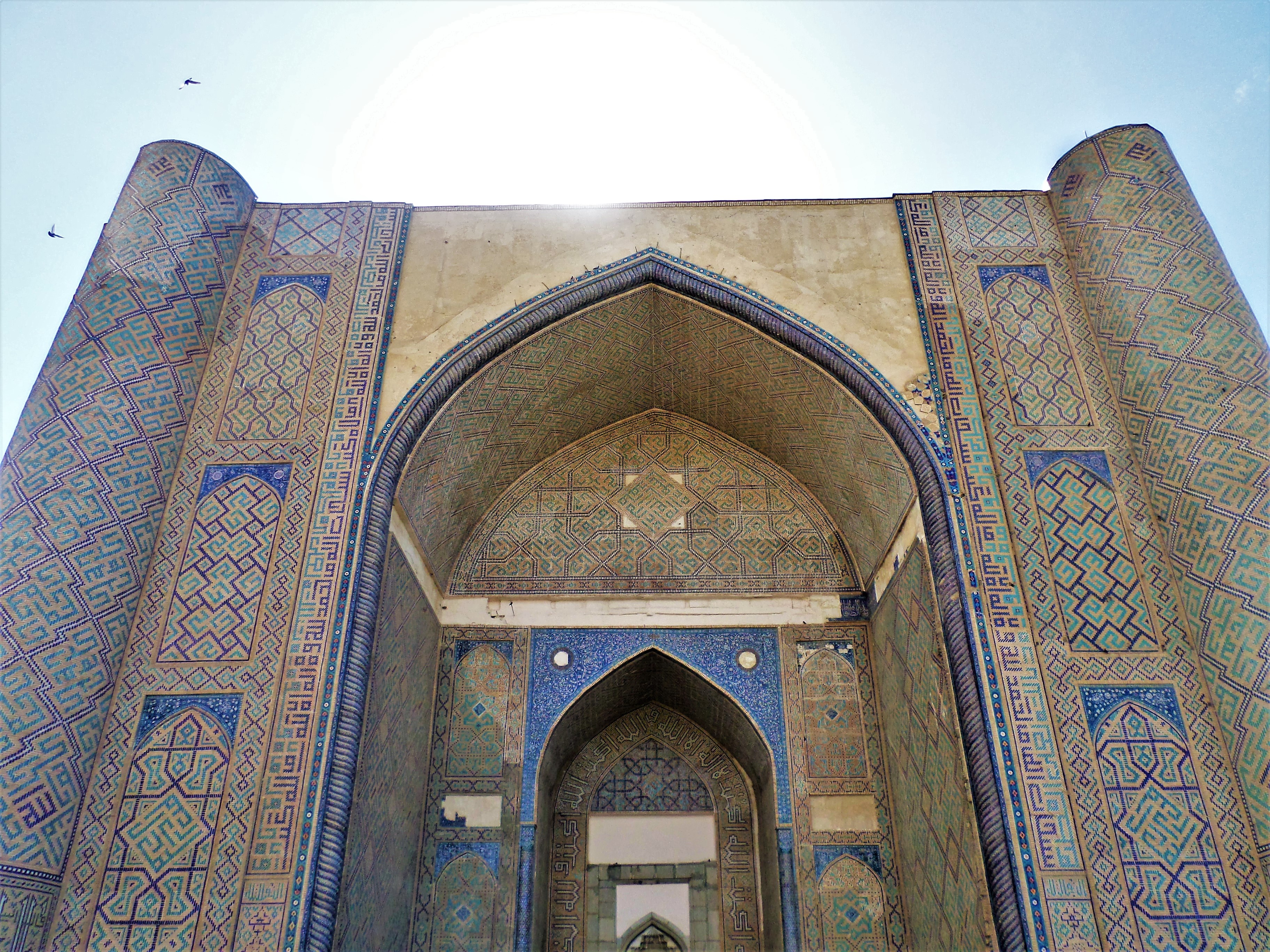
Мечеть Биби Ханум.
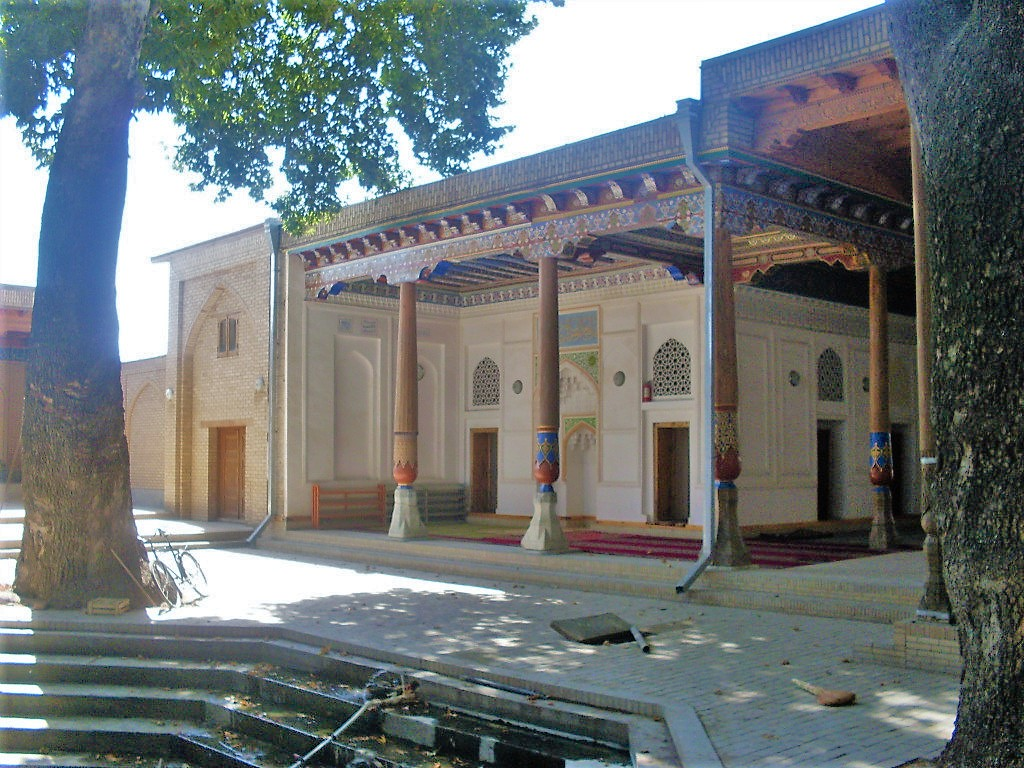
Ходжа Абди Дарун.
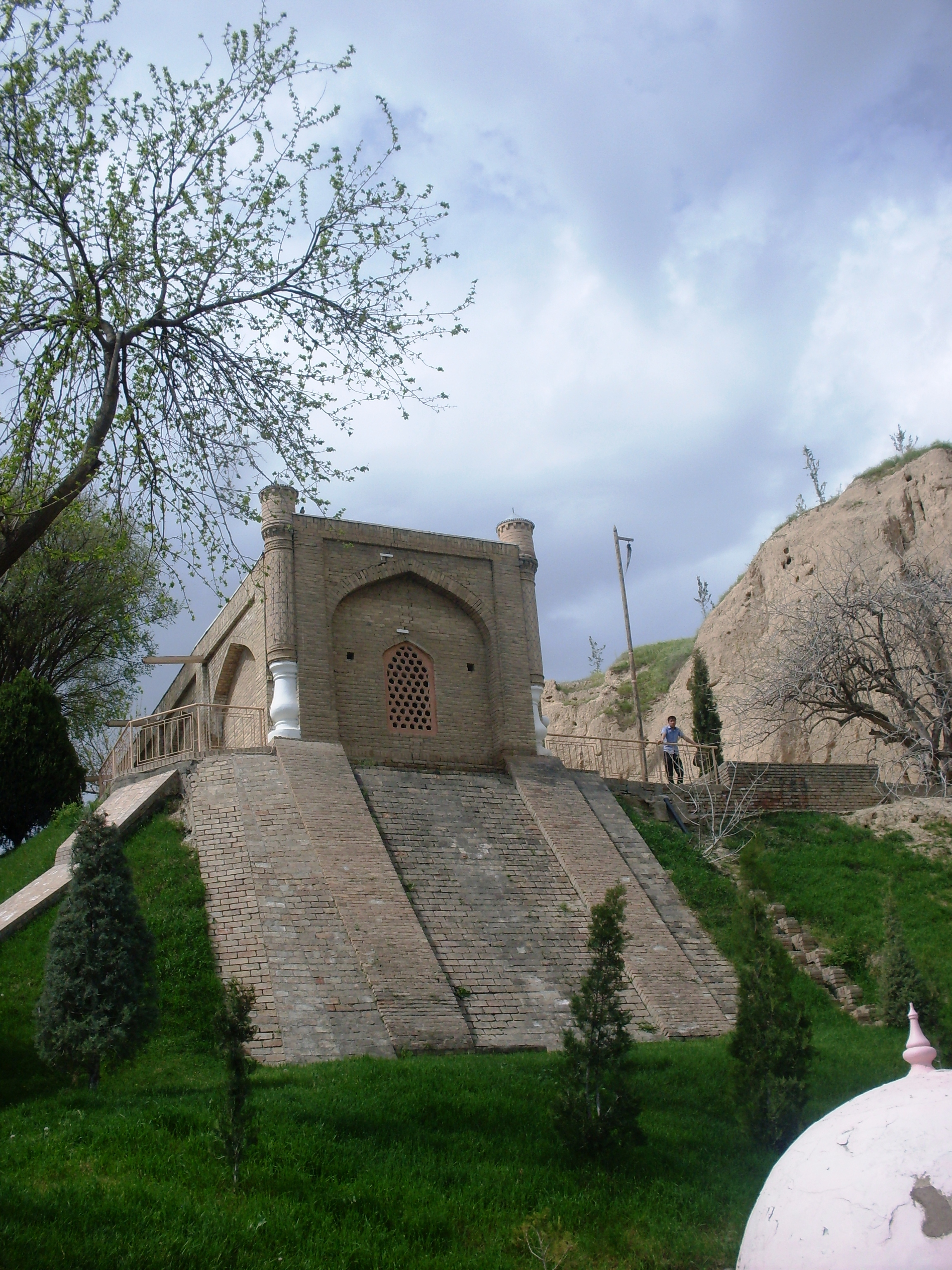
Мавзолей Ходжа Дониёр.
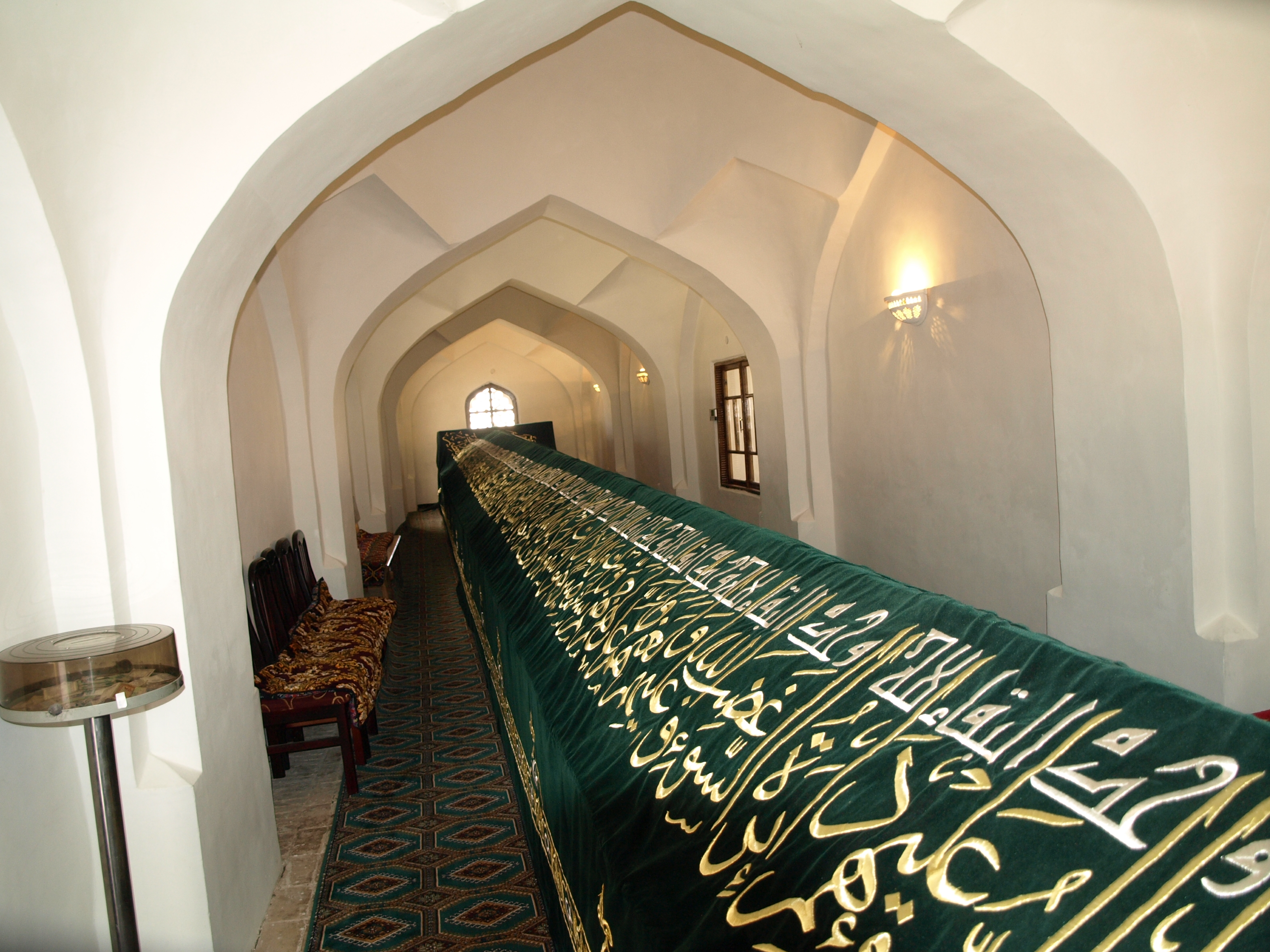
Мавзолей Ходжа Дониёр изнутри.
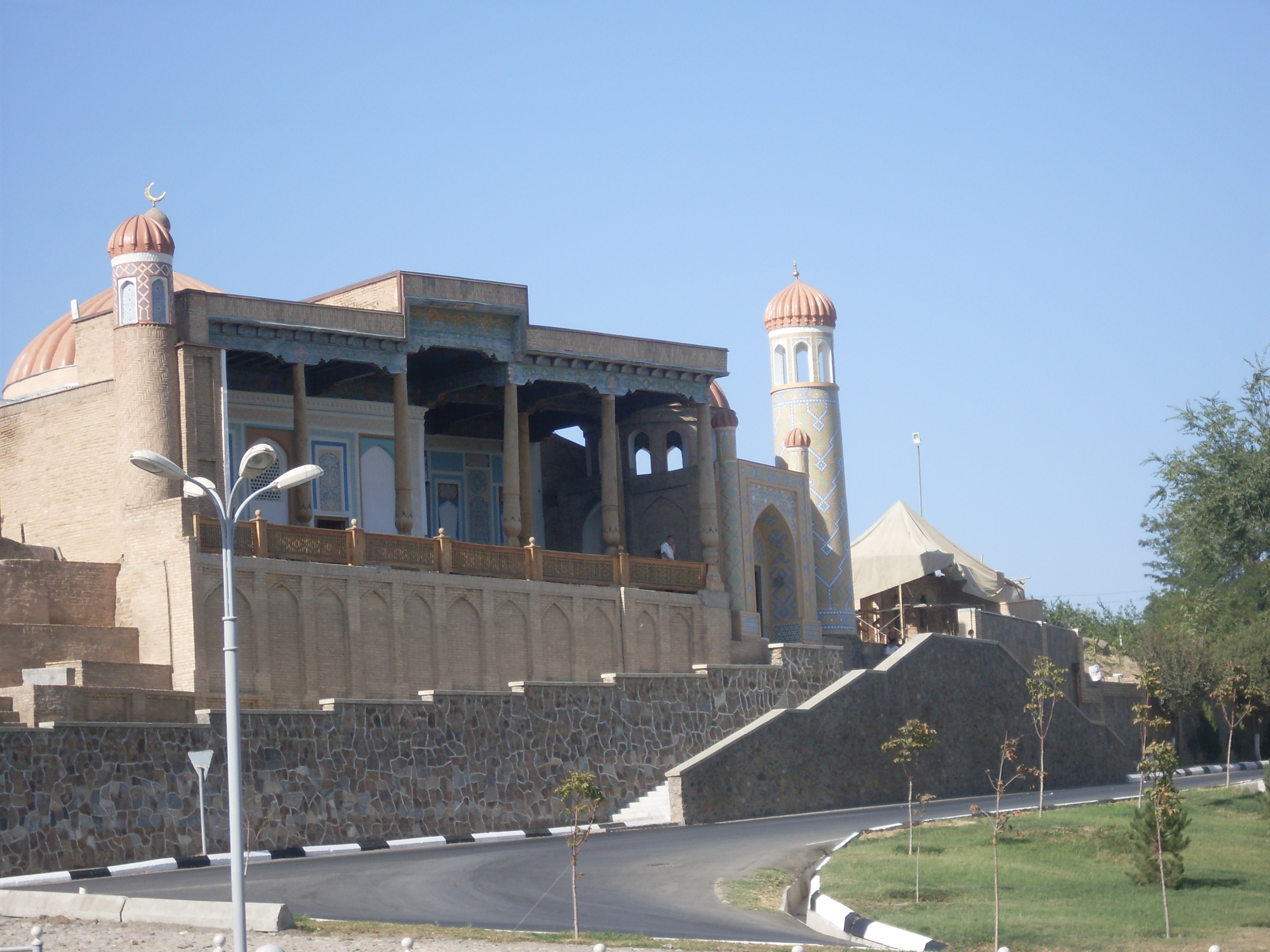
Мечеть Хазрет Хызр.
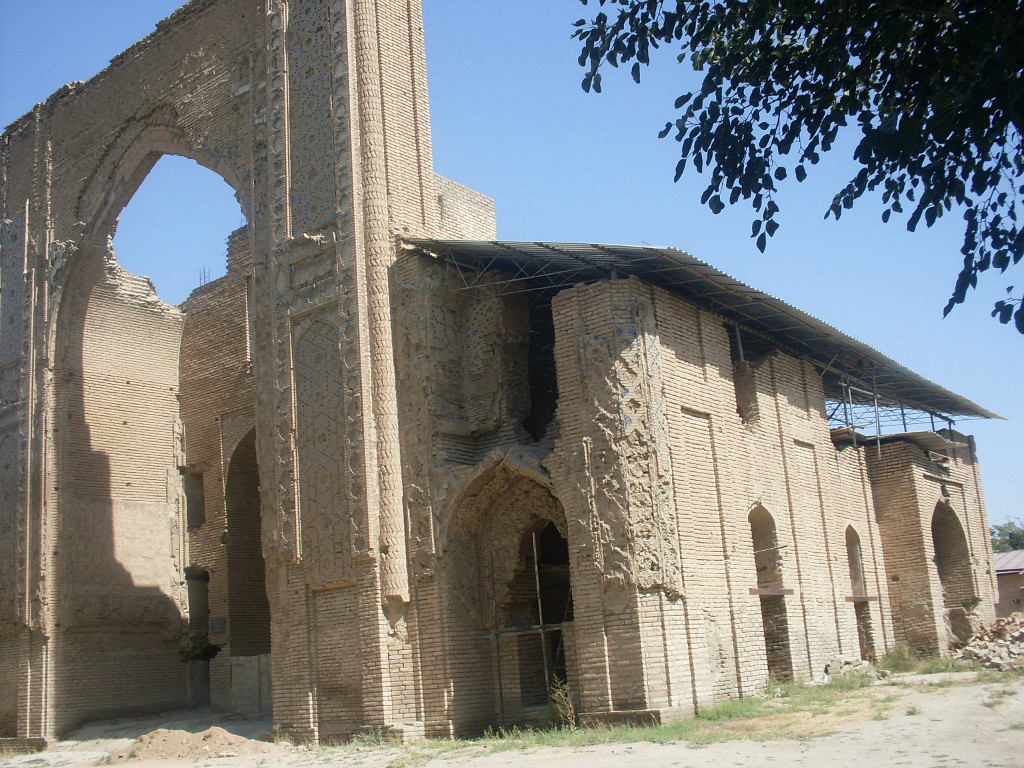
Мавзолей Ишратхона.
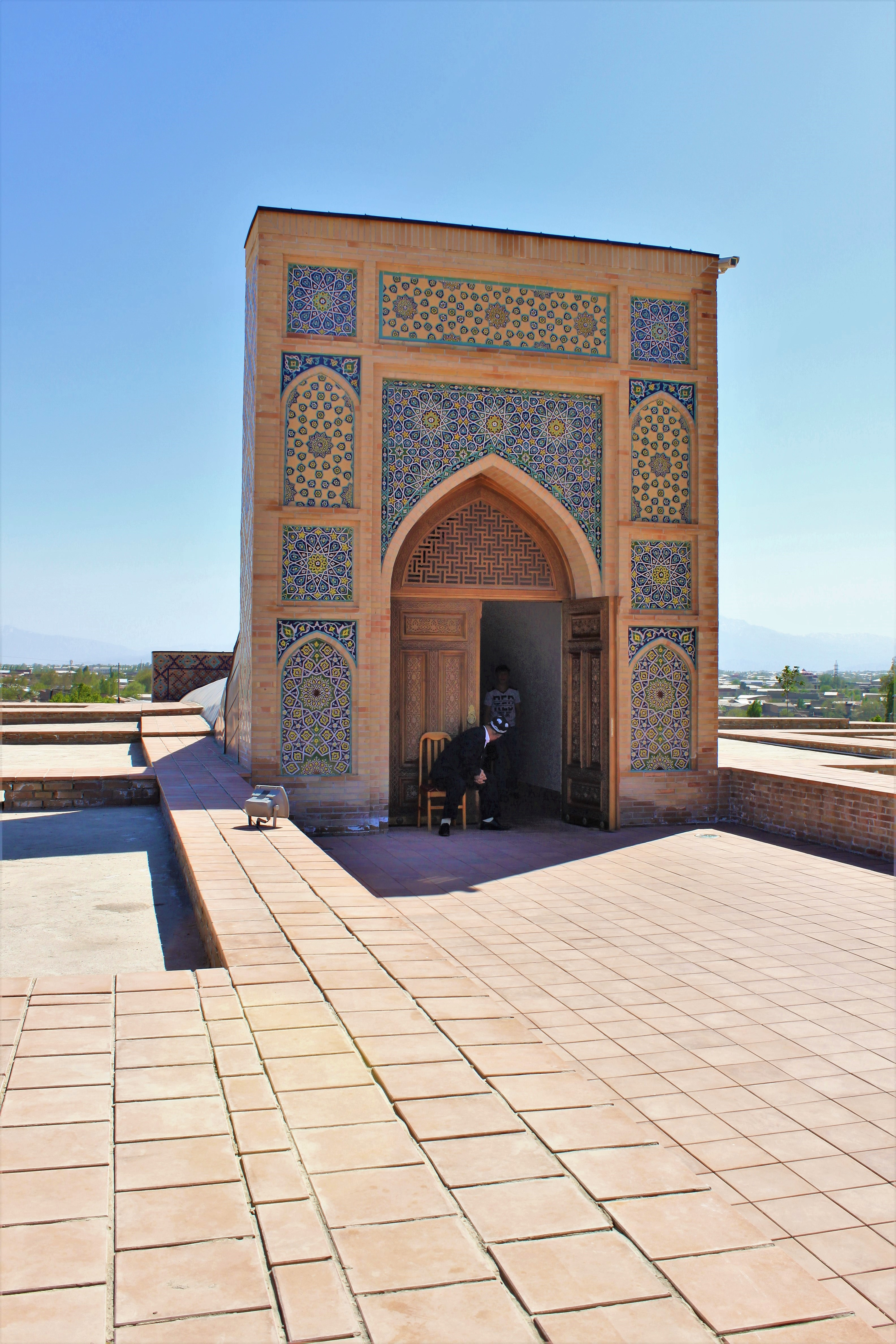
Обсерватория Улугбека.
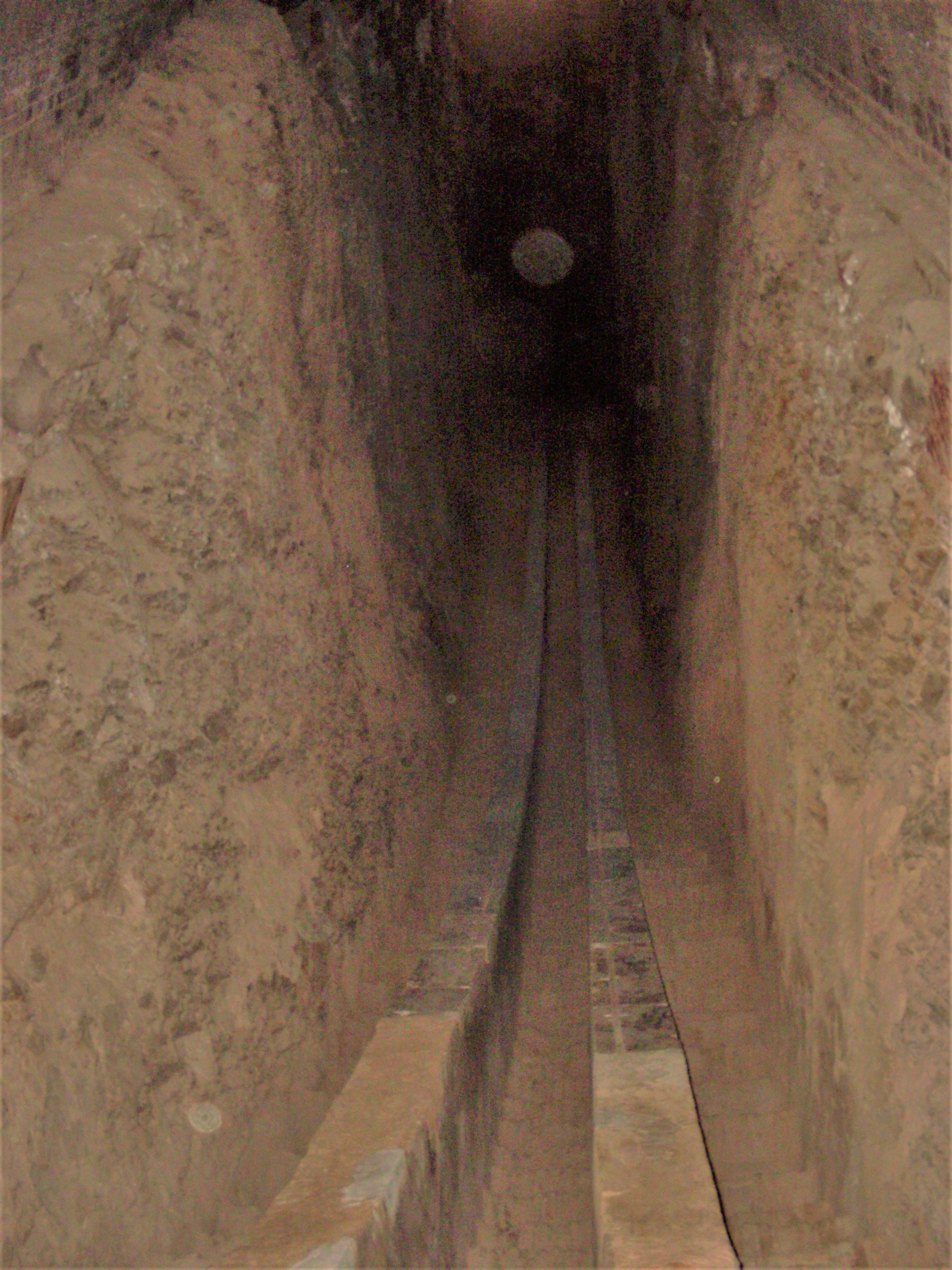
Секстант обсерватории Улугбека.